# Шевченко Тарас Григорович
Тара́с Григо́рович Шевче́нко (25 лютого (9 березня) 1814, с. Моринці, Київська губернія, Російська імперія (нині Звенигородський район, Черкаська область, Україна) — 26 лютого (10 березня) 1861, Санкт-Петербург, Російська імперія) — український поет, прозаїк, мислитель, живописець, гравер, етнограф, громадський діяч. Національний герой і символ України. Діяч українського національного руху, член Кирило-Мефодіївського братства. Академік Імператорської академії мистецтв (1860).
Літературна спадщина Шевченка вважається основою сучасної української літератури та значною мірою української літературної мови.

## Життєпис

### Ранні роки

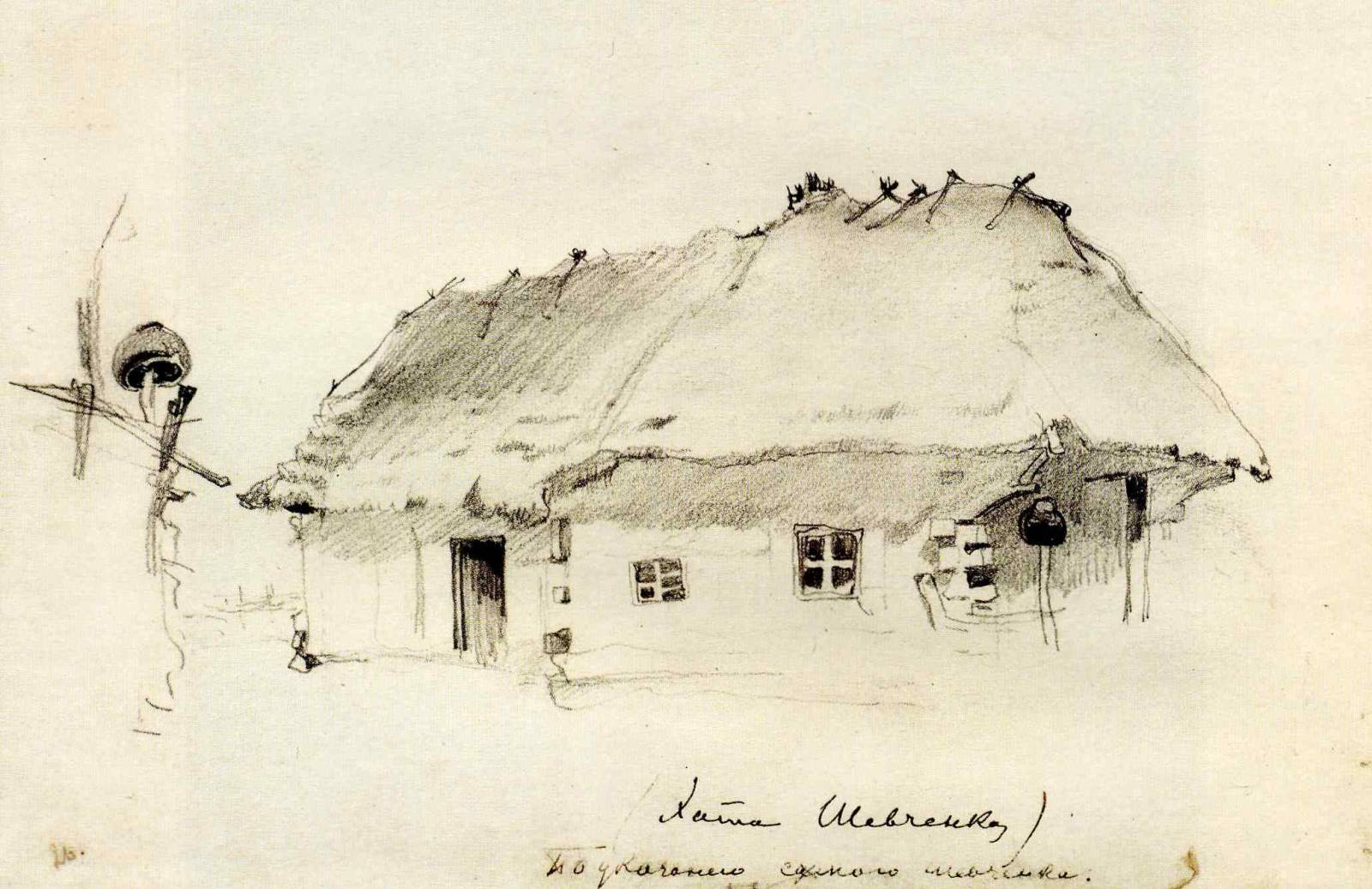
«Хата батьків у с. Кирилівці» (Шевченко, 1843)

Тарас Шевченко народився 9 березня 1814 року в селі Моринці Пединівської волості Звенигородського повіту Київської губернії. Був третьою дитиною селян-кріпаків Григорія Івановича Шевченка і Катерини Якимівни після сестри Катерини (1804 — близько 1848) та брата Микити (1811 — близько 1870).
За родинними переказами, Тарасові діди й прадіди з батьківського боку походили від козака Андрія, який на початку XVIII століття прийшов із Запорізької Січі. Дід по матері Бойко Яким Омелянович за однією з версій був виходцем з Прикарпаття, сином опришка Івана Бойчука.
1816 року сім'я Шевченків переїхала до села Кирилівки Звенигородського повіту, звідки походив Григорій Іванович. Дитячі роки Тараса пройшли в цьому селі. 1816 року народилася Тарасова сестра Ярина, 1819 року — сестра Марія, а 1821 року народився Тарасів брат Йосип.
Восени 1822 року Тарас Шевченко почав учитися грамоти в дяка Совгиря. Тоді ж ознайомився з творами Григорія Сковороди.
10 лютого 1823 року його старша сестра Катерина вийшла заміж за Антона Красицького — селянина із Зеленої Діброви, а 1 вересня 1823 року від тяжкої праці й злиднів померла мати Катерина.
19 жовтня 1823 року батько одружився вдруге з удовою Оксаною Терещенко, у якої вже було троє дітей. Вона жорстоко поводилася з нерідними дітьми, зокрема з малим Тарасом. 1824 року народилася Тарасова сестра Марія — від другого батькового шлюбу.
Хлопець чумакував із батьком. Бував у Звенигородці, Умані, Єлисаветграді (тепер Кропивницький). 2 квітня 1825 року батько помер, і невдовзі мачуха повернулася зі своїми трьома дітьми до Моринців. Зрештою Тарас змушений був залишити домівку. Деякий час Тарас жив у свого дядька Павла, який після смерті його батька став опікуном сиріт. У розмові з біографом поета М. Чалим Ярина характеризувала Павла як «великого катюгу»: Тарас працював у нього разом із наймитом у господарстві, але в підсумку не витримав тяжких умов життя й пішов у найми до нового кирилівського дяка Петра Богорського.
Як попихач носив воду, опалював школу, обслуговував дяка, читав псалтир над померлими і вчився. Не стерпівши знущань Богорського й відчуваючи великий потяг до живопису, Тарас утік від дяка й почав шукати в навколишніх селах учителя-маляра. Кілька днів наймитував і «вчився» малярства в диякона Єфрема (Лисянка Звенигородського повіту, нині Черкаської області). Також мав учителів-малярів із села Стеблева, Канівського повіту та із села Тарасівки Звенигородського повіту. Наймитуючи в кирилівського попа Григорія Кошиця, Тарас побував у Богуславі, у містечках Бурти й Шпола.
1828 року Шевченка взяли козачком (слугою) до панського двору у Вільшаній (Звенигородського повіту на Київщині), коли він звернувся за дозволом учитися в хлипнівського маляра. Того ж року помер Василь Енгельгардт, і село Кирилівка стало власністю його сина — Павла Енгельгардта, який призначив Тараса власним дворовим слугою у вільшанському маєтку.
Майже два з половиною роки — від осені 1828-го до початку 1831-го — Шевченко пробув зі своїм паном у Вільні. 18 грудня 1829 року той застав Тараса вночі за малюванням козака Платова, героя війни 1812 року, нам'яв йому вуха й наказав відшмагати на стайні. Наступного дня наказ виконав кучер Сидорка. Подробиці Віленського життя маловідомі. Імовірно, Тарас відвідував лекції з малювання професора Віленського університету Йонаса Рустемаса. Шевченко міг бути очевидцем Польського повстання 1830 року. З тих часів зберігся Тарасів малюнок «Жіноча голівка», який свідчить про майже професійне володіння олівцем. У місті Тарас познайомився зі швачкою полькою Дунею Гусиковською. Польську мову він знав ще з України, де тоді вона була досить поширена. З Гусиковською юнак удосконалив своє знання польської мови, міг читати в оригіналі твори Міцкевича.

### Перші роки в Петербурзі. Викуп з кріпацтва (1831—1838)
Переїхавши 1831 року з Вільна до Петербурга, поміщик П. Енгельгардт узяв із собою Шевченка, а щоб згодом мати зиск на художніх творах власного «покоєвого художника», підписав контракт і віддав його в науку на чотири роки до живописця В. Ширяєва, у якого й замешкав Тарас до 1838 року. В артілі Ширяєва Шевченка оточували такі самі, як він, здібні молоді люди, вихідці з низьких верств народу — кріпаки або відпущені з кріпацтва й міщани, які прагнули краще опанувати мистецтво живопису, стати художниками. Ширяєв поводився з учнями суворо, у своїй автобіографії та повісті «Художник» Шевченко писав про нього як «людину жадібну, грубу, сувору й деспотичну». Зазвичай Ширяєв укладав контракти на вісім років: п'ять з них відводилися на навчання, а протягом наступних трьох років учень повинен був «заслужити майстрові за навчання», працюючи на нього. Протягом п'яти років господар учив учня малювати й писати «міфологічні та історичні фігури й фарцорнамент, квіти і різні оздоби клеєвими та олійними фарбами». Він повинен був дати житло, годувати й одягати учня, а учень — коритися майстрові й не відлучатися без дозволу. Після закінчення контракту господар зобов'язувався дати учневі «пристойний одяг» або замість нього 100 рублів, а батькам учня вислати 150 рублів. Під час виконання артіллю підрядів Шевченко опанував мистецтво декоративного розпису, зокрема під час розпису Великого театру як підмайстер-малювальник. Після успішного завершення в листопаді 1836 року робіт у Великому театрі артіль працювала за контрактом з конторою імператорських театрів до літа 1838 року: провадила живописні та малярні роботи, виготовляла декорації, навесні 1838 року наново розписала плафони Александринського і Михайлівського театрів. Ще одним з найвідповідальніших підрядів був розпис будівель Сенату і Синоду, які тоді були перебудовані.

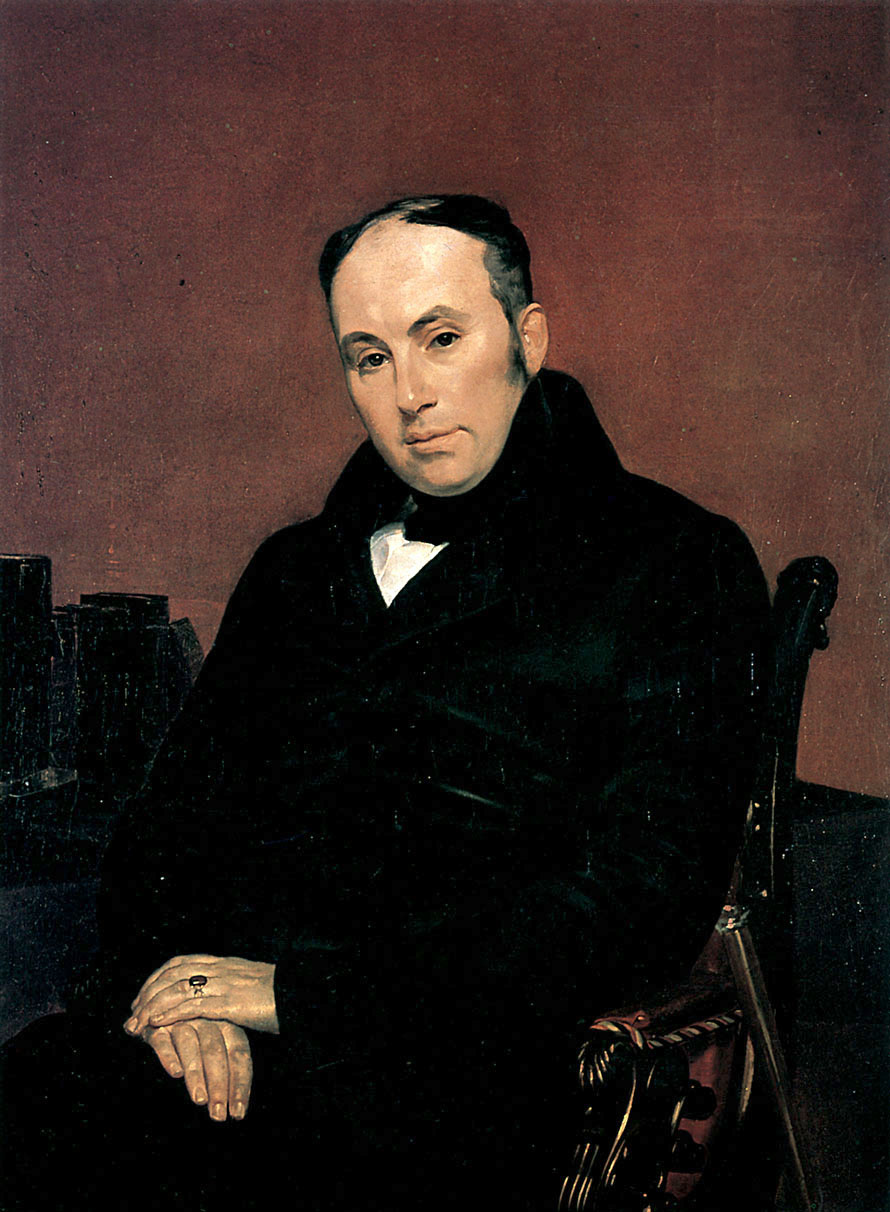
К. Брюллов. Портрет поета Василя Жуковського (1837—38)

Ще в 1835—36 роках Шевченко створив кілька складних багатофігурних композицій на теми античної історії та Київської Русі. У 1836—1837 роках Шевченко створив малюнок «Смерть Богдана Хмельницького», але найдосконалішим малюнком на історичну тему цього періоду є «Смерть Сократа» 1837 року, який відзначається впевненістю малюнку, передачі освітлення, групуванням постатей. Найбільші успіхи в цих роках Шевченко мав у жанрі акварельного портрета завдяки опануванню досвіду інших художників, зокрема П. Соколова. Перший акварельний портрет він намалював ще 1833 року — це був портрет Павла Енгельгардта. Тоді Шевченко посилено займався самоосвітою, знайомився з творами мистецтва — оригіналами й гравюрами з них.
Ночами, у вільний від роботи час, Шевченко ходив у Літній сад, змальовував статуї. Улітку 1836 року під час одного з нічних сеансів малювання в Літньому саду він познайомився зі своїм земляком — художником Іваном Сошенком, а через нього — з Євгеном Гребінкою, Василем Григоровичем і Олексієм Венеціановим, які познайомили Тараса з упливовим при дворі поетом Василем Жуковським. Сошенко вмовив Ширяєва відпустити Шевченка на місяць, щоб той відвідував зали живопису Товариства заохочення художників. Комітет цього товариства, «розглянувши малюнки стороннього учня Шевченка», ухвалив «мати його на увазі на майбутнє».
Аполлон Мокрицький, художник, учень Брюллова й приятель Шевченка, що взяв на себе ініціативу залучити Брюллова до справи визволення Тараса від кріпацтва, зазначив у своєму щоденнику, що в середу, 31 березня 1837 року, він показав Брюллову вірш Шевченка. Брюллов був ним «дуже задоволений і, побачивши в ньому думки й почуття молодого чоловіка, вирішив витягти його з податного (кріпацького) стану». Шевченко почав вправлятись у віршуванні під враженням своєї зустрічі з українськими творами у Гребінки у липні 1836 року. Гребінка був першим, хто помітив і підтримав поетичне обдарування Шевченка, став його першим літературним натхненником і вчителем. Першим визнаним поетичним шедевром Шевченка вважається балада «Причинна». Щотижня на квартирі Гребінки відбувалися літературні вечори, на яких бував і Шевченко.
Навесні 1838 р. Карл Брюллов і Василь Жуковський вирішили викупити молодого поета з кріпацтва. Енгельгардт погодився відпустити кріпака за великі гроші — 2500 рублів. Щоб здобути такі гроші, Карл Брюллов намалював портрет Василя Жуковського — вихователя спадкоємця престолу Олександра Миколайовича, і портрет розіграли в лотереї, в якій узяла участь імператорська родина. Лотерея відбулася 4 травня 1838 року, а 7 травня Шевченкові видали відпускну.

### Учень Петербурзької академії мистецтв. «Кобзар» (1838—1843)

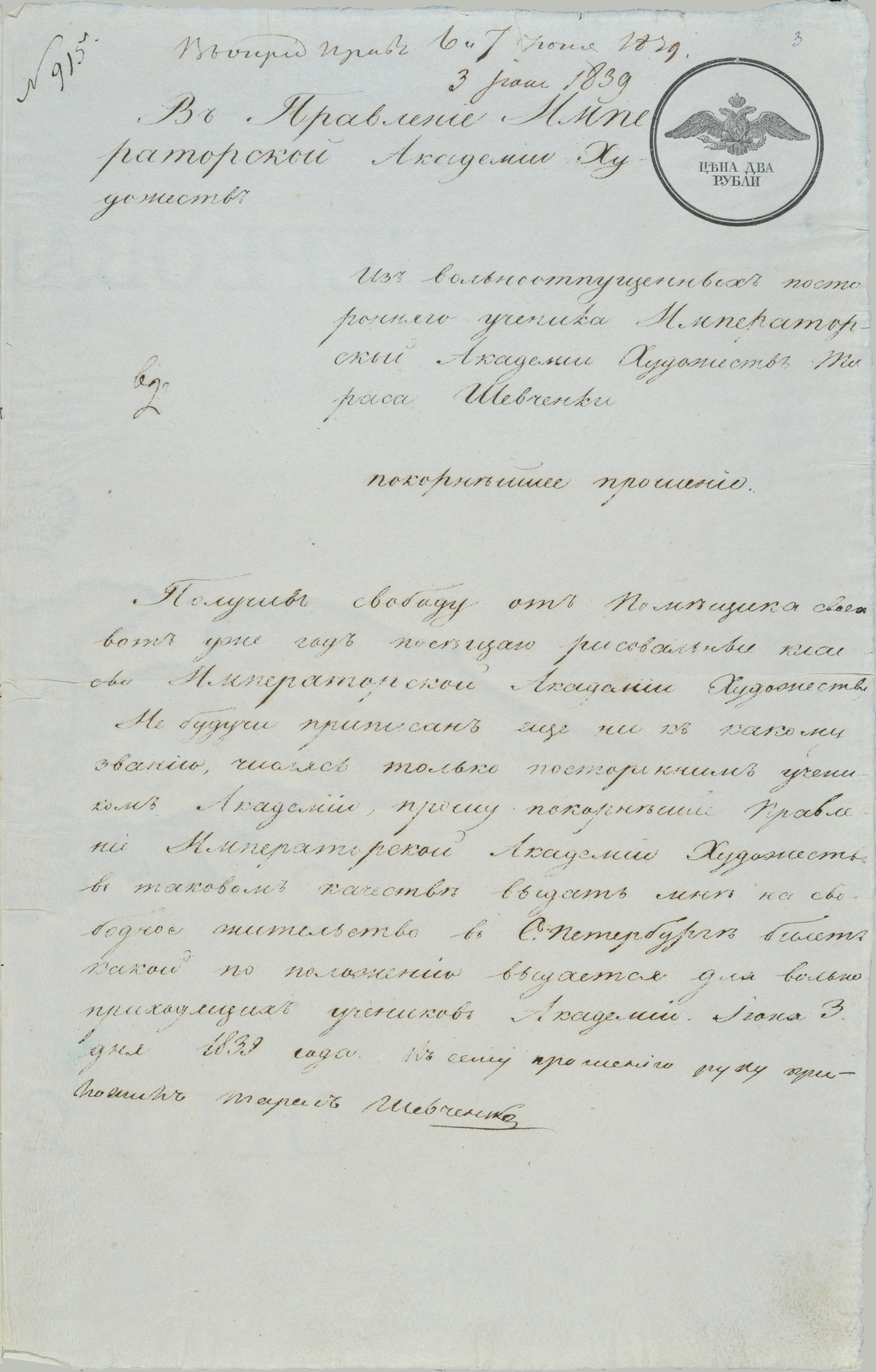
Заява Шевченка до правління Академії мистецтв про видачу квитка на право мешкання в Петербурзі (1839)

Засвідчивши свою відпускну в петербурзькій Палаті цивільного суду, Шевченко став учнем Академії мистецтв, де його наставником став К. Брюллов За словами Шевченка, «настала найсвітліша доба [його] життя, незабутні, золоті дні» навчання в Академії мистецтв, яким він присвятив 1856 року автобіографічну повість «Художник».
У червні 1838 року Шевченко оселився у квартирі в будинку № 100 другого кварталу Васильєвського острова, неподалік Академії мистецтв, але здебільшого проводив час в Академії та в майстерні К. Брюллова. Через реорганізацію в 1840 році Академії мистецтв у ній припинили викладання загальноосвітніх дисциплін. Усі учні відвідували лише спеціальні класи, яких було шість: два малювальних, де учні малювали з естампів-оригіналів; два гіпсових, в одному з яких малювали з гіпсових голів, а в другому — з гіпсових постатей («фігур»); класи натурні, де малювали з натурників; і живописний, де робили етюди олією. Шевченко прийшов до Академії з доволі високою підготовкою. Перші іспити він складав у класі «гіпсових фігур». Попередній етап навчання — малювання з «оригіналів» і «гіпсових голів» — Шевченко пройшов самостійно ще до вступу в Академію, за допомогою друзів-художників (І. Сошенка, А. Мокрицького та інших) і як сторонній учень Товариства заохочування художників. З «гіпсових голів» Шевченко теж малював ще до звільнення з кріпацтва в малювальному класі Товариства заохочування художників і в Академії мистецтв.
Перший іспит з малювання Шевченко складав 23 червня 1838 року. Оцінки виставляли починаючи з першого номера, що був найвищим балом, і далі, залежно від кількості поданих учнями малюнків. І. Сошенко одержав п'ятий номер, Шевченко — тринадцятий. 3 вересня того самого року на так званому «третному» іспиті (за третину року), де черговим професором був К. Брюллов, Шевченко отримав одинадцятий номер, 4 жовтня 1838 року на «місячному» екзамені йому присудили найвищий бал — перший номер, наприкінці того самого місяця — третій номер, ще через місяць, 30 листопада, — другий. Одержання тричі таких високих номерів уважалося великим успіхом і давало підстави для переведення в наступний, натурний, клас ще до закінчення навчального року. На третному іспиті 24 грудня 1838 року Шевченко малював уже з натури, де одержав четвертий номер. Разом з тим він спробував свої сили і в самостійних композиційних малюнках. Найраніший з них — «Козацький бенкет» — створений 25 грудня 1838 року. Його успіхи тоді ж привернули увагу Товариства заохочування художників, Комітет якого 16 грудня 1838 року, розглянувши подані Шевченком малюнки, вирішив узяти його на утримання при першій же вакансії. Через місяць, 20 січня 1839 року Комітет ухвалив «призначити художнику Шевченку за 30 руб. на місяць утримання, яке й призначати з 1 січня цього року». 23 листопада 1838 року Шевченко оселився у квартирі І. Сошенка в будинку № 47 на 4-й лінії Васильєвського острова.
Сошенко докоряв Шевченкові не тільки за писання віршів, а й за те, що він почав вести світське життя, зокрема разом з К. Брюлловим часто їздив на літературно-музичні вечори, відвідував письменників, діячів мистецтва, став краще вдягатися. Але всупереч побоюванням Сошенка, легковажне життя Шевченка не завадило йому створити в цей період низку поетичних шедеврів. Нові знайомства з художниками й письменниками, з літературно-мистецьким світом, відвідування гуртків та літературно-музичних вечорів, навпаки збагачували й розширювали кругозір Шевченка, стимулювали його до поетичної творчості. Від Сошенка в лютому 1839 року Шевченко переїхав у будинок № 182 другого кварталу Васильєвської частини міста на квартиру мадам Йогансон. Мешкав він там недовго і незабаром перебрався на квартиру свого друга, учня К. Брюллова — Г. Михайлова в будинку Г. Аренс на 7-й лінії Васильєвського острова. Цього часу, з початку 1839 року, Шевченко перебував у натурному класі Академії мистецтв, де з перервами малював до 1844 року. На першому третному іспиті 29 квітня 1839 року К. Брюллов відзначив його малюнок як найкращий. Тоді нікому не поставили першого й другого номерів, Шевченко отримав третій. Рада Академії мистецтв нагородила його срібною медаллю другого ступеня.

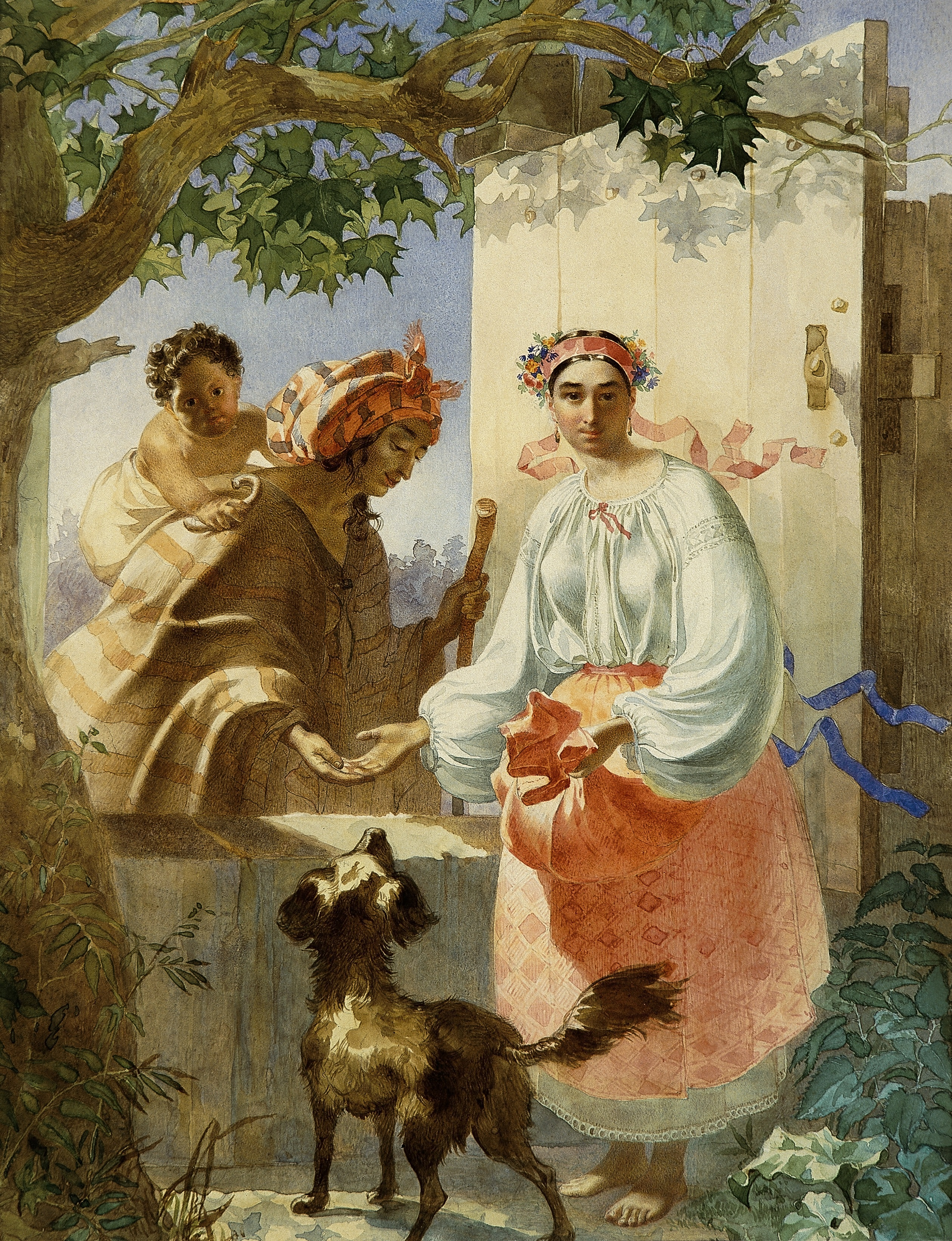
«Циганка-ворожка» (1841)

1839 року Шевченко почав опановувати техніку олійного живопису, до його найраніших спроб належить «Натурщик у позі св. Себастіяна». З листопада 1839-го Шевченко жив у молодого скульптора-медальєра Федора Пономарьова, який мав в Академії майстерню з антресолями, цього ж часу він тяжко хворів на тиф. У березні 1840 року у зв'язку з реорганізацією Академії усі учні з її приміщення були виселені. Цього часу Шевченко подав на місячні іспити олійні етюди. 27 вересня 1840 року Рада Академії мистецтв відзначила срібною медаллю другого ступеня його першу самостійну олійну картину «Хлопчик-жебрак, що дає хліб собаці». Крім того, Рада та Загальні збори Академії мистецтв висловили автору «похвалу». Успіх Шевченка відзначило й Товариство заохочування художників, Комітет якого ухвалив письмово висловити свою готовність підтримувати його й далі у прагненні опанувати мистецтво живопису. Навчаючись в Академії поступово формулювалися й матеріалістичні основи мистецьких поглядів Шевченка. На третному іспиті 24 грудня 1840 року Шевченко одержав п'ятий номер за малюнок «Натурники». Це — єдиний малюнок, що зберігся, з-поміж тих, які він виконав на третних іспитах у натурному класі. До цього ж часу належить його перший олійний автопортрет.
1840 року Шевченко познайомився з Василем Штернбергом, що став його близьким другом. Потоваришував Шевченко й з художником К. Іоахімом, з яким його також познайомив Штернберг. Приблизно 1840 року, на думку дослідників, у Петербурзі відбулося знайомство Шевченко з Яковом Кухаренком, письменником та отаманом Чорноморського козацького війська, який згодом теж став його товаришем й співрозмовником по майже 20-річному листуванню.
Ще наприкінці 1839 року Шевченко познайомився з П. Мартосом, товаришем Є. Гребінки, А. Мокрицького, Н. Кукольника. Ознайомившись випадково з рукописними творами Шевченка й вражений ними, П. Мартос виявив до них великий інтерес. Він порадився із Є. Гребінкою і запропонував Шевченку видати їх окремою книжкою, яку згодом назвали «Кобзарем». Як згадував Мартос, Шевченко не відразу погодився на видання, його довелося умовляти. Думки й настрої Шевченка перед виданням збірки відбилися у вірші «Думи мої, думи мої». Діяльну безпосередню участь у виданні «Кобзаря» брав Є. Гребінка, саме він подав рукопис до Петербурзького цензурного комітету. До цього Мартос вилучив з «Кобзаря» ті місця, які могли обернутися проти нього як видавця неприємностями. Цензор П. Корсаков, поступившись проханню Мартоса й підписавши «Кобзаря» до друку, попередньо не прочитавши його «проблемні місця», згодом, ознайомившись з друкованим текстом, також вилучив уривки нецензурного змісту й лише після цього дав дозвіл на випуск книги у світ.
4 травня 1840 року з'явилося перше друковане оголошення про продаж «Кобзаря», який швидко розійшовся, його вихід, навіть урізаного цензурою, був подією великого літературно-суспільного значення. Перший «Кобзар» ще не мав відвертих закликів до революційних дій, проте весь він містив протест проти суспільної несправедливості й поривання до вільного життя. У розробці історичних тем Шевченко не уник певної ідеалізації минулого України. Твори Шевченка потрапили до Білорусі, на Кавказ й за кордон (у Прагу). О. Афанасьєв-Чужбинський, який в середині XIX століття служив на Кавказі, писав: «Скрізь, де знаходив кілька українців, чи в колі чиновників, чи в якомусь полку, скрізь зустрічав я пошарпані екземпляри „Кобзаря“ та „Гайдамаків“ і повне, щире співчуття до їхнього автора». Реакція російських критиків здебільшого була агресивна: рецензент з «Сєвєрной пчєли» писав, що «особливої української мови немає», інші рецензенти називали українську мову «гібридним діалектом» «безперспективною» та «мужицькою» й вважали що українська мова не має шансів на існування.
Майже одночасно з «Кобзарем», 12 березня 1840 року, Є. Гребінка подав до Петербурзького цензурного комітету рукопис альманаху «Ластівка», до якого увійшли й твори Шевченка, зокрема «Причинна» та вірші «Вітре буйний, вітре буйний!» і «Тече вода в синє море». Якщо «Кобзар» був надрукований через місяць після одержання цензурного дозволу, то «Ластівка» вийшла з друку лише через рік. Цензор П. Корсаков підписав дозвіл на випуск альманаху у світ 27 квітня 1841 року.
8 листопада 1841 року Шевченко подав рукопис «Гайдамаків» до Петербурзького цензурного комітету, цензурував його знову П. Корсаков, який не подавав твору на розгляд цензурного комітету й дав дозвіл на випуск його у продаж на свій страх і ризик У «Гайдамаках» були оспівані події Коліївщини, в її основу лягли народні перекази, насамперед розповіді діда Шевченка, Івана. Спочатку «Гайдамаки» лякали цензора своїм революційним духом, через що він протримав у себе рукопис без схвалення вісімнадцять днів, протягом яких він зробив профілактичні вилучення окремих рядків та висловів, дозвіл на продаж поеми він дав з тримісячною затримкою. Всупереч сподіванням Шевченка, його покровитель Григорович не став видавцем поеми. Якщо «Кобзар» видав своїм коштом П. Мартос, то цього разу — всі клопоти, пов'язані з публікацією «Гайдамаків», лягли на Шевченка. Гострою критикою зустрів поему В. Бєлінський, у журналі «Отечественные записки» він закидав Шевченкові «нахил до романтичної пишномовної вигадливості» й «велику кількість найбільш вульгарних й майданних слів та виразів». Через сорок років вкрай негативно оцінив поему і Іван Франко, вважаючи що у ній не було «вірної характеристики даної історичної доби». Слідом за «Гайдамаками» Шевченко написав поему «Мар'яна-черниця», баладу «Утоплена», велику поему російською мовою «Слепая». Перші два твори разом з піснею з російської драми «Наречена» та віршем «Тяжко-важко в світі жити» він послав 8 грудня 1841 року Г. Квітці-Основ'яненку для вміщення в альманасі «Молодик». Також цього часу Шевченко написав драматичний твір «Сліпа красуня», який не зберігся.

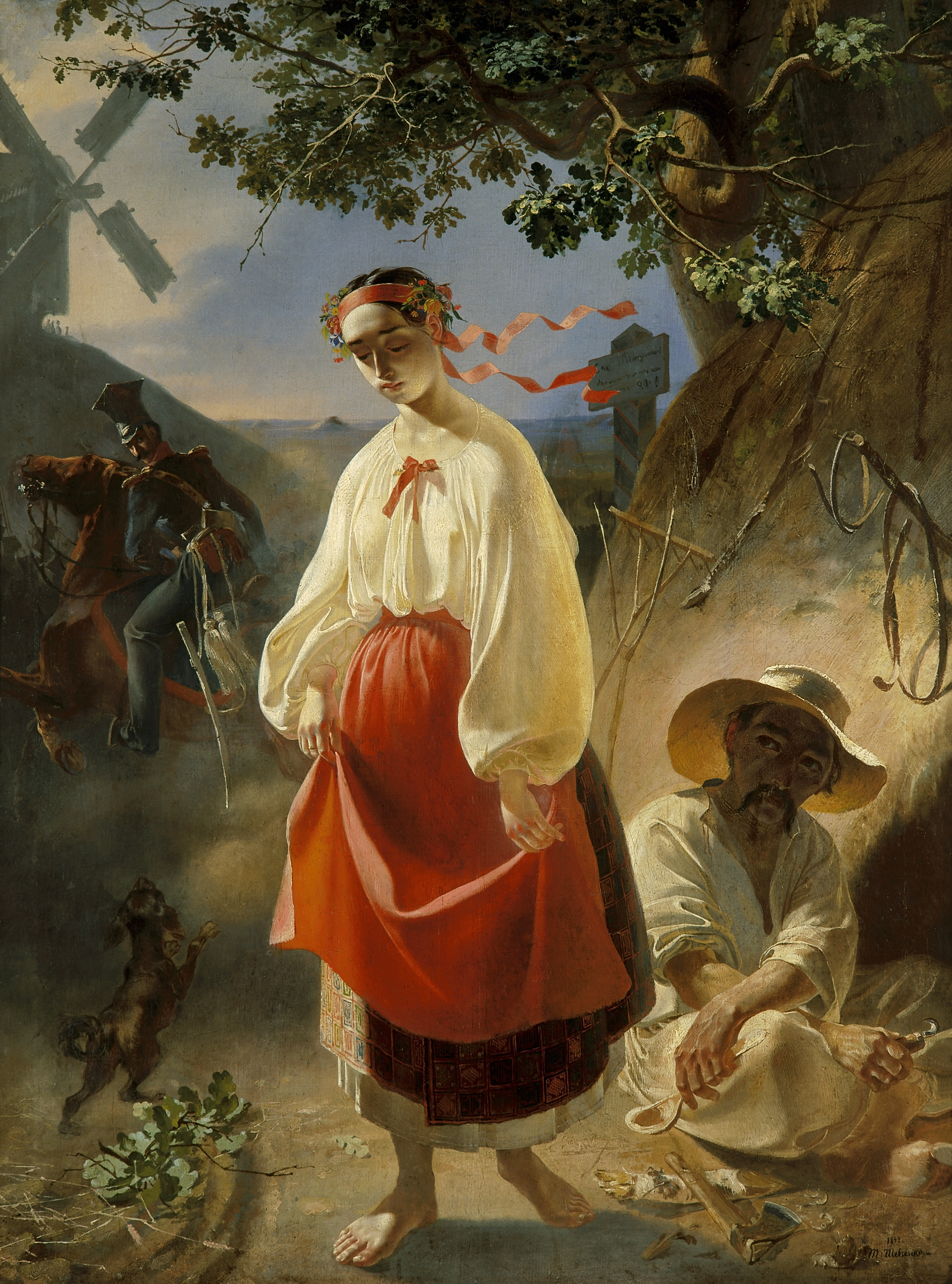
«Катерина» (1842)

26 вересня 1841 року Рада Академії мистецтв втретє нагородила Шевченка срібною медаллю другого ступеня — за картину «Циганка-ворожка». 28 листопада на малювальному іспиті він одержав п'ятий номер. Наступні іспити йому не принесли таких високих результатів, але оцінок, нижче середніх, він не отримав. 23 грудня 1841 року йому поставили 19 номер з 49-ти; 31 січня 1842 року — 39-й з 59-ти, за живопис з натури — 11-й; 26 лютого того ж року — 17-й номер з 53-х. 16 травня 1842 року Товариство заохочування художників виключило Шевченка з числа своїх пансіонерів, задовільнивши вимогу скарбника Андрія Сапожникова, який звинувачував митця у тому що він «протягом 7 місяців не відвідував академічних класів і не представляв Комітету жодних своїх праць, незважаючи на зроблені зауваження». Однак незабаром, у звіті про діяльність товариства з 28 квітня 1842 року по 28 квітня 1843 року, з'явилося інше пояснення вибуття Шевченка з-поміж пансіонерів, без посилання на його недостатні успіхи, де вказувалося, що деякі художники «можуть підтримувати себе та існувати власними працями». Несподівано позбавлений матеріальної підтримки, Шевченко міг розраховувати тільки на власні заробітки, що не були ані систематичними, ані значними. Лишились спогади сучасників про його напружену роботу під час навчання в Академії мистецтв над акварельними портретами на замовлення. Брак грошей змусив Шевченка виступити й ілюстратором книжкових видань, які за змістом і напрямом йому не імпонували. Перша створена ним книжкова ілюстрація — малюнок «Католицький чернець» до оповідання Миколи Надеждіна «Сила волі». Того ж року Шевченко взяв участь у ілюструванні видання Олександра Башуцького «Наші, списані з натури росіянами». У новій, для того часу, техніці гальванокаустики Шевченко виконав ілюстрацію до російського видання книжки Ф. Кобеля «Гальванографія» (1843). Видавець російського перекладу цієї книжки Валер'яна Семененко-Крамаревський залучив Шевченка до ілюстрування й іншої виданої ним книжки — «Історія Суворова» (1843), де йому належали жанрові сцени, разом — 32 ілюстрації. Окрім цього Шевченко створив ілюстрації й до ще одної книги Полевого — «Російські полководці» (1843). Гравюри на металі за малюнками Шевченка та інших митців виконував англійський художник Джон Робінсон, друкувалися вони також у Лондоні.
Восени 1842 року Шевченко вирушив у морську подорож до Швеції та Данії, але через нездужання він доплив на пароплаві лише до Ревеля й повернувся назад до Петербурга.

### Перший приїзд в Україну. «Живописна Україна» (1843—1844)
25 травня 1843 року Шевченко з Петербурга виїхав в Україну. Завітав до поета Віктора Забіли на його хуторі Кукуріківщина під Борзною. Зупинився у Качанівці на Чернігівщині, у маєтку поміщика Григорія Тарновського). Побував Шевченко і в сусідніх містах та селах: Іваниці, Ічні, Григорівці, Батурині та Власівці. У Григорівці він гостював у маєтку поміщика П. Скоропадського. У червні 1843 року Шевченко прибув до Києва, де познайомився з Михайлом Максимовичем, Пантелеймоном Кулішем й багатьма художниками, зокрема з Олексієм Сенчило-Стефановським. Також він познайомився з актором Михайлом Щепкіним, який тоді гастролював у Києві. Актор став близьким другом Шевченка, поет присвятив йому 1844 року дві поезії — «Заворожи мені, волхве…» і «Чигрине, Чигрине». Поет побував на знаменитих «контрактових ярмарках» на Подолі. У цей час він познайомився з майбутнім кирило‐мефодіївцем В. Білозерським й з багатьма студентами Київського університету, молодь тепло вітала його, як свого улюбленого поета. Оглядаючи й милуючись історичними пам'ятками та краєвидами Києва, Шевченко робив замальовки у своєму альбомі, розпочатому ще в Петербурзі. Разом з Кулішем, Шевченко відвідав Вишгород і Межигір'я, де оглянули монастир, історія якого тісно пов'язана із Запорізькою Січчю, у своєму альбомі поет зробив малюнок олівцем Києво-Межигірського монастиря.
На Полтавщині відвідав Євгена Гребінку в його Убіжищі. 11 липня 1843-го — у день св. Петра і Павла — відвідав разом із ним пишну гостину в хрещеної матері Гребінки, вдови-генеральші Тетяни Вільхівської в її «українському Версалі» в Мойсівці, де познайомився з поетом Олександром Афанасьєвим-Чужбинським та офіцером Яковом де Бальменом (пізніше присвятив йому поему «Кавказ»). У липні 1843 року в Ковалівці Шевченко відвідує Олексія Капніста — учасника руху декабристів, сина автора «Оди на рабство» і комедії «Ябеда» Василя Капніста. В обидвох вони поїхали до Яготина, до Миколи Рєпніна-Волконського, де, живучи протягом жовтня — грудня 1843 року, на замовлення Олексія Капніста. Шевченко виконав дві копії з портрета Миколи Рєпніна (роботи швейцарського художника Й. Горнунга). Знайомство із сім'єю Рєпніних стало однією з найважливіших подій в житті Шевченка. У цій родині поет знайшов не тільки шанувальників свого таланту, але й вірних друзів, найвідданішою з яких була княжна Варвара, яку він згодом називав «незабутнім другом», а він для неї став — коханням. Перебуваючи в Яготині, Шевченко написав поему «Тризна», яку присвятив княжні. Тоді ж поет намалював портрет двох онуків князя — Варвари Василівни та Миколи (за іншими даними — Василя) Васильовича. Того ж літа поет відвідав маєтки своїх нових знайомих: Закревських у Березовій Рудці, Якова де Бальмена в Линовиці, Петра Селецького в Малютинцях, Олександра Афанасьєва-Чужбинського в Ісківцях й був з ним на ярмарку у Лубнах, Ревуцьких в Іржавці, Ґалаґанів у Сокиринцях та Дігтярях. 2 жовтня 1843 року гостював у рідному селі Кирилівці, Звенигородського повіту, на Київщині в сестри та братів. Мандрував він й такими селами та містами Черкащини, як: Будище, Лисянка, Шендерівка, Гудзівка, Мошни, Звенигородка, Трахтемирів й інші.

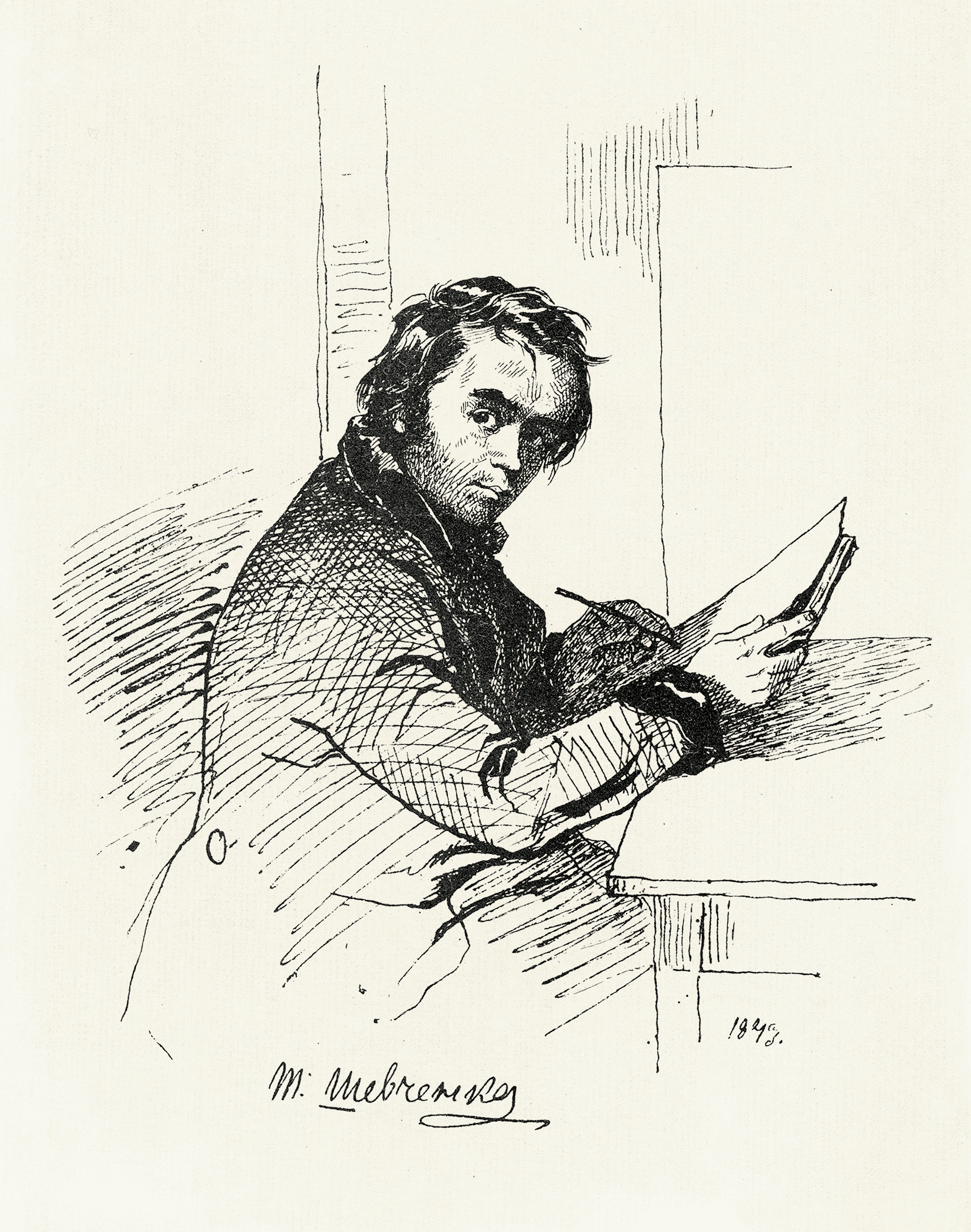
Шевченко, автопортрет (1843)

У Березані, у маєтку Платона Лукашевича, 9 жовтня 1843 року Шевченко написав вірша «Розрита могила». Це найраніший твір, який увійде до рукописної книги поезій «Три літа» (1843—1850). Безпосереднім поштовхом до написання вірша були археологічні розкопки курганів-могил у 1830-х—40-х роках, здійснювані в Україні археографічною комісією (чимало могил було поблизу Березані). Шевченко, як інші українські поети-романтики — негативно ставився до цього явища, вважаючи ці могили-кургани пам'ятками козацької доби та символом її героїчного минулого. Окрім цього, 1843 року вийшла поема Євгена Гребінки «Богдан» російською мовою, яка посилила негативне ставлення Шевченка до Богдана Хмельницького (окремі уривки поеми друкувались ще 1839 року). У поемі Гребінка прославляв Хмельницького за те, що він «у ніг царя московского склав свої гетманскіє клейноди і щастіє пряме вказав Україні із родів у роди». Похвальна тирада Гребінки викликала обурення Шевченка щодо «Богдана», яке не проходило до кінця його життя. Після цього, Шевченко, на думку дослідників, охолодів до Гребінки, і, можливо, припинив з ним приятелювання.

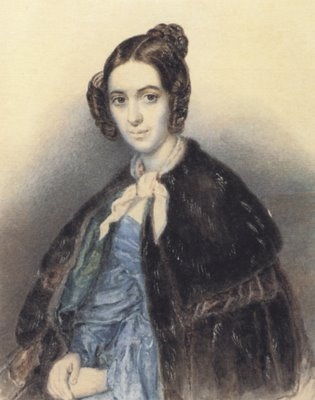
Варвара Рєпніна (1830-ті роки)

За спогадами дослідника життя і творчості Шевченка П. Жура, восени 1843 року поет протягом подорожі на Дніпрові пороги та місце останньої Запорозької Січі — відвідав такі міста і села: Пирятин, Лубни, Хорол, Кременчук, Верхньодніпровськ, Катеринослав, Олександрівськ, Нікополь, Покровське, Новогеоргіївськ, Чигирин, Черкаси, Шполу й інші. У лютому 1844 року Шевченко виїхав з України до Петербурга через Москву, де пробув один тиждень у Михайла Щепкіна та потоваришував з Осипом Бодянським. Після дев'ятимісячного перебування в Україні, Шевченко прожив в Петербурзі понад рік. Основною метою повернення Шевченка до столиці було завершення навчання в Академії мистецтв, він так напружено працював, що навіть улітку 1844 року не відвідував Україну.
Під час першої подорожі до України Шевченко задумав видати серію офортів «Живописна Україна», а на виручені кошти викупити своїх рідних з кріпацтва. 11 листопада 1844 року комітет Товариства заохочення художників ухвалив надати Шевченкові грошову допомогу (300 рублів) для цього видання. Перші 6 офортів («У Києві», «Видубецький монастир у Києві», «Судна рада», «Старости», «Казка» («Солдат і Смерть»), «Дари в Чигирині 1649 року») вийшли у листопаді. Попри неймовірні зусилля Шевченка щодо просування, на діяльну допомогу В. Рєпніної й деяких знайомих художника, продаж першого випуску «Живописной Украины» йшов надто повільно. Шевченко мав намір видати й другий випуск збірки офортів, але через брак коштів — це так і не втілили. Його мрія про викуп з кріпацтва братів та сестер так і не здійснилася.
1844 року опубліковано передрук першого видання «Кобзаря» з додатком поеми «Гайдамаки» під назвою «Чигиринський Кобзар і Гайдамаки». Того ж року Шевченко написав історіософсько-політичну «комедію» «Сон» — поему-гротеск, яка розкриває перед читачами наслідки уярмлення України Москвою.
22 березня 1845 року Шевченко подав заяву до Ради Академії мистецтв із проханням надати йому звання художника. 18 листопада того року Рада ухвалила рішення про надання йому звання «некласного художника у малярстві історичному і портретному». 23 березня Рада Академії видала Шевченкові за його заявою квиток на право проїзду в Україну і назад для художніх занять, а також безперешкодного там перебування.

### Другий приїзд в Україну. Археографічна комісія (1845—1847)

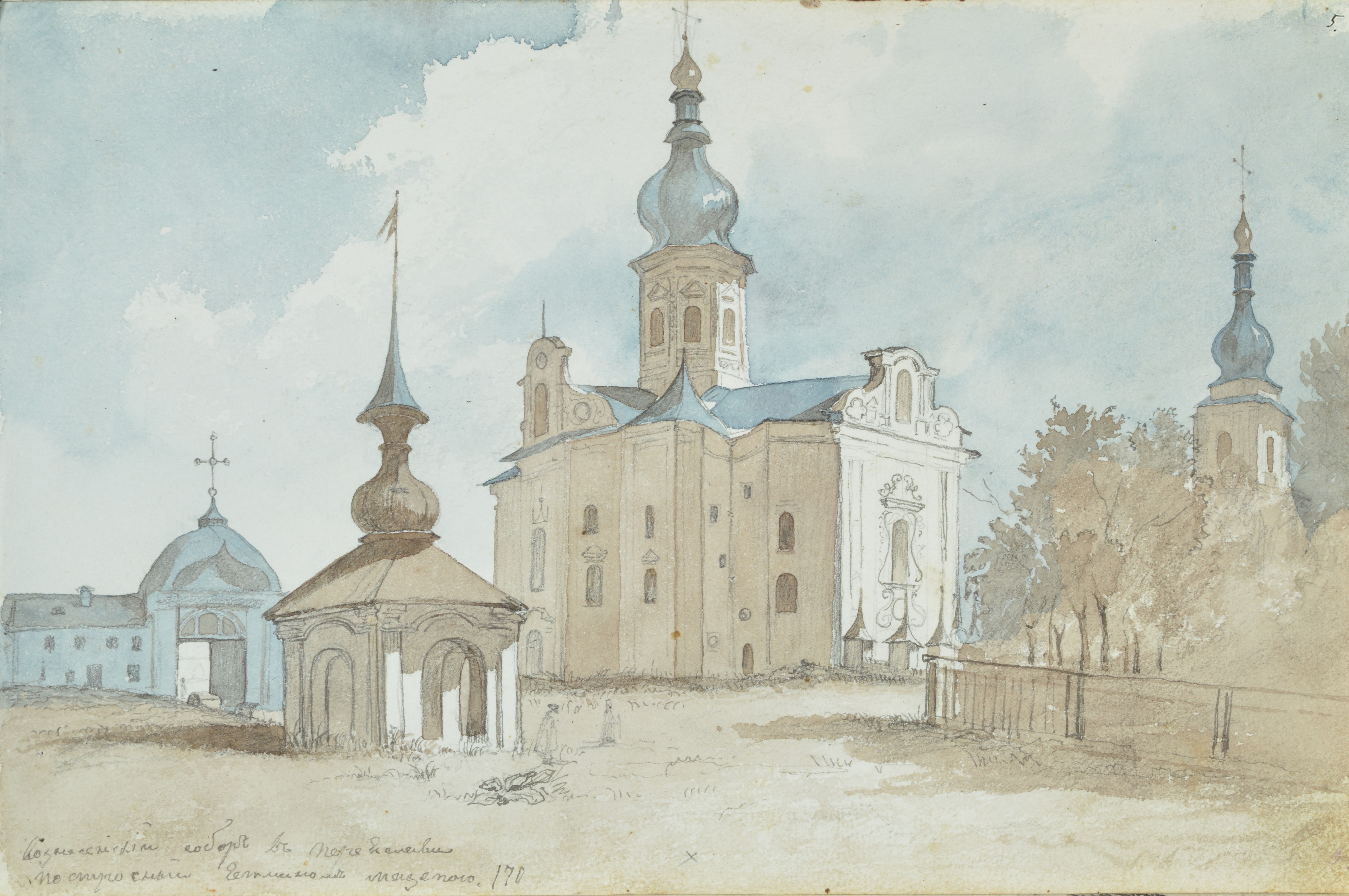
«Вознесенський собор в Переяславі» (1846)

31 березня 1845 року Шевченко вирушив з Петербурга через Москву в Україну. У Москві зустрівся з Михайлом Щепкіним і оглянув Кремль. Далі проїхав Подольськ, Тулу, Орел, Кроми (нині Росія) та Есмань (нині Україна). Першою станцією в Україні, де зупинився Шевченко, був Глухів. Наступну зупинку він здійснив у Кролевці, де малював портрет ротмістра Й. Рудзинського.
Потім Шевченко відвідав Яготин, щоб висловити княжні Варварі Рєпніній співчуття з приводу смерті батька. Між друзями відбулася розмова про альбом «Живописна Україна». Княжна з особливим завзяттям організовувала передплату цього видання. Через Переяслав, Бориспіль, Бровари поет вирушив до Києва. У Києві поет розширив знайомство зі студентською молоддю й зустрівся з М. Максимовичем, якому також подарував поему «Тризна». Свої київські зустрічі навесні 1845 року поет пов'язував насамперед з необхідністю розповсюдження «Живописної України». Завдяки Максимовичеві він став неофіційним співробітником Київської археографічної комісії. Виконуючи завдання комісії, Шевченко багато подорожував Україною, збирав фольклорні й етнографічні матеріали, змальовував історичні та архітектурні пам'ятки і вів «Археологічні нотатки». Перебуваючи в Києві, Шевченко продовжував літературну діяльність. Зокрема, саме тут він розпочав поему про Яна Гуса «Єретик», читав історичні джерела щодо цієї особистості й розпитував знайомих. Особа цього чеського реформатора й проповідника зацікавила Шевченка своєю революційною діяльністю. Трохи пізніше, 22 листопада, перебуваючи вже в Переяславі, Шевченко зацікавився й іншим чеським просвітником Павлом Шафариком, через що написав посвяту до поеми — «Шафарикові».
Улітку, за дорученням комісії, Шевченко виїхав з Києва на Лівобережжя, до Прилук, задля вивчення пам'яток цього міста та його околиць. Потім відвідав Густинський монастир, де був похований М. Рєпнін. Мандруючи Полтавщиною, він відвідав Лубни, поблизу яких, у селі Мгар, оглянув старовинний Преображенський чоловічий монастир і старовинні земляні укріплення, що звуться «Замком». Далі у своїх нотатках він указав Солоницю, де свого часу взято в полон гетьмана С. Наливайка, і описав також містечко Лукім'я. По дорозі в Ромни поет відвідав маєток Г. Ґалаґана в Сокиринцях. Був Шевченко й у маєтку іншого Ґалаґана — Петра Григоровича. 20—22 липня поет відвідав знаменитий роменський Іллінський ярмарок. Тут він познайомився з К. Солеником, одним з фундаторів нового реалістичного українського театру. Під час ярмарку Шевченко три дні жив у наметі власника маєтку в Городищі на Черкащині П. Свічки, сина полковника, який славився в Україні своїми дивацтвами. Познайомився він також з поміщиком І. Якубовичем, роменським повітовим маршалком — батьком декабриста О. Якубовича. На шляху до Полтави поет відвідав Решетилівку, де зупинявся у власника цієї місцевості О. Попова, в якого збереглася бібліотека й архів із безліччю рідкісних книг і документів з історії України — що становило чималий інтерес для Комісії. У Полтаві та її околицях поет ознайомився з багатьма архітектурними пам'ятками — Хрестовоздвиженським монастирем, Успенським собором, будинком І. Котляревського. На Полтавщині Шевченко кілька разів відвідав й маєток А. Родзянка у Веселому Подолі. Побував тоді Тарас Григорович і в маєтку брата Аркадія — Платона Родзянка у Вишняках. У серпні Шевченко виїхав на Черкащину до Переяслава, де жив його друг лікар А. Козачковський. У цьому місті поет відвідав Вознесенський собор, Успенську, Покровську і Михайлівську церкви. Відвідав села неподалік Переяслава: Монастирище, Трахтемирів, Андруші та В'юнище.
У В'юнищі Шевченко провідав колишнього декабриста С. Самойлова. Мандруючи рідною Черкащиною, Шевченко декілька разів відвідав рідних у Кирилівці та Зеленій Діброві, де жила його старша сестра Катерина, побував у селах Лисянка, Ризине, Русалівка, Лузанівка. Потім, у серпні, подорожуючи Київщиною, поет провідав у Потоці свого друга Василя Тарновського-старшого, з сестрою якого Надією охрестив дитину в місцевого диякона М. Говядовського. Є відомості, що цього часу він написав вірші, які не збереглися. Надалі, коли Шевченка заарештували, Надія Тарновська сховала рукописи в скриньку й закопала в землю. Після звільнення поета вона відкопала скриньку й довго зберігала папери в себе. У Потоках поет прожив близько двох тижнів. Далі він вирушив до Білої Церкви, де оглянув пам'ятку садово‐паркової архітектури «Олександрія». У Таращі митець звернув увагу на головну архітектурну пам'ятку міста — козацьку церкву. У Віті‐Поштовій Шевченко оглянув давньоруське городище і могильник. У Митниці він ознайомився з давніми земляними валами, які називають «Зміїними». Побував Шевченко і в Чигирині, де замалював околиці міста з Замковою горою. Там він відвідав Холодний Яр, Мотронинський монастир. Відвідав він і Суботів, де оглянув три криниці з цілющою водою, виконав малюнок Богданової церкві й руїни будинку гетьмана Б. Хмельницького.
Восени 1845 року поет знову вирушив на Полтавщину. У Миргороді він спинився в П. Шершавицького, чиновника канцелярії повітового маршалка, в якого відновив літературну діяльність. 4 жовтня поет записав дві нові ліричні поезії: «Не завидуй багатому» і «Не женися на багатій», що ввійшли в рукописну книжку «Три літа». Оглянувши історичні й архітектурні пам'ятки Миргорода та його околиць, зокрема села Яновщину, Сорочинці, Білики, Шевченко на деякий час спинився в Мар'янському (уперше він побував там навесні 1845 року) у маршалка шляхти Миргородського повіту О. Лук'яновича, де намалював його портрет. Потім Шевченко зупинявся в О. Афанасьєва-Чужбинського в Ісківцях та В. Закревського в Березовій Рудці, де оглядав визначні пам'ятки місцевості. По дорозі Шевченко потрапив під зливу й застудився. В останніх числах жовтня 1845 року він знову прибув у Переяслав до А. Козачковського, де прожив тривалий час, лікуючись у нього. У той час поет напружено працював, написав такі твори, як «Єретик», «Сліпий», «Великий льох», «Наймичка», «Кавказ», «І мертвим, і живим…», «Холодний Яр», «Давидові псалми». Однак через яскраво антиімперський характер більшість нових поетичних творів не могли бути надруковані, але вони розповсюджувались у списках. Пізніше, 1846 року, рукопис «Кавказу» поет передав через свого знайомого М. Савича, який їхав до Парижа, шанованому ним Адамові Міцкевичу. Наприкінці листопада 1845 року Шевченко приїхав до Києва, показав Археографічній комісії свої записи, малюнки історичних пам'яток і був офіційно зарахований до складу її співробітників. 28 листопада він одержав подорожну й гроші для роз'їздів з метою опису пам'яток старовини. Шевченко зустрівся з засновником комісії, професором історії М. Іванишевим і познайомився з професором О. Селіним.
На початку грудня Шевченко знову приїхав у В'юнище до С. Самойлова, де прожив близько місяця, там він написав низку ліричних поезій: «Маленькій Мар'яні», «Минають дні, минають ночі...», «Три літа». Наприкінці грудня Шевченко знову тяжко захворів, після чого, стурбований С. Самойлов, негайно відвіз його на лікування до Козачковського. 25 грудня 1845 року, у будинку Козачковського поет написав політичний, революційний заповіт — «Як умру, то поховайте», який був відображенням селянських протипоміщицьких повстань. Цими поезіями завершується альбом «Три літа». Після одужання, на початку 1846 року Шевченко за завданням комісії знову вирушив на Лівобережжя, де вчергове відвідав міста й села: Яготин, Мойсівку, Ісківці, Березову Рудку, Лемеші, Марківці та Прилуки. У Мойсівці, на традиційних іменинах Т. Вільховської, Шевченко зустрів багатьох своїх знайомих: В. Забілу, Г. Тарновського, М. Маркевича, Закревських, познайомився з М. Кейкуатовим і з сімейством Катериничів. Там Шевченко намалював олійний портрет дрібної поміщиці О. Шостки (доля якого невідома), що був розіграний на її користь в лотерею. Портрет виграла М. Корсун, поміщиця Великої Кручі Пирятинського повіту.

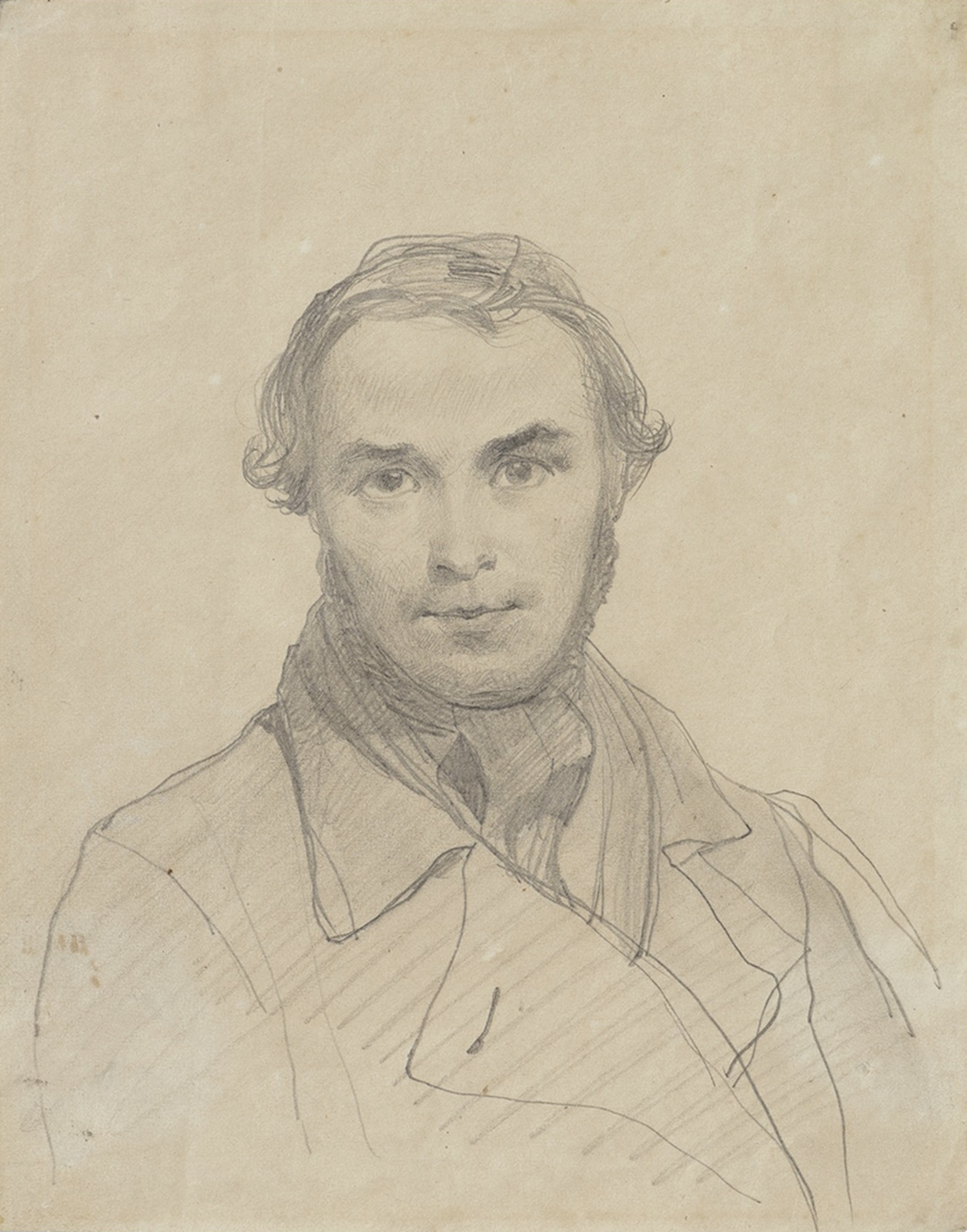
Автопортрет Шевченка (1845)

Далі, продовжуючи історико‐етнографічні дослідження, Шевченко знову заїхав у Ісківці до О. Афанасьєва‐Чужбинського, з яким вирушив до Ніжина, де збереглося чимало важливих пам'яток архітектури: собори, церкви, житлові будівлі XVII—XVIII ст. У Ніжині він зустрічався зі студентами юридичного ліцею, відвідав картинну галерею й зустрівся зі своїм давнім другом І. Сошенком. Потім Шевченко відвідав Чернігов, де оглянув: Спаський собор, Троїцький монастир, Борисоглібську церкву, Церкву св. Параскеви, Церкву Успіння Божої Матері, будинок Чернігівської семінарії, і бібліотеку, яка колись належала полковнику Павлу Полуботку. Окрім цього, із О. Афанасьєвим-Чужбинським, він відвідав Чернігівське дворянське зібрання. На запрошення А. Лизогуба, який дуже високо цінував його творчість, у березні 1846 року Шевченко прибув у Седнів біля Чернігова. Він відвідав Георгіївську дерев'яну та Воскресенську кам'яну церкву. Багате історією і пам'ятками містечко надихало поета на творчу діяльність. Бував Шевченко і в маєтку старшого брата Андрія Лизогуба — Іллі. Вирушаючи з Чернігівщини до Києва поет спинявся в Лемешах й у Козельці, де оглянув дві архітектурні пам'ятки цієї місцевості, які спорудила графиня Н. Розумовська — її будинок і Собор Різдва Богородиці. Відвідав він і Марківці, де виконав вісім портретів поміщиків Катериничів.
Навесні 1846 року Шевченко прибув до Києва й оселився в будинку у провулку «Козине болото». Виконуючи далі завдання комісії, він зайнявся оглядом історичних пам'яток міста, багато працював на схилах Дніпра, особливо любив бувати біля Видубицького монастиря. Малював київські пейзажі, руїни Золотих воріт. Не раз бував в Києво‐Печерській лаврі. Цього часу він написав балади «Лілея» та «Русалка». У квітні Шевченко пристав до Кирило-Мефодіївського братства — таємного товариства, заснованого з ініціативи М. Костомарова. У полеміці з Костомаровим та іншими членами товариства — лібералами Шевченко обстоював революційний шлях боротьби проти кріпосництва й самодержавства. Тоді як Костомаров в ті часи стояв на ліберально-реформістських позиціях. Влітку 1846 року Шевченко разом із М. Іванишевим брав участь у розкопках великих курганів VI—V ст. до н. е. Переп'ят і Переп'ятиха, що між Васильковом та Фастовом. В обов'язки митця входило створення малюнків, котрі стосувалися розкопок, та збирання у населення етнографічного матеріалу.
21 вересня 1846 року Шевченко одержав від Археографічної комісії нове доручення й незабаром він виїхав з Києва. Його розшуки й дослідження почалися з Кам'янця-Подільського, де він ознайомився із численними середньовічними архітектурними спорудами, зокрема оглянув фортецю. Потім поет вирушив до Почаєва, тут він згідно із завданням намалював чотири акварелі: «Почаївська лавра з півдня», «Почаївська лавра з заходу», «Собор Почаївської лаври» (внутрішній вигляд) і «Вид на околиці з тераси Почаївської лаври». З Почаєва він поїхав до Острога та Кременця, де оглянув ансамбль місцевого ліцею. Далі шлях його пролягав на Корець. Наприкінці осені 1846 року поет побував у Берестечку, де відвідав руїни фортець та місце Берестецької битви 1651 року — однієї із найвизначніших подій Визвольної війни українського народу 1648—57 років. Перебуваючи у цих краях, Шевченко звернув увагу на велику кількість руїн замків і палаців. Об'їхавши більшу частину України зі сходу на захід, поет дійшов висновку про єдність українського народу, землі якого не раз були роз'єднані кордонами загарбників: «Від берегів тихого Дону до крем'янистих берегів швидкоплинного Дністра — один ґрунт землі, одна мова, один побут, одна фізіономія народу; навіть і пісні одні й ті самі. Як однієї матері діти». Під час подорожей Шевченко в альбомах записав чимало народних пісень: «Ой сидить козак та на дорозі», «Ой поздоров, боже, царя Микольця», «Чи не це ж тая кумася», «І в баби душа не з лопуцька», «Полюбила москаля» тощо. Через Звягель і Житомир, наприкінці жовтня 1846 року, Шевченко повернувся з відрядження до Києва.
27 листопада 1846 року Шевченко подав прохання на ім'я куратора О. Траскіна та генерал-губернаторова Д. Бібікова щодо призначення його на посаду вчителя малювання в Київському університеті, замість художника К. Павлова, який пішов на пенсію. Шевченко мав всі підстави отримати цю посаду: у нього була відповідна освіта, він мав чимало опублікованих робіт, що дістали позитивну оцінку в пресі. Також він був добре обізнаний зі станом університетської літографії. На той час літографією в університеті займалися двоє іноземців, оплата яких коштувала дуже дорого, через що ця галузь давала збитки. Бажаючи допомогти університетові у цій галузі Шевченко був готовий безплатно виконувати обов'язки літографа. 6 грудня куратор університету відповів згодою на прохання Шевченка. Тепер був потрібен дозвіл на прохання Шевченка від міністра народної просвіти С. Уварова, запит якому на це надіслав Д. Бібіков. Допомагала поетові в його клопотанні й В. Рєпніна через свою матір.
Наприкінці грудня 1846 року Шевченко знову вирушив у службове відрядження, відвідавши з Костомаровим Бровари. На початку 1847 року поет деякий час жив у Борзні, у свого друга, письменника В. Забіли, де виконав його портрет. У січні Шевченко побував у маєтку Білозерських (Василя та Миколи) — в Мотронівці й у Миколаївці. Кілька днів поет прожив на хуторі Сороки, де намалював два портрети Ю. Сребдольської. 22 січня 1847 року він був в Оленівці за старшого боярина на вінчанні П. Куліша й О. Білозерської (сестри Василя, згодом письменниці — Ганни Барвінок), а потім на весіллі в Мотронівці. Відвідав Шевченко й село Бігач, маєток Кейкуатових, де виконав кілька портретів — дружини князя і дітей.
Наприкінці зими 1847 року Шевченко знову прибув у Седнів, де завершив поему «Осика» (у пізнішій редакції поет дав їй нову назву — «Відьма»), яку переписав у той самий зошит, що й балади «Лілея» та «Русалка». У цей же зошит 8 березня він переписав передмову до нового видання «Кобзаря». Цього часу поет планував видати зібрання своїх творів і хотів назвати його другим «Кобзарем» (так званий «Чигиринський Кобзар», який був лише передруком першого видання). Сюди мали увійти деякі поезії зі збірки «Три літа», що могли пройти цензуру, та нові твори, написані у 1846—47 роках. Для передмови Шевченко взяв рядки з комедії О. Грибоєдова «Лихо з розуму», яку він не раз бачив на сцені. Цим епіграфом поет підкреслював провідні ідеї передмови — ідеї патріотизму й народності. Звертаючись до українських читачів із закликом активніше працювати на користь рідної культури.
4 квітня 1847 року Шевченко прибув до Чернігова й того ж дня виїхав до Києва. За багатьма спогадами сучасників, Шевченко, відвідуючи в Києві літературні вечірки, читав свої твори зі збірки «Три літа». Недруковані твори Шевченка публіка переписувала й вивчала напам'ять, його поезії читали з великим захопленням студенти різних національностей. Дехто з них спеціально вивчав українську мову, щоб добре розуміти його вірші. Багато недрукованих творів Шевченка поширювалися в рукописах не лише в містах, але й в селах. 5 липня 1846 року В. Шевченко у листі до поета знову застерігав його, радив бути обачним. З перебуванням Шевченка у Кирилівці й поширенням його творів місцева влада пов'язувала заворушення селян 1848 року під час проведення інвентарної реформи. Проте, Шевченко на застереження не зважав і далі поширював свої революційні твори. У багатьох спогадах сучасників зафіксовані епізоди про наочну «агітацію» Шевченка серед селян за допомогою зерен пшениці або жита: одне зерно — цар, купка інших — міністри й генерали, ще більше — поміщики, потім пригорщею зерна він засипав ці маленькі купки, показуючи цим силу народу.
21 лютого 1847 року С. Уваров повідомив куратора університету про затвердження Шевченка на посаді вчителя малювання. Однак, працювати вчителем йому не довелося. У березні того року почалися арешти кирило-мефодіївців. Для таємного нагляду чернігівський губернатор відрядив за поетом чиновника А. Семенюту. Поки Шевченко, нічого не підозрюючи мандрував Україною, царська влада готувала його арешт. Ще 28 лютого 1847 року провокатор О. Петров з'явився до помічника куратора Київського навчального округу М. Юзефовича й зробив донос про існування в університеті таємного політичного товариства. 3 березня у присутності Юзефовича він подав спочатку усний, а потім і письмовий донос куратору округи О. Траскіну. 7 березня Траскін доповів про це київському військовому губернаторові Д. Бібікову, згадавши про революційні вірші Шевченка. Бібіков повідомив про розкриття таємного товариства III відділ, де справі надали важливого значення. Начальник III відділу, шеф жандармів О. Орлов доповів про це російському імператору Миколі І. Почалися обшуки й арешти членів товариства. Першим заарештували в Петербурзі М. Гулака. У Києві затримали й почалися перші допити інших заарештованих: М. Костомарова, І. Посяди, О. Марковича, Г. Андрузького, О. Тулуба, у Полтаві — В. Білозерського й О. Навроцького. 22 березня III відділ наказав доставити всіх заарештованих до Петербурга. Після доносу Петрова Археографічна комісія 3 березня звільнила Шевченка з-поміж співробітників нібито за те, що він без згоди комісії виїхав з Києва. Не знаючи про всі ці події, поет поспішав до Києва на весілля Костомарова. 17 квітня 1847 року при в'їзді в Київ на правому березі Дніпра він був заарештований.

### Перший арешт. Кара солдатчиною (1847)
Під час арешту у Шевченка знайшли малюнки, вірші та три пістолети. У нього відібрали папери, зокрема книгу «Три літа» й під конвоєм відправили до Петербурга. На допитах у казематі Третього відділу (політичний розшук і слідство) Імператорської канцелярії (тепер вул. Пестеля, 9) поет не виказав нікого з членів товариства. Перебуваючи близько двох місяців за ґратами, Шевченко написав вірші, які згодом об'єднав у цикл «В казематі».
Шевченка звинуватили в написанні віршів, з якими «могли посіятись і згодом укоренитися думки про вигадане блаженство часів Гетьманщини, про щастя повернути ці часи й про можливість Україні існувати як окремій державі». Участі поета в Кирило-Мефодіївському товаристві слідство не довело. Шевченка як «наділеного міцною будовою тіла» призначили рядовим в Оренбурзький окремий корпус на невизначений термін із забороною писати й малювати. 30 травня 1847 року поета передали в інспекторський департамент військового міністерства, де його взяли під арешт як «секретного арештанта», встановивши спеціальний пост вартового.
Вранці наступного дня «рядового» Шевченка під наглядом фельд'єгера відправили в Оренбург, в розпорядження командира Окремого оренбурзького корпусу В. Обручова. У супровідному секретному листі повторено вирок і зроблено наголос на необхідності найсуворішого нагляду за Шевченком. Вирок над поетом був одночасно вироком над усією українською культурою: крім розпорядження вилучити з бібліотек і заборонити продаж виданих раніше творів Шевченка, М. Костомарова, П. Куліша й надалі їх не видавати, III відділ вимагав посилити нагляд насамперед за тими діячами, «які переважно займаються „малоросійськими“ старожитностями, історією і літературою».
До таких заходів царат спонукали не стільки ідеї і діла кирило-мефодіївців, скільки твори Шевченка. В усіх документах III відділу особливий наголос зроблено на поемі «Сон», за яку Микола I вважав Шевченка «особистим ворогом» (загалом у своїх творах поет називав імператора — «фельдфебелем-царем», «творцем зла», «лютим Нероном», «безбожним царем», «правди гонителем жорстоким»), та на віршах, в яких виразно звучать мотиви соціальної і національно-визвольної боротьби, — через що, поета хоч і визнали непричетним до Кирило-Мефодіївського товариства, — покарали найсуворіше. Виступи поета проти самодержавно-кріпосницької системи кваліфікувалися як злочин, вчинений внаслідок «власної зіпсованості».

### Заслання до Орська. Аральська експедиція (1847—1849)

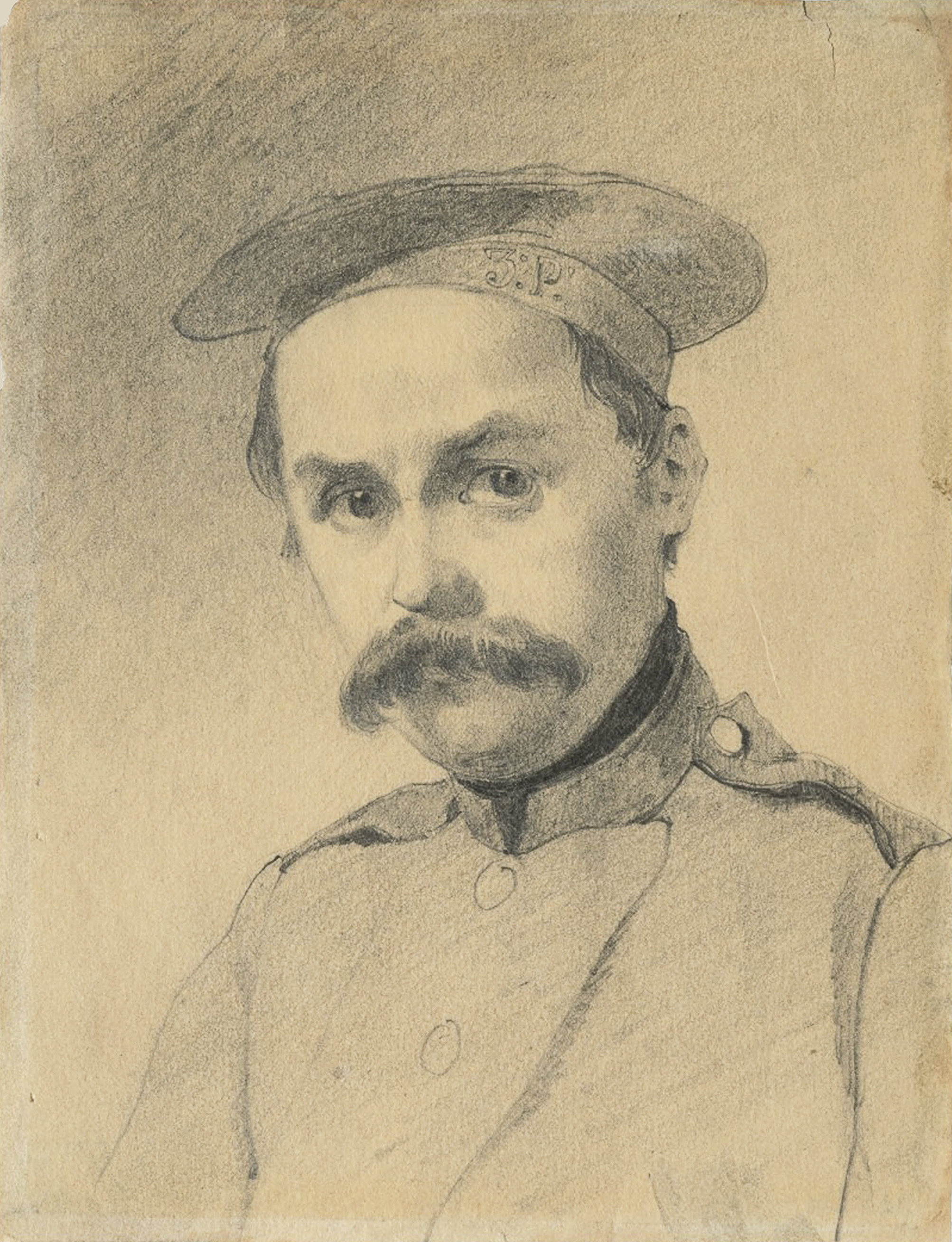
Шевченко-солдат (автопортрет, 1847)

Шевченка везли до Оренбургу без перепочинку з великою швидкістю як небезпечного політичного злочинця. Шлях у понад 2500 км був подоланий за вісім з половиною діб. Не доїжджаючи 30 км до Симбірська, в селі Тагай Шевченко провів ніч з 6 на 7 червня у пересильній тюрмі серед арештантів. 8 червня поет прибув в Оренбург, де його направили в казарми третього Оренбурзького батальйону, розквартированого поряд. У місті виявилося немало людей, які знали Шевченка й високо цінували його твори, одним з таких був чиновник прикордонної комісії Ф. Лазаревський, який відразу провідав поета. Першого ж дня знайомства з поетом, Лазаревський звернувся до чиновника особливих доручень при командирі Оренбурзького корпусу підполковника Ю. Матвєєва з проханням допомогти Шевченкові, який прихильно поставився до цієї пропозиції й дозволив йому залишати казарму. Через два дні, 11 червня, поет, перебуваючи на квартирі у Лазаревського, познайомився там ще з одним палким шанувальником своєї поезії — С. Левицьким. 10 червня 1847 року з'явився наказ командувача корпусом про зарахування Шевченка рядовим 5-го батальйону першої бригади 23-ї піхотної дивізії, який знаходився в Орську. Друзі Шевченка відразу ж звернулися до командира цього батальйону Д. Мєшкова з проханням по можливості полегшити його долю, однак це не лише не допомогло, але й до якоїсь міри підсилило в брутальному «солдафоні» жагу надалі муштрувати поета з особливою люттю у прагненні вислужитися перед начальством. 22 червня 1847 року Шевченка доставили в Орську фортецю, а наступного дня зарахували в третю роту під № 191. Він прибув у фортецю, коли довголітній комендант її генерал-майор Д. Ісаєв уже чекав відставки. Як людина гуманна та інтелігентна, він поставився до опального поета зі співчуттям. З його дозволу Шевченко спочатку якийсь час жив не в казармі, а на квартирі, відвідував будинок коменданта, користувався його бібліотекою. Але це тривало недовго, через кілька місяців Ісаєва звільнили зі служби й незабаром після того він помер.
Новий комендант відразу розпорядився перевести Шевченка в казарми, вимагати від нього дотримування статуту та суворого режиму, для поета настали «безпросвітні» дні солдатської муштри, сенс якої полягав в досконалому опануванні крокуванням, рушничним прийомам, бравій виправці і вмінню віддавати честь начальству. За словами М. Лазаревського, який дізнався про Шевченка від брата Федора, й відвідав його у липні-серпні в Орську — переведення в казарми, де він «спав і проводив цілі дні на брудному своєму ліжку, що було в казармі серед інших», «п'яні й брутальні солдати, нестерпне повітря, бруд, постійний крик» — все це дуже пригнічувало поета. Третьою ротою, куди він потрапив, спочатку командував капітан Глоба, а потім його замінив штабскапітан О. Степанов. На них насамперед Мєшковим і покладалися обов'язки наглядати за виконанням «монаршої волі» щодо Шевченка. Запопадливі «служаки», інтелект яких обмежувався лише знанням військового статуту, не тільки ретельно муштрували поета, але й повсякчас наглядали за ним та прагнули показати над ним свою зверхність та владу. Окрім цього М. Лазаревський згадував, що поет з «милості» Мєшкова кілька разів сидів на гауптвахті.
Дедалі життя ставало нестерпнішим. «Треба хилитися, куди нагинає доля», — писав у ту пору поет в листі до А. Лизогуба. Через два дні він написав своєму другу-художнику О. Чернишову листа і передав кілька листів до впливових осіб у Петербурзі, щоб ті клопоталися про дозвіл йому малювати, він звертався з проханням до К. Брюллова, В. Даля, В. Жуковського, Л. Дубельта, що не дало результатів. Але всупереч забороні, Шевченко все ж потайки малював і писав вірші в Орській фортеці. 1847 року він зокрема написав низку поем та балад й завершив цикл поезій «В казематі».
У 5-му, як і в інших лінійних батальйонах Окремого оренбурзького корпусу, служило багато польських засланців, людей, які так чи інакше були в опозиції щодо самодержавства, з якими Шевченко знайшов спільну мову й навіть заприятелював — що було певною розрадою в горі. Однако найбільше цього часу поет дорожив дружбою братів Лазаревських, які, окрім клопотання про полегшення солдатського життя поета, надавали йому і матеріальну допомогу, по змозі постачали йому книжки, журнали, допомагали з кореспонденцією. Тоді як більшість колишніх друзів співчували поетові, але їм не вистачало мужності підтримувати з ним зв'язки. Тільки А. Лизогуб та В. Рєпніна не поривали з Шевченком й прагнули підтримати його. Восени 1847 року в Орській фортеці Шевченко занедужав спершу ревматизмом, а згодом ще й на сильну цингу, про що написав у листах до А. Лизогуба (11 грудня) та М. Лазаревського (20 грудня): «До люльок, смороду і зику став я потрохи привикать, а тут спіткала мене цинга лютая, і я тепер мов Іов на гноїщі, тілько мене ніхто не провідає…».

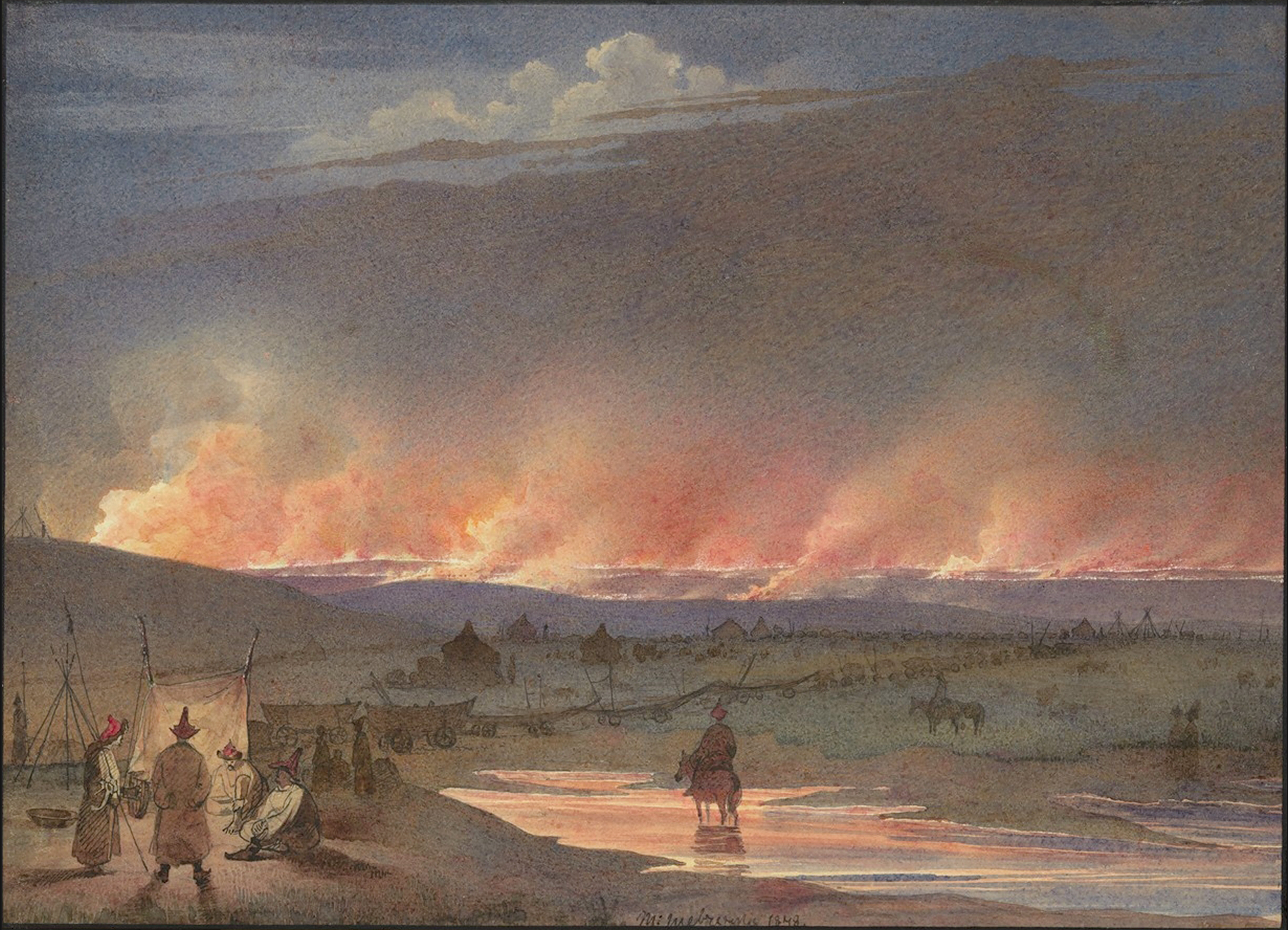
Пожежа в степу (1848)

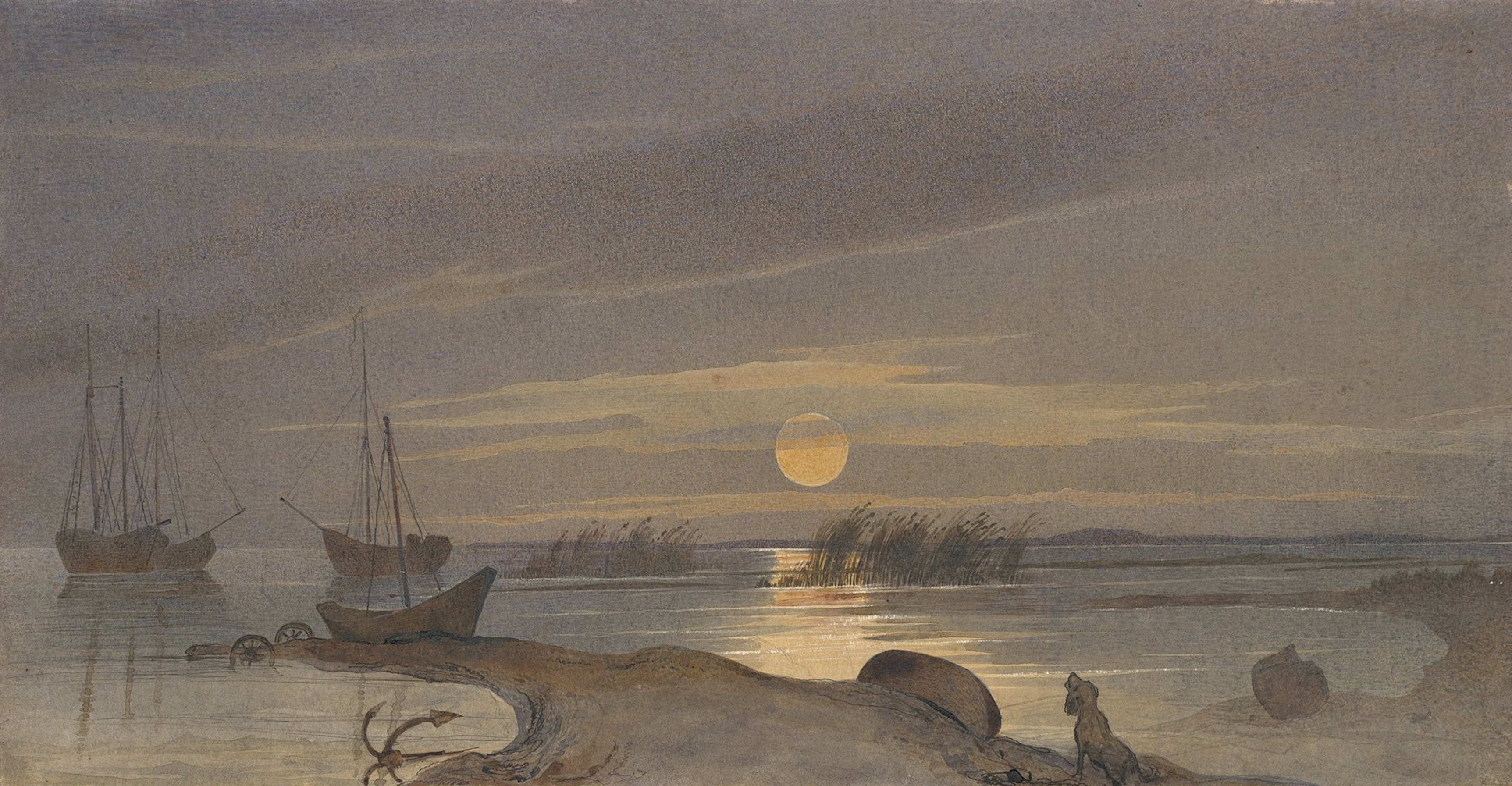
Місячна ніч на Косаралі (1848-49)

На початку 1848 року капітан-лейтенант Олексій Бутаков, який прихильно ставився до Шевченка, включив його до складу своєї Аральської описової експедиції. Експедиція дозволяла Шевченку якийсь час мати дозвіл малювати, звільнитися від військової муштри й суворого нагляду. Шевченко вирушив разом з експедицією 11 травня 1848 року, належало подолати шлях у майже 750 км, з Орська до укріплення Раїм. До складу експедиції входило 1500 башкирських однокінних підвід, рота піхоти, дві сотні оренбурзьких козаків й дві гармати (треба було убезпечити себе від можливих нападів грабіжників із Хівинського ханства). Під час переходу з Орської фортеці до берегів моря експедиція транспортувала в розібраному вигляді два кораблі — «Костянтин» та «Микола». Верблюжий транспорт складався з 3000 верблюдів, з ним йшло 565 казахів та півтори сотні уральських козаків. У дорозі Шевченко жив у кибитці штабскапітана генерального штабу О. Макшеєва. Спочатку експедиція йшла лівим берегом річки Ор, а 15 травня переправилась через неї і далі перетинала притоки Іргиза й рушила за течією цієї річки. Потім експедиція рухалася на південний схід спочатку по солончаковій рівнині, а далі по західній околиці пісків Каракумів. Хоча на шляху зустрічалося чимало озер, однак вода в них була непридатною для пиття. Через це раніше походи в степ здійснювалися взимку, коли сніг міг замінити воду. Таким, зокрема, був Хівінський похід 1839—40 років під командою генерал-ад'ютанта В. Перовського, який супроводжувався значними жертвами, тому що взимку в степу лютували снігові бурани й морози. Довелося відмовитись від походів взимку й здійснювати їх навесні, коли ще не встигли пересохнути озера й невеличкі річки зі сніговою водою. Проте весняну воду треба було очищати, за словами Шевченка у його автобіографічній повісті «Близнюки» він «ніколи в житті не відчував такої страшної спраги і не пив такої брудної води». Не доходячи до укріплення Карабутак, експедиція зустріла одне-єдине зелене дерево в степу — джангисагач.
30 травня транспорт досяг Уральського укріплення (сьогодні село Іргіз), де мав триденний відпочинок. Південна частина шляху долалася з великими труднощами. У похід вирушали о шостій ранку, проходили 3-4 км/год, на півдорозі робили годинний привал. Тільки коли переходили через піски Каракумів, виступали на дві-три години раніше, щоб подолати намічений шлях до того, як палюче сонце досягне зеніту. На берег Аральського моря експедиція вийшла 14 червня і далі протягом п'яти діб переходи здійснювала вночі, оскільки вдень спека сягала 40 °C. За день караван завдовжки дві версти долав 20–25 км. До Раїмського укріплення, розташованого на Сирдар'ї, за 64 км від Аральського моря, експедиційний транспорт прибув вранці 19 червня 1848 року, там експедиція затрималася понад місяць. Протягом цього часу були зібрані шхуни «Костянтин» і «Микола», складені маршрути і плани вивчення Аральського моря та визначено завдання кожному учаснику експедиції.
Обов'язки Шевченка збігалися з його бажанням: як художник він багато малював не тільки з того, що видавалося необхідним для експедиції, але й з власної ініціативи. 25 липня 1848 року шхуни були спущені на воду, а через два дні по Сирдар'ї вони досягли острова Косарал і 30 липня «Костянтин» вийшов в море — так почалася морська частина експедиції. На невеликому судні розмістився екіпаж із 27 осіб, шестеро з яких, зокрема й Шевченко, поселилися в одній каюті з капітаном Бутаковим. Перше дослідження Аралу тривало 56 днів і завершилося наприкінці вересня. Наукова експедиція вперше описала Аральське море, яке до Бутакова ніхто не досліджував, з погляду гідрології, геології, ботаніки, кліматології: визначено режим моря, проведена загальна рекогносцировка Аралу, зроблений промір глибин, проведене повне знімання острова Барсакельмес, відкрита і вивчена група островів Відродження, про існування яких не знали й місцеві мешканці-казахи, проведені астрономічні спостереження, зроблений збір зразків корисних копалин, серед яких знайшли поклади кам'яного вугілля на одному з островів й інше.
Наприкінці вересня 1848 року команда повернулася на острів Косарал, на якому була влаштована зимова стоянка — для цього був створений невеликий форт (приблизно на 50 осіб), де розміщувалася база для експедиції і рибальська ватага. Січень—березень 1849 року Шевченко прожив у Раїмі, а потім знову повернувся на Косарал. Зимівля в Раїмі і на Косаралі стала для Шевченка часом активної мистецької та літературної творчості, він працював над акварелями й написав понад 70 поезій. Після семимісячної зимівлі, з початку травня і до кінця вересня 1849 року проходило друге плавання по Аральському морю. Незважаючи на труднощі і небезпеки плавання в невідомому для мореплавців морі, яке постійно штормило й штилело, через що Бутаков називав його «надзвичайно бурхливим», експедиція провела величезний обсяг роботи, зумівши дослідити більше чим 64 000 км² його площі і провела дослідну роботу надзвичайної наукової ваги. За час плавання Шевченко зумів створити понад 200 малюнків і нарисів, які наочно ілюстрували проведену наукову роботу. У 1850 році гідрографічним департаментом Морського міністерства була видана Морська карта Аральського моря. Наприкінці вересня дослідники вирушили до Раїма, а звідти 10 жовтня — до Оренбурга, куди й прибули 31 жовтня 1849 року.

### Оренбург. Другий арешт (1849—1850)

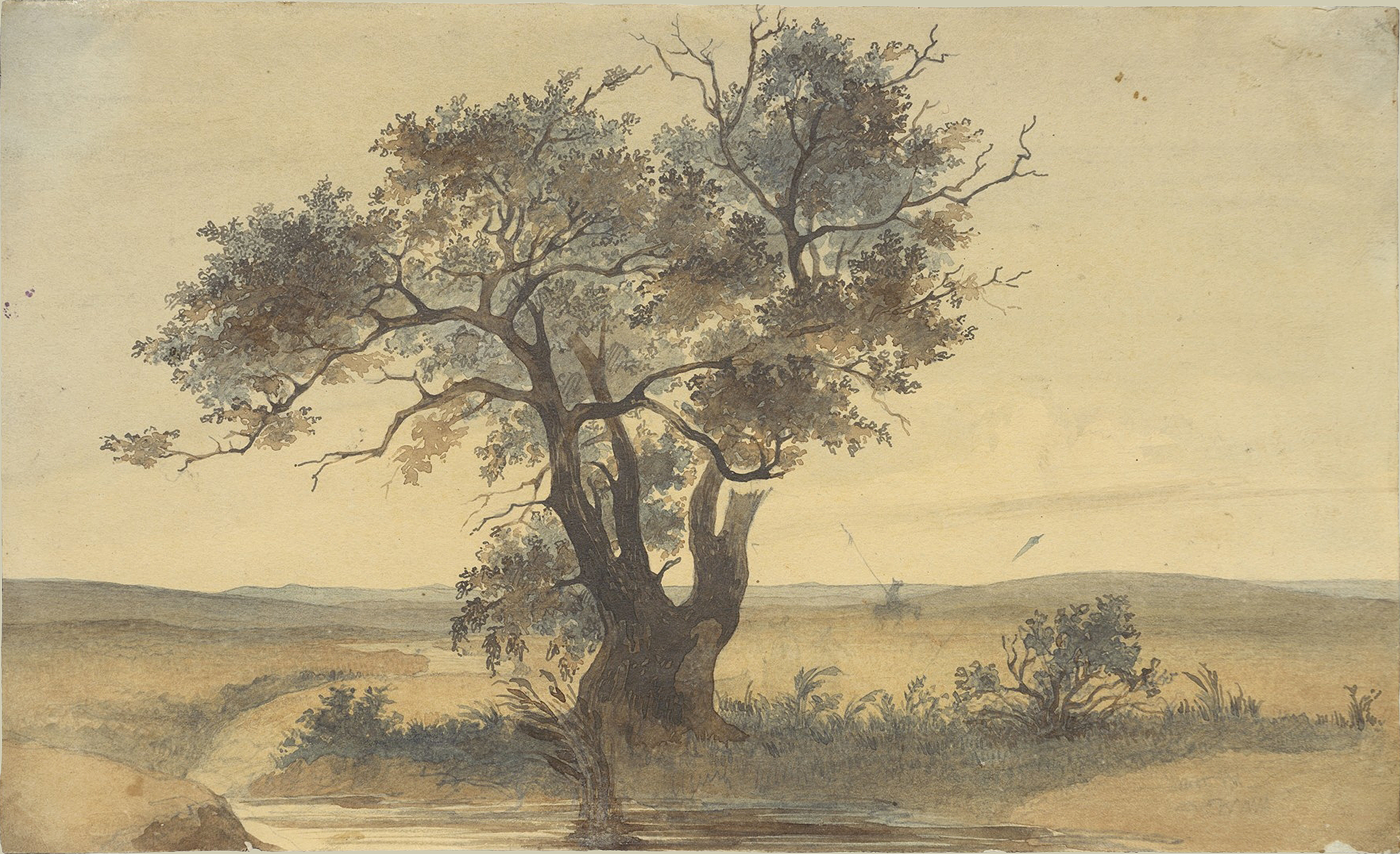
Одиноке дерево — «Джангисагач» (1848)

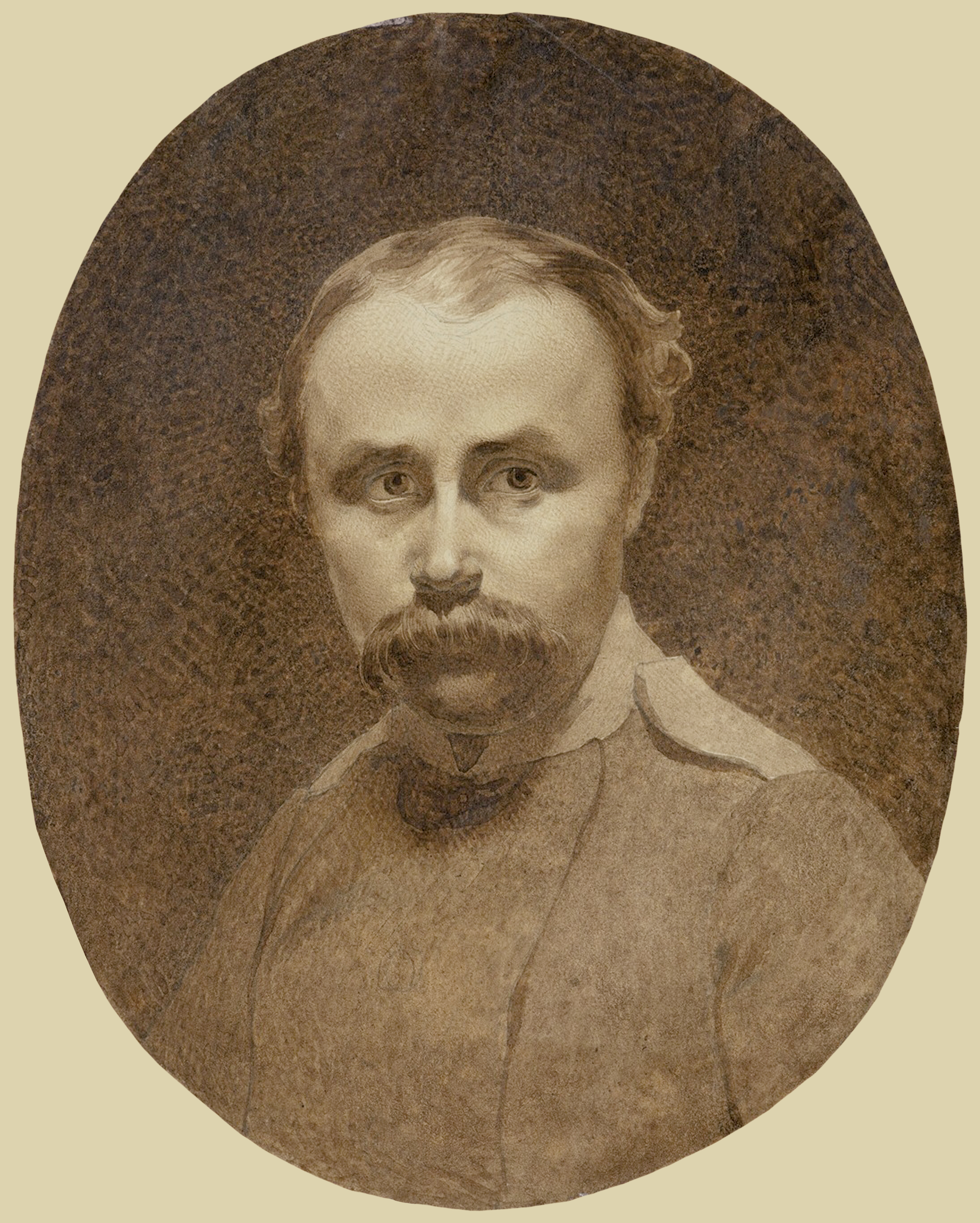
Автопортрет Шевченка (1849)

З прибуттям до Оренбурга Шевченко почував себе краще: майже півторарічне перебування в Аральській експедиції забрало чимало здоров'я. У місті в нього з'явилася змога користуватися бібліотеками, були друзі, відновилася можливість листуватися з деякими знайомими й приятелями, що не боялися спілкуватися з ним. Короткий час Шевченко жив на квартирі Ф. Лазаревського, після чого він перейшов на квартиру О. Бутакова, який навмисне винаймав велику чотирикімнатну квартиру, щоб у ній могла працювати ціла група фахівців над завершенням польових робіт. Шевченко домальовував пейзажі. Оскільки обсяг роботи був дуже великий, йому, на клопотання О. Бутакова, дали на допомогу польського засланця, рядового (згодом унтерофіцера і прапорщика) Броніслава Залеського, як людину, «яка вміє малювати». З перших же днів знайомства між Шевченком і Залеським склалися взаємини вчителя й учня. Художник-аматор Броніслав Залеський учився в Шевченка, з багатьох питань радився з ним, незабаром став щирим, задушевним приятелем поета, допомагав йому в реалізації художніх праць. Окрім Б. Залеського, цього часу серед нових друзів поета з'явилися й інші поляки-політичні засланці, зокрема Л. Турно, М. Зеленко, А. Венгжиновський, М. Цейзик, а також видатний діяч польського революційного руху З. Сераковський. У січні 1850 року, по від'їзді О. Бутакова до Петербурга, Шевченко перейшов на квартиру свого друга К. Герна.
Дозволивши Шевченкові приїхати до Оренбурга для доопрацювання матеріалів експедиції, командир Оренбурзького корпусу В. Обручов пам'ятав суворий наказ про заборону йому малювати й, щоб уникнути неприємностей, 20 листопада 1849 року звернувся до шефа жандармів О. Орлова з запитом, чи можна йому малювати під наглядом начальства. Після отримання характеристики щодо поведінки Шевченка, О. Орлов зробив помітку на документі: «Можна, але роботу представляти на перегляд генерал-губернатору». Але після подання Миколі І уточнив: «Найвищого дозволу не надано». Проте поки розпорядження О. Орлова В. Обручову надійшло до Оренбурга, Шевченко завершив свою роботу над матеріалами експедиції. 23 грудня 1849 року О. Бутаков здав у штаб корпусу разом з картами і різними описами також гідрографічні краєвиди берегів Аральського моря й малюнки, виконані Шевченком. Фахівці високо оцінили їх пізнавальне значення. Малюнки сподобалися В. Обручову, через що він не заперечував, щоб поет намалював портрет його дружини Матильди Петрівни.
На початку 1850 року Шевченко зробив ще одну спробу домогтися офіційного дозволу малювати, написавши листа Леонтію Дубельту, який залишився без відповіді. Не дав результату й лист поета до Василя Жуковського, з проханням виклопотати дозвіл малювати. Одночасно друзі поета ублагали впливових людей Петербурга клопотатися перед колишнім оренбурзьким губернатором, а тоді членом Державної ради В. Перовським, щоб той також замовив слово перед Л. Дубельтом, що також було марним. Перед від'їздом до Петербурга у січні 1850 року О. Бутаков подав рапорт командиру 2-го лінійного батальйону Г. Чигирю про передачу Шевченка в розпорядження прапорщика корпусу флотських штурманів К. Поспєлова, призначеного начальником Аральської флотилії. 1 січня 1850 року поет з тривогою писав В. Рєпніній, що наступною весною його знову відправлять на Аральське море для дослідження покладів кам'яного вугілля, звідки він уже може не повернутися. Однак 22 січня з'явилося офіційне розпорядження про відрядження Шевченка й Т. Вернера до Новопетровського укріплення для участі в експедиції у гори Каратау з тією ж метою.

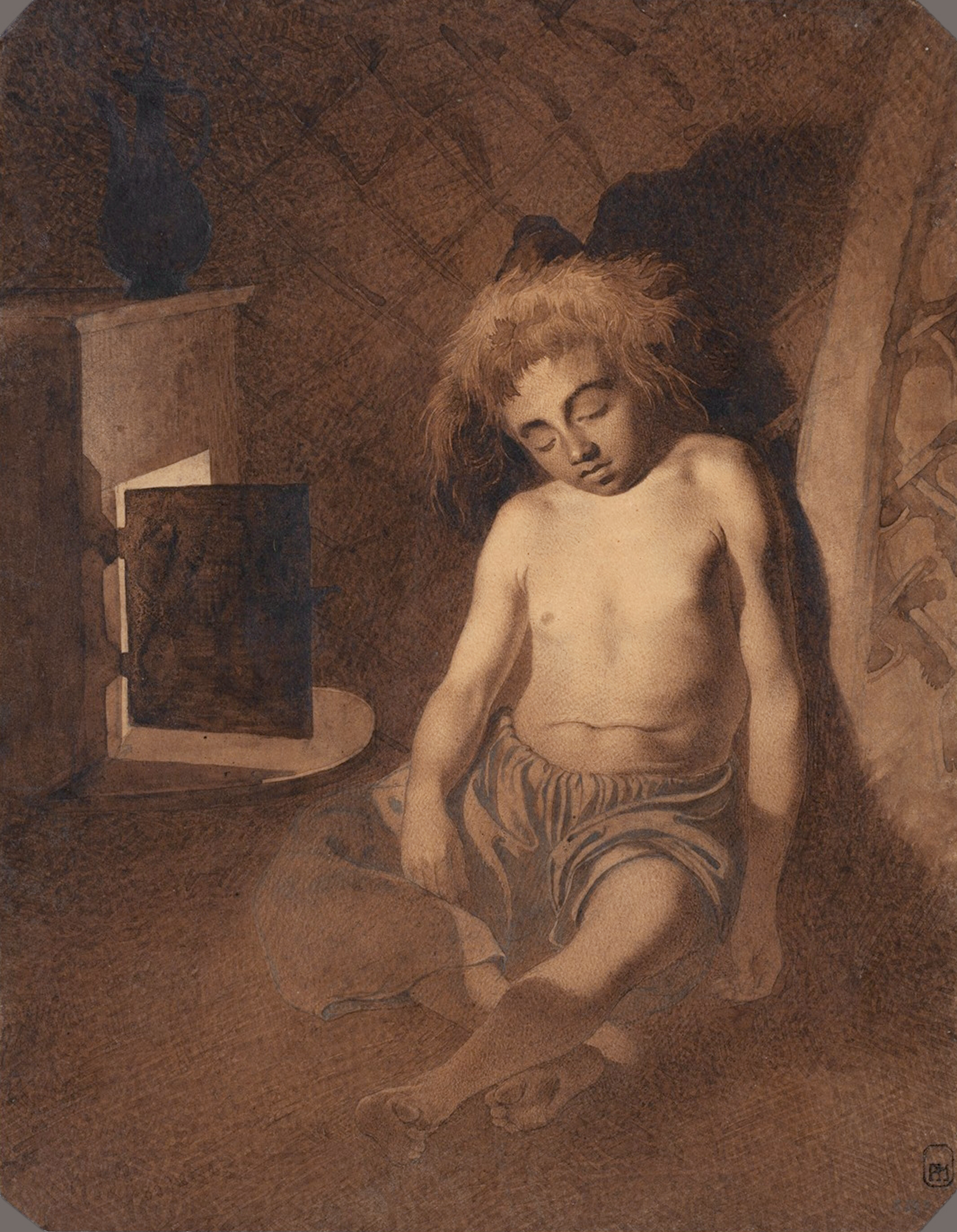
Казахський хлопчик дрімає біля грубки (1848-49)

Навіть під суворим наглядом начальства Шевченко потайки продовжував малювати. Після завершення роботи над морськими краєвидами він поступово відновив і поетичну діяльність. За чотири роки (1847—1850) йому вдалося створити й зберегти чотири рукописні книжечки без назв, відзначених на титульних сторінках роками: «1847», «1848», «1849», «1850». Однак, напружена творча праця була перервана другим арештом поета.
До арешту призвів випадок, у якому Шевченко помітив, що прапорщик М. Ісаєв залицяється до дружини його друга К. Герна й та відповідає йому взаємністю. Заступаючись за честь свого приятеля, Шевченко викрив ці потайні побачення і разом з К. Герном з ганьбою випровадив залицяльника. Другого дня, 22 квітня 1850 року, розгніваний М. Ісаєв подав донос командирові Оренбурзького корпусу про те, що Шевченко ходить у цивільному одязі, живе на приватній квартирі й малює, тобто не виконує «монаршої волі». Хоча у доносі не значилося нічого такого, чого б не знав командир корпусу, але тепер йому довелося відреагувати. Якби донос дійшов до Петербурга, там могли зробити неприємні для В. Обручова висновки, зокрема і той, що він не виконує «монаршу волю» і потурає «політичному злочинцеві». Остерігаючись такого розвитку справи, В. Обручов дав розпорядження зробити обшук на квартирі Шевченка і заарештувати його. За версією дослідників В. Обручов свідомо дав розпорядження в присутності К. Герна, щоб той встиг попередити про обшук Ф. Лазаревського, а останній — Шевченка. Після чого Шевченко спалив більшу частину своїх паперів. Щоб не викликати підозри слідства, що його хтось попередив про обшук, поет залишив невелику частину паперів. При обшуку військова влада знайшла в Шевченка листи (серед них — від С. Левицького, А. Лизогуба, братів Лазаревських, М. Александрійського), скриньку з малярським приладдям та паперами, два альбоми та декілька книжок. Але деякі ескізи, папери і «книжечку» з віршами, Шевченко, як свідчив К. Герн, передав йому на збереження.
До особливого розпорядження Шевченка посадили на гауптвахту. Розпорядження надійшло 27 квітня: не чекаючи наслідків розслідування справи, В. Обручов у цей день підписав наказ про повернення поета з 4-го до 5-го батальйону. 12 травня поета звільнили з гауптвахти і відправили до Орської фортеці, де був розташований 5-й батальйон. Начальникові 23-ї піхотної дивізії наказали встановити за Шевченком найсуворіший нагляд і не дозволяти листуватися з будь-якими особами. Ротою, у яку зарахували Шевченка в Орську, командував підпоручик Ростопчин, а батальйоном — усе той же «солдафон» Д. Мєшков. У наказі щодо поета значилося: «… за рядовим же Шевченком в роті доручити, понад батальйонного і ротного командирів, мати нагляд благонадійному унтерофіцеру і єфрейторові, які повинні суворо спостерігати за всіма його діями…». Під таким перехресним наглядом поет прожив в Орську літо 1850 року, деколи розрадою були зустрічі зі старими знайомими.
У цей час справу Шевченка розслідували паралельно: в Петербурзі — III відділ, в Оренбурзі — військова влада. Особливий інтерес III відділу викликав лист С. Левицького, в якому йшлося про тисячі прихильників і послідовників поета в Москві, Петербурзі й в Україні. III відділ, у надії викрити можливу таємну політичну організацію, заарештував С. Левицького й згаданого в листі магістра математики М. Головка, зробив обшук в їх квартирах та вчинив допит, але жодного криміналу не виявили. 23 червня 1850 року О. Орлов доповів цареві, що матеріали «не виявили, щоб Шевченко продовжував колишній образ думок або б писав й малював на кого-небудь пасквілі». В Оренбурзі розслідувати справу доручили підполковнику Г. Чигирю. Перед цим, на вимогу царя, поета заарештували вдруге і 24 червня посадили на гауптвахту. Надалі матеріали слідства військової влади, нічого нового не додали. Виявили лише, що Шевченко при зарахуванні його до 5-го батальйону не складав присяги, але цей церемоніал тут же організували. Виконуючи волю Миколи I, 8 серпня 1850 року військове міністерство дало розпорядження перевести поета з 5-го батальйону в один з найвіддаленіших батальйонів під найсуворіший нагляд начальства. Після цього 5 вересня В. Обручов наказав після звільнення Шевченка з-під арешту перевести його на службу, під найсуворіший нагляд ротного командира, в одну з рот Оренбурзького лінійного № 1-го батальйону, розташованих в Новопетровському укріпленні.

### Заслання на Мангишлак. Боротьба за визволення (1850—1857)

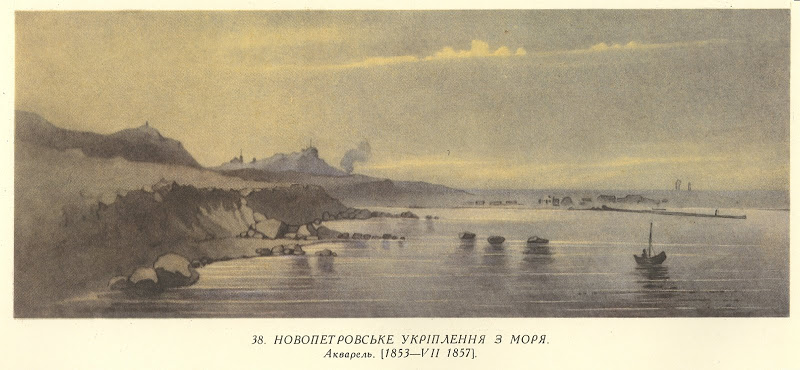
Новопетровське укріплення з моря (1853-57)

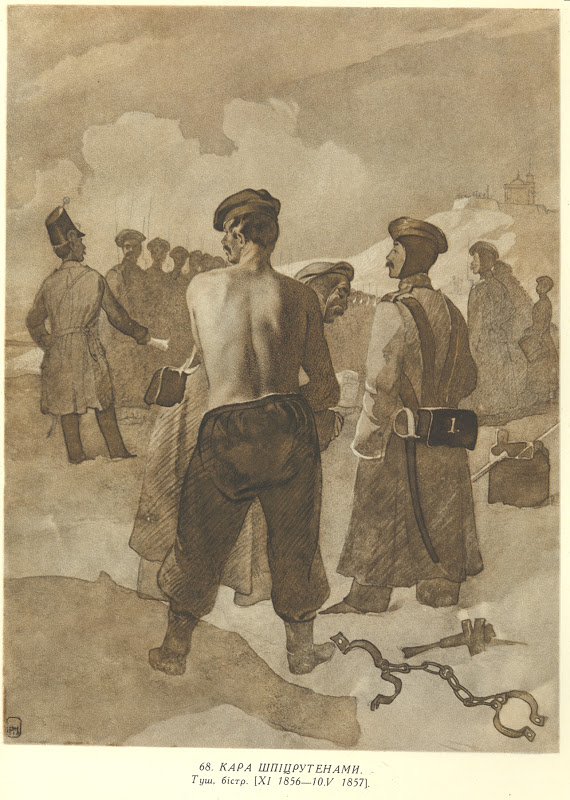
Кара шпіцрутенами (1856—1857)

З Оренбурга Шевченка доставили до Уральська, а потім, 13 жовтня 1850 року, до Гур'єва, звідки, того ж дня, на поштовому човні, він відплив на Мангишлацький півострів. Там він карався сім років. Умови Новопетровського укріплення були жахливими: місцева вода була солонувата, харчі здебільшого сухі та теж солоні — через це солдати хворіли на цингу, від якої дуже страждав і Шевченко. Цинга була спільним лихом усіх степових укріплень, особливо взимку. Щороку від хвороб, породжених тяжкими побутовими умовами, виснажливої муштри, фортифікаційних робіт, нещасних випадків (переважно під час навчальних стрільб) — гинули солдати. Так, у 1852 році в укріпленні з різних причин померло одинадцять солдатів, а двох вбито під час стрільб. Будні укріплення для Шевченка були огидними своїм безглуздям, одноманітністю, пияцтвом та аморальною поведінкою деяких офіцерів. Зрідка, щоправда, виникала потреба послати загін на боротьбу з войовничими бандами хівинців, які грабували мирні казахські аули. За словами Шевченка: «солдат — був найбіднішим, найжалюгіднішим прошарком у нашій православній відчизні. У нього відібране все, чим тільке життя красне: сімейство, батьківщина, свобода, одним словом, все». Через важку долю солдати знаходили хвилинну розраду в горілці. Шевченко не відокремлював себе від солдатів, жив просто, декого з них потайки навчав грамоти. Особливо дружні відносини у нього склалися з солдатами Скобєлєвим та Обеременком. Шевченко був одним з небагатьох солдатів, які провели в укріпленні найбільш тривалий час — сім років без перерви.
Переводячи Шевченка до Новопетровського укріплення, командир корпусу Володмир Обручов дав наказ начальникові 23-ї піхотної дивізії Опанасу Толмачову, який створив для поета умови, що мало чим відрізнявся від в'язничних. Наказ передбачав, окрім спостереження за поведінкою Шевченка з боку самого ротного командира, доручити найближчий нагляд за ним благонадійним унтерофіцерові і єфрейторові, які повинні були суворо стежити за всіма його діями, і негайно доповідати Обручову, якщо помічали щось підозріле з боку поета.
Не пощастило Шевченкові й з безпосередніми начальниками: ротний командир, штабскапітан М. М. Потапов, був людиною настільки «жорстокою й бездушною», що його ненавиділи не лише солдати, але й офіцери. Потапов дуже ретельно виконував наказ Обручова: окрім закріплення за Шевченком спостерігача «особливого дядька з солдат», його стали водити на щоденні «фортові роботи, на муштру», які доводили поета мало не до відчаю та за його формулюванням мали на меті «перетворити мислячу людину на автомат з рушницею». Таким же обмеженим був і помічник Потапова — підпоручик П. І. Обрядін, людина не тільки «брутальна і жорстока, але й безчесна».
Серед офіцерів, що доброзичливо ставилися до поета, зокрема, були: хорунжий Уральського війська М. Ф. Савичев, лікар С. Р. Нікольський, сотники Ахмет Хаїров і Ф. Ю. Чаганов, прапорщик В. О. Михайлов, підпоручик В. П. Воронцов, підпоручик О. Є. Фролов, поручик К. Зелінський. Окрім Зелінського, дружні стосунки з Шевченком мали й інші польські політичні засланці — унтерофіцери М. Мостовський, Ф. Фіялковський і Ф. Куліх; рядові І. Плащевський і С. Пшевлоцький, який у 1857 році передав Шевченкові з Уральська книгу «Естетика» К. Лібельта. Саме згадані офіцери — значною мірою сприяли зближенню коменданта укріплення А. П. Маєвського й солдата Шевченка. Людина розумна й гуманна, підполковник Маєвський користувався серед підлеглих пошаною і приязню, через заборону поету листуватися, комендант навіть згодився одержувати й відсилати його листи. У Шевченка з'явилася можливість листуватися з друзями, які час від часу надсилали йому гроші. Окрім цього комендант запросив Шевченка вчити двох своїх невеликих синів, саджав його за один стіл зі своїми гостями-офіцерами, — за що наражався на небезпеку доносу.
У суворій таємниці за роки перебування на Мангишлаку Шевченко виконав понад сто сімдесят малюнків сепією, аквареллю, олівцем — переважно на мангишлацьку тематику. Створено і чимало портретів, що, окрім прагнення творити, ще й було єдиним джерелом заробітку. Збереглося їх небагато, менше, ніж виконано. Деякі малюнки, які він передав в Оренбург Залеському для продажу, не підписувалися, хоча покупці «вимагали штемпеля». 1851 року Шевченку пощастило на ціле літо позбутися муштри й покинути «ненависне» укріплення — він вирушив у складі експедиції на розвідку родовищ кам'яного вугілля в гори Каратау. Серед її учасників опинилися й друзі Шевченка — геолог Людвік Турно й Броніслав Залеський, завдяки клопотанням якого поета включено до експедиції, хоча комендант Маєвський знову дуже ризикував, даючи дозвіл на це. Каратауська експедиція стала часом натхненної творчої праці Шевченка — він виконав близько ста малюнків аквареллю й олівцем (зокрема, «Вигляд на гори Актау з долини Агаспеяр», «Гора в долині Агаспеяр», «Гори в долині Агаспеяр», «Кладовище Агаспеяр»). Під час експедиції Залеський, Турно і Шевченко жили в однім наметі, точніше — в казахській кибитці. Буденна сцена їх щоденної праці та побуту зображена Шевченком на малюнку, відомому під умовною назвою «Т. Г. Шевченко серед товаришів».
1852 рік також став для Шевченка надзвичайно плідним. Невелике полегшення в побуті, можливість мати тихий куток та трохи вільного часу для праці у будинку коменданта Маєвського — все це сприяло творчим роздумам, цього часу він розпочинає працю над прозовими повістями російською мовою з українською тематикою й багатим автобіографічним матеріалом. Було кілька причин написання повістей російською мовою, це і заборона писати поетичні твори, і взагалі небезпека писати рідною мовою, навіть листи. Приблизно, з осені того року, знайшовши коло форту добру глину й алебастр, Шевченко почав вправи в скульптурі, тому що на це не було заборони. Серед виконаних ним скульптурних творів були й два барельєфи на новозавітні теми: «Христос у терновому вінку» та «Іоанн Хреститель».
Після смерті Маєвського, у 1853 році новим комендантом став майор І. О. Усков, який до цього був ад'ютантом командира Окремого Оренбурзького корпусу Василя Перовського (змінив Обручова у 1851 році). За словами дружини Ускова, Агати Омелянівни, коли її чоловік зайшов до Перовського попрощатися перед від'їздом до укріплення, той просив Ускова якось полегшити становище Шевченка, що й дало йому сміливість у майбутньому діяти у цьому напрямі. Перовський був ознайомлений зі справою Шевченка ще до приїзду в Оренбург. Л. М. Жемчужников стверджував, що Перовський дізнався про Шевченка від К. П. Брюллова та В. А. Жуковського і що його просили за поета брати Лизогуби й їхній родич граф Гудович. Перовський зі свого боку звернувся у лютому 1850 року до Леонтія Дубельта із запитанням, чи можна якось полегшити долю Шевченка. Дубельт доповів про це шефу жандармів О. Орлову, який відповів, що Шевченко заслуговував ще тяжчого покарання і тільки завдяки монаршій милості його віддали у солдати, тому рано просити царя про помилування. Відтоді Перовський відмовляв усім прохачам за Шевченка; але існує версія, що він міг подбати щодо невеликого неофіційного полегшення поетові, тим більше що з Усковим він був відвертим. Прибувши до укріплення, Усков не відразу наблизив до себе Шевченка, йому було потрібно розібратися в людях й убезпечитися від можливих доносів. Шевченку, через сувору зовнішність, Усков спочатку здавався деспотом.

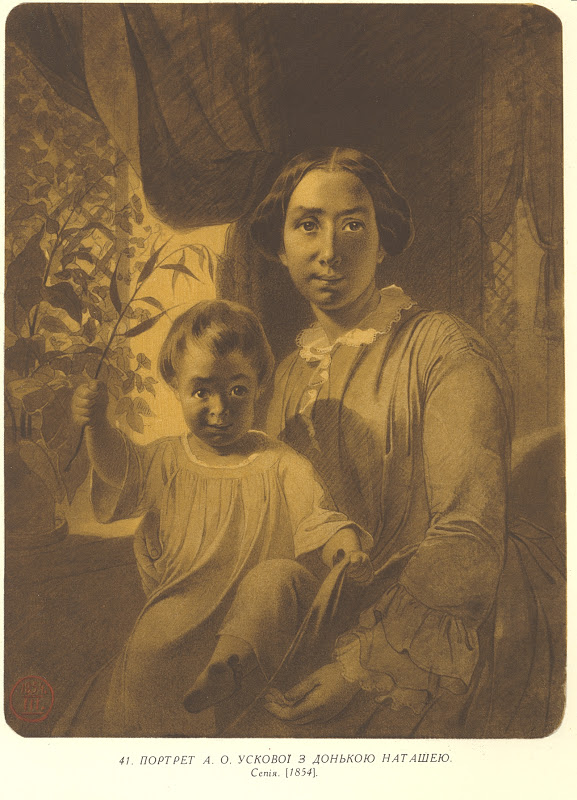
Портрет Ускової А. О. з донькою Наташею (1854)

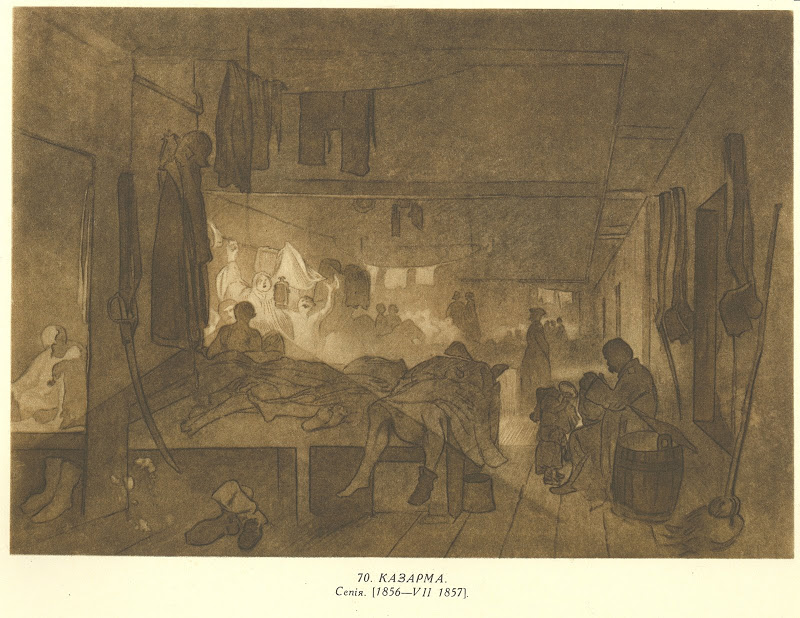
Казарма в Новопетровському укріпленні (1856-57)

Після прибуття до укріплення дружини Ускова з трирічним сином Дмитром — Шевченко почав зближуватися з цією родиною, до того ж він завжди любив малих дітей. Агата Ускова, яку ще в Оренбурзі Шевченкові друзі просили помогти засланому поетові, всіляко сприяла його зближенню зі своїм чоловіком й запрошувала до столу. Помалу поет почав бувати у домі коменданта й став другом сім'ї. У 1853 році, коли в Ускових трапилося горе — помер їх маленький син Митя — Шевченко спроєктував для його могили пам'ятник і сам наглядав за його спорудженням (пам'ятник зберігся донині). Однак Усков, як раніше і Маєвський, не зважувався дозволити Шевченкові жити поза казармою, коли наступали осінні холоди, поет був змушений не тільки ночувати, але й працювати в казармі — серед «смороду й зику». Новий комендант доклав чимало зусиль, щоб упорядкувати територію форту і його околиць, Шевченко з запалом допомагав йому садити дерева в закладеному ще Маєвським саду біля укріплення. Пізніше за наказом Ускова в саду збудували літній будиночок для його родини, альтанку, землянку для коменданта і поставили «джуламійку» для Шевченка; тут він міг спокійно малювати або писати. Своє малярське приладдя поет зберігав у землянці Ускова. На початку 1854 року Усков, як свого часу і Маєвський, зробив спробу домогтися для Шевченка дозволу у Перовського намалювати запрестольний образ «заради прикрашення храму» в укріпленні — на що отримав відмову.
Восени 1854 року генерал-майор Г. А. Фрейман, який інспектував укріплення та перейнявся до Шевченка повагою і співчуттям, а наступного року й Усков та капітан Косарев — клопоталися перед Перовським щодо підвищення його в чин унтерофіцера — це б звільнило поета від казарми та муштри й дало б надію звільнення з солдатської неволі в майбутньому. Але ці клопотання були відхилені, можливо, з обережності Перовського. Окрім цього, була ще одна прикрість — на надіслане І. Усковим кураторові Київського навчального округу прохання повернути атестат Шевченка на звання вільного художника — на що була отримана зневажлива відмова, яка тяжко пригнітила поета, але ненадовго. У квітні 1855 року він поновив спроби домогтися полегшення своєї долі: написав листи секретарю Академії мистецтв В. І. Григоровичу та віцепрезиденту Академії Федору Толстому, прохаючи останнього поклопотатися за нього перед президентом Академії, сестрою царя, великою княгинею Марією Миколаївною. Лист Шевченка до Толстого з благанням про допомогу глибоко зворушив усю родину, зокрема його дружину Анастасію Іванівну, яка теж залучилася до боротьби за визволення поета та почала з ним листуватися.
Коли 18 лютого 1855 року помер Микола I — 19 лютого було оголошено маніфест нового царя, Олександра II, щодо звільнення політзасланців у зв'язку зі вступом на престол. Але Шевченко ще мучився відсутністю звістки, чи вплинуть маніфести царя на його долю, чи ні, і тільки 14 квітня 1856 року він дізнався, що для нього нічого не змінилося: «Я близький був до відчаю, так мене приголомшила ця безнадійна звістка». Навесні 1856 року для Шевченка прийшла ще одна сумна звістка, його друзі Залеський та Сераковський, з якими він листувався, назавжди залишають Оренбург. У квітні 1856 року Шевченко почав шукати всіх можливих шляхів до полегшення своєї долі, намагаючись залучити до цього всіх знайомих впливових осіб. Він просить Залеського звернутися до Олексія Бутакова, а також до генерала К. І. Бюрно, щоб вони обстали за нього перед Перовським, про це ж прохає і Варвару Рєпніну. Залеський до цього вже кілька разів просив за поета Перовського, але безрезультатно.
Завдяки Залеському та Олексію Плещеєву долею Шевченка зацікавилися, окрім Бюрно, ще й такий впливовий військовий адміністратор, як Л. П. Екельн. Також до визволення Шевченка долучився академік Карл Бер, який тричі прибував з експедицією до укріплення, він клопотав перед Дубельтом, що люто ненавидів поета-бунтівника і робив усе, щоб затримати його звільнення. У травні 1856 року Шевченко одержав лист від М. М. Лазаревського, який повідомляв, що про поета клопочуться, окрім Ф. П. Толстого, «добрі люди», і не без успіху. Влітку того ж року президент Академії мистецтв Марія Миколаївна особисто зверталася до начальника III відділу Василя Долгорукова щодо визволення Шевченка. Клопотання друзів поета перед Перовським досягли мети — до військового міністерства ним було надіслано список кандидатів на амністію. З приводу Шевченка він пропонував: «Рядового Тараса Шевченка звільнити від служби». 25 січня 1857 року III відділ, враховуючи клопотання віцепрезидента та президента Академії мистецтв, повідомив свою пропозицію військовому міністру, схвалюючи звільнення Шевченка, але справа ще тяглася інстанціями кілька місяців. У підсумку на звільнення Шевченка була дана згода. Якби не клопотання друзів — заслання Шевченка могло би стати довічним. 28 травня 1857 року Перовський наказав звільнити зі служби усіх амністованих з тим, щоб вони оселилися в Оренбурзі аж до остаточного їх звільнення на батьківщину. Таким чином царське «помилування» перетворилося на нове покарання — заслання з поселенням в Оренбурзі під суворий нагляд поліції. Коли надійшла звістка про близьке звільнення, капітан Косарєв дозволив Шевченкові у вільні від муштри й караулу години перебувати поза казармою. Поет увесь свій вільний час проводив то на городі, в саду, пишучи й малюючи, то на березі моря, або гуляв навколо укріплення.
21 липня 1857 року до укріплення надійшов наказ щодо звільнення зі служби Шевченка, після якого йому ще треба було подолати 1000 км до штабу в Уральську, для отримання наказу по батальйону. Поет радів звільненню, не знаючи, що йому, згідно з цим наказом, належало жити під суворим наглядом поліції в Оренбурзі невизначений термін. Після довгих вагань через довгу відсутність батальйонного наказу щодо звільнення, 1 серпня комендант Усков, враховуючи велику відстань до Уральська та не знаючи його умов — зважився видати квиток на проїзд Шевченка до Петербурга. Наступного дня, увечері, розпрощавшися нашвидку з усіма, Шевченко відплив рибальським човном до Астрахані. Надалі, через передчасну видачу Шевченку квитка, в Ускова виникли неприємності по службі. Після отримання 23 серпня батальйонного наказу, Усков відразу ж надіслав повідомлення до поліційних відділень Астрахані, Нижнього Новгорода, Москви, Петербурга, а також до Академії мистецтв, прохаючи зупинити Шевченка й повернути його в Оренбург.

### Повернення. Нижній Новгород. Москва (1857—1858)

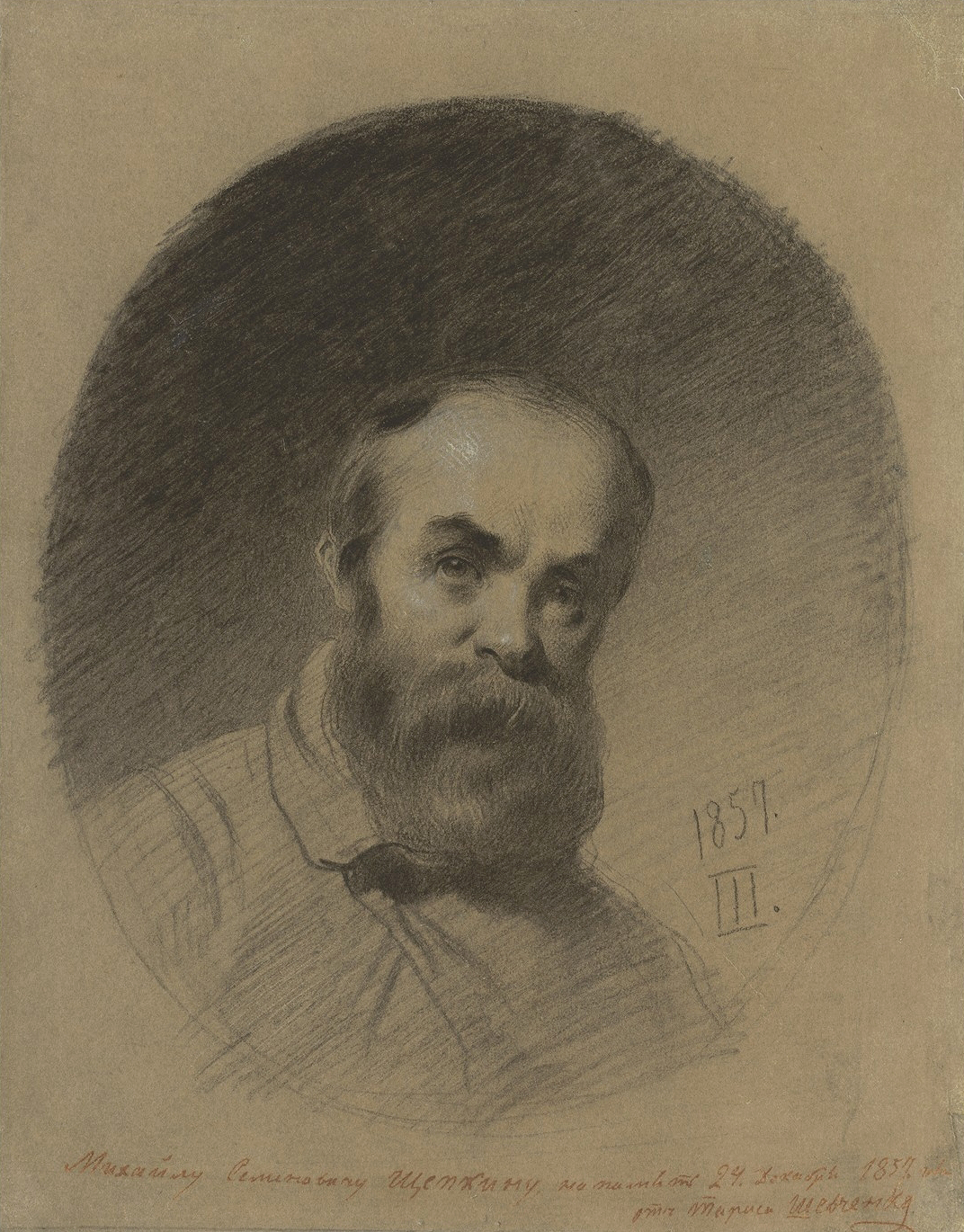
Автопортрет Шевченка (1857)

5 серпня, після триденної плавання Каспійським морем і рукавами волзької дельти, Шевченко прибув до Астрахані. Скінчилося дуже тяжке для поета й художника десятиліття, сповнене образ, принижень, муштри, дальніх походів з небезпечними ситуаціями (як це видно з щоденника начальника Аральської експедиції). Він постарів, посивів, втратив здоров'я. З Астрахані Шевченко планував пароплавом дістатися Волгою до Нижнього Новгорода, але відразу ж з'ясувалося, що доведеться чекати два тижні, доки прийде й навантажиться рейсовий пароплав компанії «Меркурій». Перші дні Шевченко віддав пошукам тимчасового житла й оглядові Астрахані, яка йому дуже не сподобалося, у свому щоденнику він назвав це місто «сірою купою сміття», зокрема його недвоволення викликало: його брудні трактири, відсутність готелів, неможливість купити необхідних харчів перед майбутньою тривалою подорожжю.
На щастя, у місті цього часу перебував у справах товариш Шевченка по службі з укріплення плац-ад'ютант Л. О. Бурцев, який і дав йому притулок. Між першими невідкладними справами були листи, які Шевченко надіслав друзям, оповіщаючи їх про визволення. Невдовзі довелося шукати нове житло, Бурцев мав одружуватися. Після тривалих пошуків поет знайшов комірчину біля каналу — темну й незатишну. Виявилося, що у тому ж будинку, де було пристановище — мешкав Г. Ф. Муравський, колишній студент Київського університету, який познайомившись із Шевченком, розповів про нього своєму колезі С. А. Незабитовському, колишньому киянинові, а також учителеві в Астраханській гімназії І. П. Клопотовському та випускникові того ж університету Томашу Зброжеку. Астраханські «кияни» захоплено привітали звільненого поета. Того ж дня увечері від Зброжека про його перебування в місті дізнався астраханський рибопромисловець-мільйонер О. О. Сапожников, якого ще хлопчиком Шевченко вчив малюванню. Наступного ранку він запросив поета до себе, запропонував йому кімнату в своєму будинку й каюту на пароплаві «Князь Пожарський». Таким чином, в Астрахані поет опинився у колі демократичної флотської інтелігенції.
22 серпня Шевченко пароплавом по Волзі відбув з Астрахані до Нижнього Новгорода. Подорож Волгою тривала майже місяць. На пароплаві Шевченко жив у каюті капітана В. В. Кишкіна, його старого знайомого, в якого була «завітна портфель» зі списками творів російської позацензурної поезії, завдяки цьому під час плавання відбувалися літературні ранки і вечори. Відбуваючи з Астрахані, Шевченко сподівався багато малювати волзькі береги; але це виявилося майже неможливим: обриси швидко змінювалися, дуже заважало здригання палуби від роботи двигуна. Малювати вдавалося лише під час зупинок і частково тоді, коли пароплав повільно долав річкові перекати. Збереглися начерки Камишина, Саратова, «Царіва кургана», Казані й інших місць. Він виконав і декілька портретів — К. Козаченко, тещі Сапожникова й інших. Протягом подорожі, Шевченко не проминув нагоди оглянути приволзькі міста, свої враження від побаченого він регулярно занотовував у щоденника. У Саратові він відвідав матір Миколи Костомарова — Тетяну Петрівну. Самару він назвав «казенно-безлицею» найбільшою хлібною пристанню на Волзі, позбавленою елементарних ознак міської культури, на що вплинуло, за його словами, царювання Миколи I, якого він називав «нєудобозабиваємий Тормоз». Відвідати Симбірськ і поглянути на монумент Миколі Карамзіну перешкодили шквал з мокрим снігом та непролазна багнюка. Казань сподобалася Шевченкові, нагадавши йому Москву. Він побував у Казанському університеті, шукаючи слідів перебування там товаришів по Кирило-Мефодіївському товариству, але безуспішно. Невелике місто Чебоксари, де, на його думку, «церков виявилося не менше, ніж будинків», дали йому ґрунт для такого висновку: «Головний вузол московської старої внутрішньої політики — православ'я. „Нєудобозабиваемий Тормоз“ через дурість свою хотів затягнути цей знесилений вузол і перетягнув. Він тепер на одному волоску тримається».
20 вересня пароплав прибув до Нижнього Новгорода, тут на Шевченка чекала прикра несподіванка: М. О. Брилкін, головний управитель нижньогородської контори пароплавної компанії «Меркурій», розповів йому, що поліцмейстер міста наказав відразу ж повідомити про його прибуття. Поліцмейстер офіційно заявив Шевченку, що він повинен повернутися в Оренбург і там очікувати свого остаточного звільнення. Поет був майже у відчаї, в'їзд до Москви й Петербурга йому заборонили, у Нижньому Новгороді йому довелося затриматися майже на пів року. Допомогли Шевченку нові знайомі — М. О. Брилкін та П. А. Овсянников — помічник управителя компанії «Меркурій», який надав йому притулок. Вони порадили йому прикинутися хворим, щоб уникнути повернення до Оренбурга.

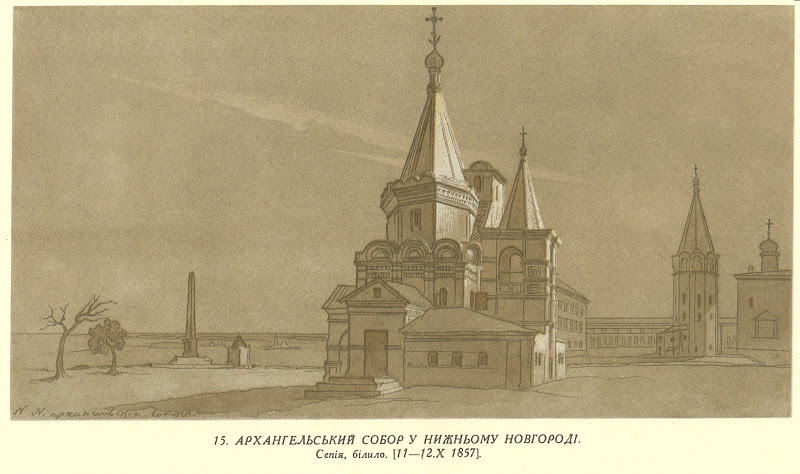
«Архангельський собор у Нижньому Новгороді» (1857)

Хоча Нижній Новгород став для Шевченка наче новим місцем заслання: поет жив під наглядом поліції, особисті неприємності, розчарування, наклепи ворогів гнітили його — він з інтересом поринув у культурно-громадське життя міста, задовольняв свої творчо-літературні та театральні інтереси й невгамовне прагнення до читання і творіння. Він писав поеми «Неофіти», «Юродивий»; поезії «Доля», «Муза», «Слава» тощо; закінчив повість «Прогулка с удовольствием и не без морали», створив двадцять портретів і зробив чимало архітектурних малюнків.
Кожен його день був наповнений цікавими зустрічами. Завдяки знайомству з впливовими у місті Брилкіним та Овсянниковим поет познайомився з багатьма діячами місцевої культурної еліти. Окрім цього, не бажаючи обтяжувати своїх друзів, Шевченку доводидося заводити і прості офіційні знайомства в пошуках замовників на портрети — це був єдиний на той час спосіб його існування. Малювання портретів не змогло дати значних доходів, він й далі перебував у досить скрутних матеріальних умовах. Нижегородська громадськість, особливо демократичні кола міста, поставилася до поета доброзичливо, «Шевченка буквально носили на руках», — відзначав біограф Михайло Чалий, описуючи його перебування у цьому місті. 24 грудня 1857 року поета відвідав його давній друг актор Михайло Щепкін. Радість Шевченка була безмежна, Щепкін пробув у гостях шість днів, протягом яких уславлений артист виступав у Нижегородському театрі. Побачення з Щепкіним було не лише однією з найвизначніших подій у духовному житті поета, але й для всього міста.
Буваючи в місцевих театральних колах, Шевченко познайомився з юною акторкою Катериною Піуновою, він вчив її художній декламації, намагався прищепити любов до творів Пушкіна, Гоголя, Салтикова-Щедріна, підбирав сцени для виступу, щоб поправити її матеріальне становище — поет хотів влаштувати акторку в Харківський драматичний театр. Наприкінці лютого 1858 року Шевченко, нарешті, отримав звістку від Лазаревського, що графу Толстому вдалося виклопотати для нього дозвіл повернутися до Петербурга, який йому був вручений 5 березня. 8 березня Шевченко виїхав з Нижнього Новгорода до Москви.
У Москві Шевченко оселився у Щепкіна, сім'я знаменитого актора щиро зустріла його. Дорогою до Москви поет занедужав: окрім застуди, загострилася цинга, якою тяжко хворів на засланні. Того ж дня (11 березня) Шевченка оглянули лікарі Д. Ван-Путерен і Д. Мін, які прописали хворому потрібні ліки, дієту і заборонили протягом тижня виходити на вулицю. Приїзд до Петербурга, якого так прагнув поет, знову затримувався. Звістка про приїзд Шевченка швидко поширилася в колах московської інтелігенції, поета поспішали провідати друзі й знайомі, зокрема Михайло Максимович. Визначні представники літератури, науки прагнули познайомитися з ним. Попри недугу поет і далі редагував і переробляв свої вірші, написані в роки заслання. Коли через кілька днів по приїзді в Москву здоров'я Шевченка поліпшилося він відвідав княжну Варвару Рєпніну. Ця зустріч справила на поета сумне враження, вона здавалася йому відчуженою, зникла колишня щирість і безпосередність; містичні настрої, які дедалі більше опановували Рєпніною, були йому чужими й дивними.
Москва приваблювала Шевченка як центр науки, культури, з яким у нього було пов'язано чимало спогадів. Одужавши після хвороби, незважаючи на відлигу й багнюку, він цілими днями пішки ходив по місту, милуючись його старовинними пам'ятками. Окрім зустрічі зі своїми давніми знайомими, зокрема, професором Осипом Бодянським, родиною Станкевичів, Аполоном Мокрицьким, Шевченко познайомився з такими представниками місцевої інтелігентної еліти, як Бабст, Чичерін, Кетчер, Кронеберг, Афанасьєв, Корш, Крузе й іншими. Знаменною подією для Шевченка в Москві стала зустріч і особисте знайомство з російським письменником Сергієм Аксаковим, який у листах так приязно поставився до нього. 26 березня Шевченко на поїзді вирушив до Петербурга.

### Петербург (1858—1859)

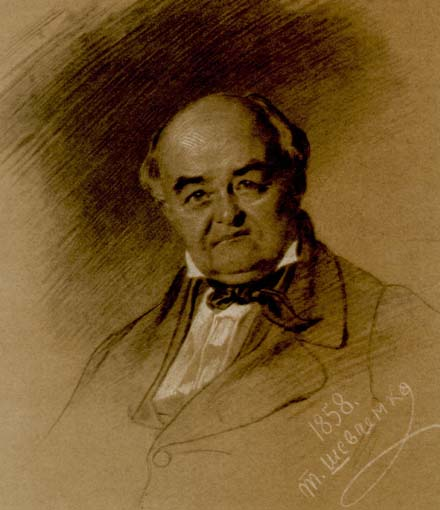
Портрет М. С. Щепкіна (1858)

Відразу ж по приїзді до Петербурга Шевченко завітав до свого друга Михайла Лазаревського, який жив тоді на Мойці, в будинку графа Уварова, і спочатку оселився у нього. Родина Лазаревських дуже тепло прийняла поета. 28 березня 1858 року, поет разом з Лазаревським відвідав родину Толстих, де його дуже тепло зустріли. Увечері, цього ж дня, Шевченко зустрівся з Василем Білозерським, колишнім учасником Кирило-Мефодіївського товариства й товаришами, з якими він познайомився в Оренбурзі — Зигмунтом Сераковським, Яном Станевичем та Едвардом Желіговським.
Шевченкові дозволили повернутися до Петербурга з певним застереженням: він лишався особою «піднаглядовою», у ряді документів підкреслювалося, що імператор дозволив проживання у столиці і відвідування Академії мистецтв з умовою, щоб за ним вівся належний нагляд. У перші ж дні перебування в столиці поет повинен був з'явитися до поліції, де він відвідав правителя канцелярії оберполіцмейстера Івана Таволгу-Мокрицького, свого старого знайомого, який порадив йому поголити бороду, яку він відпустив під час повернення з заслання, щоб не справити неприємного враження на його патрона графа Шувалова, якого він мав відвідати як свого головного наглядача. Поет зважив на пораду і поголився, адже солдатам, навіть у відставці, заборонялося носити бороду, а він перед поліцією був тільки «рядовим у відставці». Перед цим він сфотографувався у Андрія Деньєра в шапці й кожусі, з бородою. 6 квітня Шевченко одягнув фрак і зустрівся з Шуваловим, який прийняв його «просто», «неформенно», і «без повчань», — чим справив на поета вигідне для себе враження. 15 квітня Шевченко представився шефу жандармів В. Долгорукову, який дав йому «ввічливу настанову», після якої поет отримав «прописку» в столиці. Так, «прописаний» Шевченко, відразу ж потрапив під найпильніший нагляд III відділу поліції, йому заборонялося відлучатися будь-куди з Петербурга.
Надалі у Шевченка в Петербурзі відбулося безліч зустрічей з передовими людьми цього міста, поетами, митцями, вченими й громадськими діячами. Художник і скульптор Михайло Микешин, який познайомився тоді з поетом, писав про «величезний вплив, той непідробний захват, який вселяла особистість Шевченка в колі тодішньої молоді», також він зазначав, що в петербурзьких салонах поета приймали з глибокою пошаною і навіть поклонінням. Він зустрічався з такими особистостями, як: поети В. Бенедиктов, М. Щербина (до творчості якого виявляв інтерес, ще під час перебування на засланні), Василь та Микола Курочкіни, Л. Мей, Ю. Жадовська; познайомився з братами Жемчужниковими (Львом, Олексієм й Володимиром); правознавець і громадський діяч К. Кавелін; письменник Я. Полонський; оберсекретар синоду В. Юзефович; математик М. Остроградський; зоолог і мандрівник М. Сєверцов; критик О. Нікітенко; філолог і літературознавець М. Сухомлинов; професор Петербурзького університету М. Благовєщенський, публіцист М. Чернишевський й іншими. Близькими поетові стали учасники декабристського повстання з якими він зустрічався у домі Толстого, серед яких були барон В. Штейнгель й А. Бистрицький. Потоваришував з українським маляром Г. Честахівським. Провідав влітку 1858 року Шевченка в Петербурзі і Микола Костомаров. Побував Шевченко й у майстерні скульптора барона Петра Клодта, де він оглянув пам'ятник Миколі І, про що написав з іронією у щоденнику: «…помилувався монументом нєудобозабиваємому».

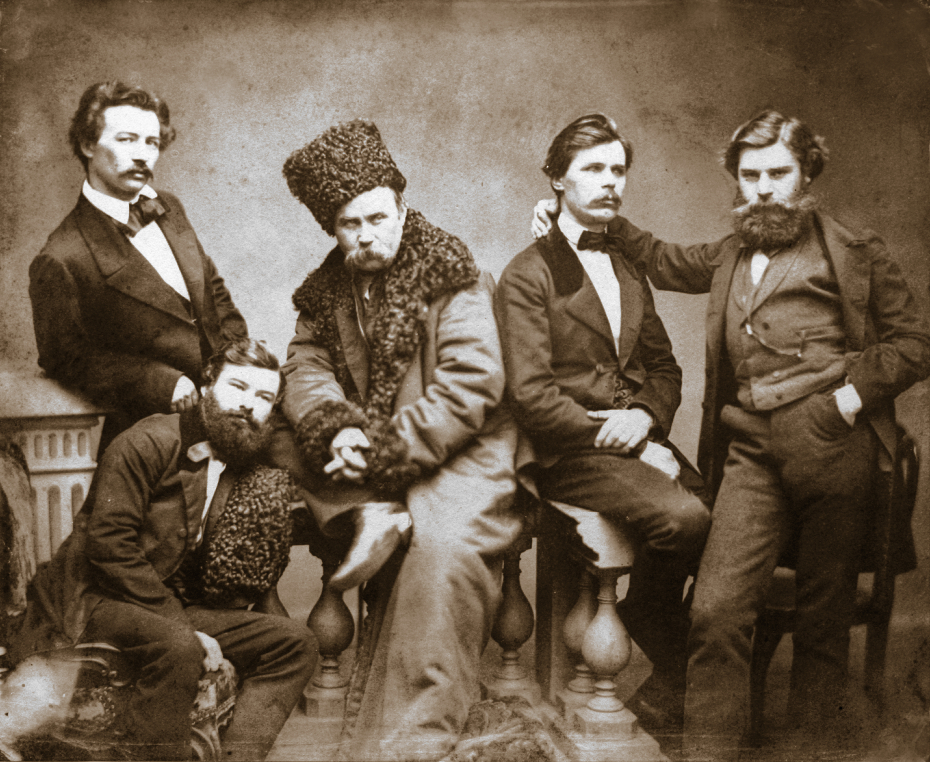
Деньєр Генріх. Шевченко серед приятелів (1859)

Виявляв Шевченко інтерес і до питань розвитку науки, до загальних проблем світобудови та природознавства. Велике зацікавлення у нього викликали праця німецького природознавця Александера фон Гумбольдта й лекції з геології професора В. Роде. Використовуючи кожну нагоду, разом з Семеном Гулаком-Артемовським Шевченко відвідував Ермітаж, концерти і театри. Оглянувши колекцію стародавньої скульптури, здивований її багатством, поет з піднесенням записував: «Я не уявляв в такій кількості залишків давньої скульптури в Ермітажі, ймовірно, вони зібрані з усіх палаців. Чудова думка». Скарби мистецтва, на його думку, повинні були зберігатися не в палацах багатіїв, а в музеях. Сучасники одностайно відзначали пристрасть поета до музики та співу, через що він зустрічався композиторами О. Даргомижським, М. Мусоргським, М. Балакірєвим, А. Контським, захоплювався співом І. Грінберг. У 1858 році з гастролями у Петербурзі перебували як М. Щепкін, так і всесвітньовідомий афроамериканський актор А. Олдрідж, Шевченко регулярно відвідував театральні вистави обох акторів. Щиро захоплюючись грою Олдріджа, поет познайомився з ним і на ознаку високої пошани й дружби до актора написав його портрет.
Не бажаючи обтяжувати родину Лазаревських у плані житла, Шевченко попросив графа Толстого, щоб той надав йому квартиру в Академії. Одержавши квартиру в Академії, Шевченко відразу ж взявся за наполегливу працю як художник-гравер, насамперед у галузі офорта. У травні 1858 року в Ермітажі Шевченко познайомився з гравером Федором Йорданом, який погодився йому допомагати в опануванні цією професією. З середини травня він почав працювати в Ермітажі, у липні в нього вже був готовий перший зразок роботи на цьому терені — офорт з ескізу Бартоломе Мурільйо.
Відразу ж по приїзді до Петербурга Шевченко вживає заходів щодо підготовки власних творів до видання. Одержавши переписані Пантелеймоном Кулішем твори, поет починає укладати нову збірку у двох томах під назвою «Поезія Т. Шевченка. Том первий» та «Поезія Т. Шевченка. Том другий». До першого тому увійшли поезії, написані до заслання, зокрема «Чигиринський Кобзар», «Гайдамаки» і «Гамалія», а до другого — твори написані на засланні й після заслання. Рішення видати твори під назвою «Поезія», було не випадковим, тому що у 1850-х роках серед критиків висловлювалося чимало сумнівів у спроможності української літератури вирватися з «полону фольклорно-етнографічної стихії» і сягнути рівня найрозвиненіших літератур світу. Але попри те, що з творчістю Шевченка, Марка Вовчка українська література заявила про себе явищами, які повинні були розвіяти сумніви скептиків щодо її перспектив — у російській критиці й надалі раз по раз лунали голоси про обмежені можливості української літератури, заснованої нібито винятково на фольклорно-етнографічних джерелах, на «лексично бідній селянській мові». Шевченко доручив клопотатися щодо видання власних творів Данилу Каменецькому, що звертався з відповідним проханням до міністра народної освіти Євграфа Ковалевського, який своєю чергою, порушував клопотання щодо цього перед III відділом про оприлюднення творів українського поета, які відповідатимуть цензурним вимогам. Але перед тим належало спочатку добитися зняття накладеної у 1847 році заборони друкувати поезії Шевченка. З цією метою поет сповістив про це начальника III відділу В. Долгорукова, що ніяких своїх рукописів не передавав за кордон І. Головіну — російському письменнику-публіцисту, який, перебуваючи за кордоном, видавав твори антимонархічного змісту і, за чутками, збирався видати і його поезії. Після цього III відділ запропонував Головному цензурному управлінню подати свою думку про поезії Шевченка і висновки щодо можливості їх друкувати — це вказувало на те, що заборона друкувати його твори загалом була знята, після цього поет подав на розгляд цензури перший том поезій.
Розгляд цензурою творів Шевченка затягнувся на тривалий час. Цензурування його творів йшло паралельно: О. Тройницький у Головному управлінні цензурував друковані раніше книжки «Чигиринський Кобзар» і «Гайдамаки», а С. Палаузов у Петербузькому комітеті розглядав — рукописну збірку «Поезія Т. Шевченка. Том перший», куди увійшло значно більше поезій. 23 січня 1859 року О. Тройницький подав свій відгук, у якому пропонував вилучити поезію «Думи мої, думи мої», оскільки в ній «занадто гірко висловлюється скорбота автора про знищення козацької вольності, над могилою якої, за словами його, Орел чорний сторожем літає». Тоді як відгук С. Палаузова від 28 квітня 1859 року був загалом схвальним, він не вважав необхідним вилучати «Думи мої, думи мої». Петербурзький цензурний комітет вирішив надіслати відгук С. Палаузова і збірку «Поезія Т. Шевченка. Том первий» на розсуд Головного цензурного управління, а там знову доручили цензурування О. Тройницькому. Останній у своєму рішенні був непохитний. За його наполяганням більшу половину поезії «Думи мої, думи мої» все ж було вилучено. О. Тройницький запропонував видати не збірку «Поезія Т. Шевченка. Том перший», а окремо «Чигиринський Кобзар», «Гайдамаки» і поему «Гамалія». У поемі «Гайдамаки» було знято «Вступ», а в поемі «Сліпа» — 56 рядків. Вилучено й послання «Шафарикові», яке викликало його невдоволення.

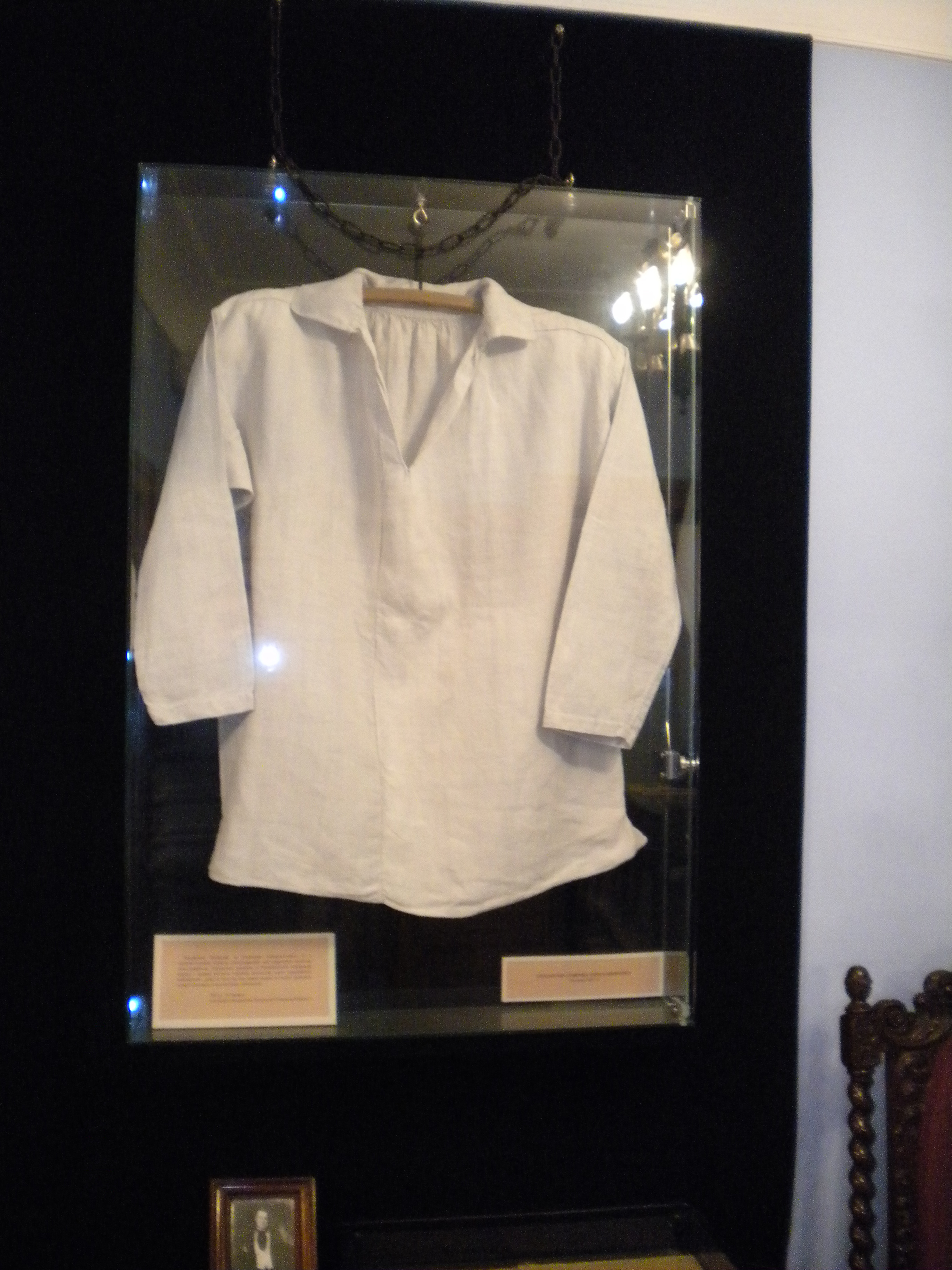
Сорочка Шевченка

В Петербурзі поет жив у великій матеріальній скруті: «… я піддаюся природному наслідку десятирічної моєї відсутності — бідності», «… потребую денного прожитку». Проте він відмовлявся від будь-якої грошової «підтримки» й далі наполегливо цілодобово працював як художник, зокрема в галузі гравюри, удосконалюючи у ній свою техніку; багато часу приділяв офорту, застосовуючи нові методи цього мистецтва.
24 січня 1859 року у Петербурзі Шевченко познайомився з письменницею Марко Вовчком, з якою у нього встановилася глибока й щира дружба. Згодом він присвятив їй написаний 13 липня 1858 року вірш «Сон», який вперше з'явився в журналі «Русская Беседа» (№ 3 за 1859 рік) і відразу набув великої популярності й поширювалася в численних списках. 17 лютого 1859 року поет написав вірш «Марку Вовчку. На пам'ять 24 генваря 1859», в якому зворушливо називав письменницю своєю «донею», однодумицею, спільницею і продовжувачкою своєї справи. В особі Марка Вовчка він бачив передусім «лагідного пророка і викривача жорстоких людей неситих». Зі свого боку письменниця присвятила йому повість «Інститутка». На початку того року Марко Вовчок познайомила Шевченка з письменником Іваном Тургенєвим. Хоча суспільно-політичні погляди Тургенєва і Шевченка значно розходилися, проте у них були доброзичливі і дружні взаємини. Тоді як російські консервативні літературні кола недоброзичливо ставилися до «українських симпатій» Тургенєва. Найчастіше Шевченко з Тургенєвим зустрічалися в гостинному домі В. Карташевської, де регулярно відбувалися літературно-художні вечори, на яких збиралися М. Чернишевський, М. Добролюбов, М. Салтиков-Щедрін, Л. Толстой, О. Островський, І. Гончаров, О. Плещеєв, В. Курочкін, М. Гербель.
16 квітня 1859 року Шевченко подав до Ради Академії мистецтв прохання щодо отримання звання академіка, надавши їй гравюри: одну створену з картини Рембрандта, що зображає притчу про виноградаря, а іншу — з картини П. Соколова «Приятелі». Академія мистецтв високо оцінила талант Шевченка-гравера і цього ж дня винесла попередню постанову про призначення його в академіки і задала програму на звання академіка з гравіювання.

### Третій приїзд в Україну. Третій арешт (1859)

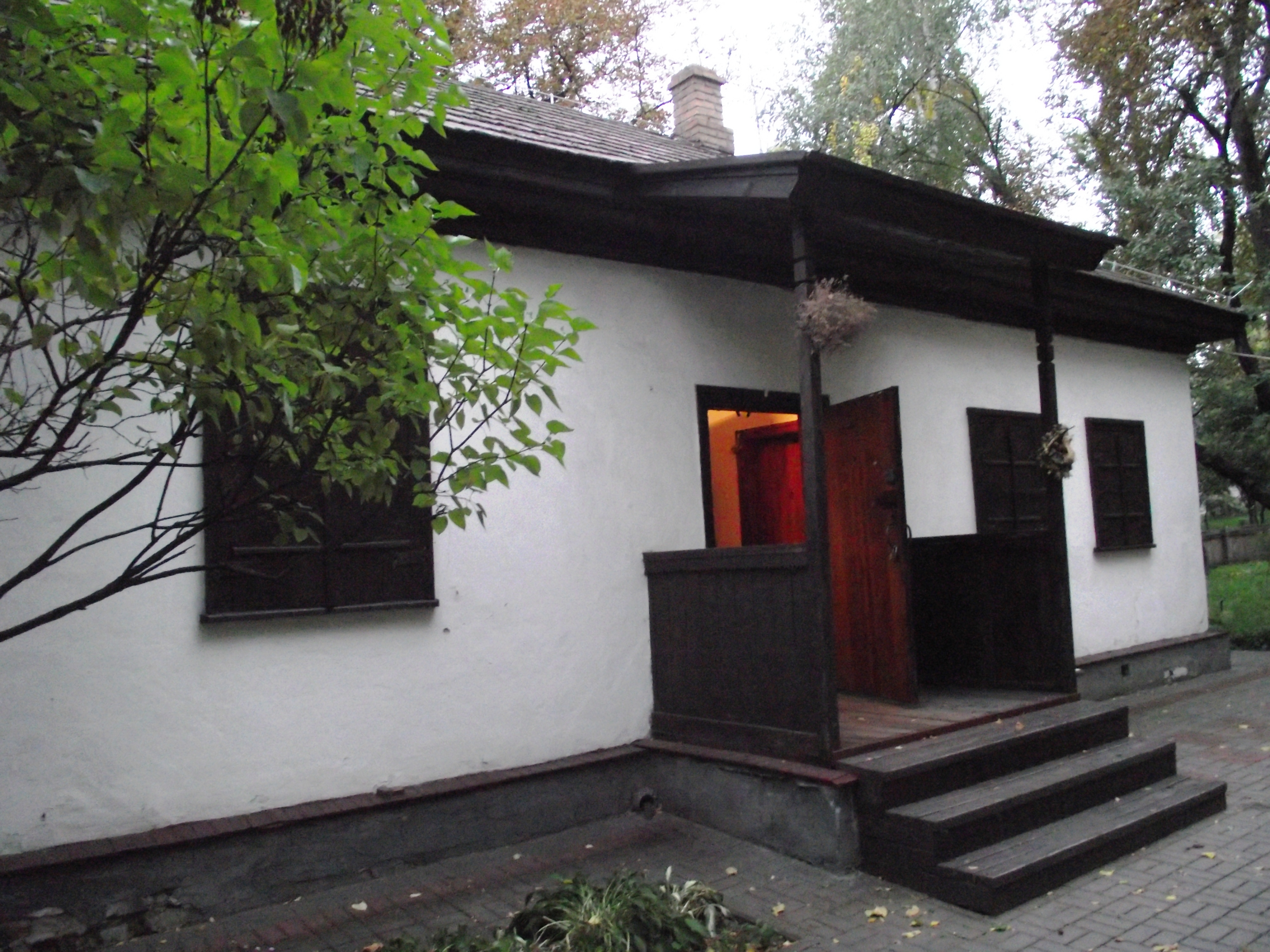
Хата на Пріорці, де мешкав Шевченко

Ще перебуваючи на засланні, Шевченко всіма помислами хотів повернутися на «сердешну Україну», до рідного народу. Але спочатку через тяганину з цензурою щодо видання його поезій, він не зважувався починати клопотання про дозвіл поїхати в Україну. Лише 5 травня 1859 року він подав заяву в Академію мистецтв з проханням дати йому «вид» на проїзд в Україну. Того ж дня віце-президент Академії Ф. Толстой надіслав листа Міністру імператорського двору В. Адлербергу з проханням надати пропуск Шевченку в Україну. Але канцелярія Адлерберга не поспішала й через деякий час надіслала подання президенту Академії мистецтв великій княгині Марії Миколаївні, на що та дала згоду: 12 травня на ньому з'явився запис: «Згодна. Марія». Тут однак канцелярія імператорського двору раптом згадала, що 1847 року Шевченко притягався до слідства у справі кирило-мефодіївців, і запропонувала послати запит до III відділу щодо дозволу опальному поету виїхати в Україну. 23 травня 1859 року начальник III відділу В. Долгоруков повідомив міністерству імператорського двору, що заперечень проти виїзду Шевченка в Україну немає. 25 травня Шевченко одержав посвідчення на вільний проїзд в Україну, не дочекавшись завершення цензурних справ, того ж дня він виїхав. Ще 23 травня III відділ спеціально повідомляв жандармське управління всіх губерній України, куди мав завітати Шевченко, про його подорож, і нагадував про заходи щодо найпильнішого спостереження за ним, як за «політичним злочинцем», якого уряд весь час вважав «небезпечним».
Шевченко почав подорож в Україну разом зі своїм знайомим, українським поміщиком-лібералом Д. Хрущовим. У Москві поет пробув лише один день, бачився там з Михайлом Щепкіним, Осипом Бодянським. Наприкінці травня — на початку червня Шевченко продовжив подорож через Тулу, Орел, Курськ. Проїздом через Орел Тарас Григорович 2 та 3 червня гостював у свого давнього друга Федора Лазаревського. На початку червня поет був уже в Україні — в Сумах та у Лебедині, де його тепло прийняли брати Олексій та Максим Залеські, 7 та 8 червня він гостював на хуторі Нові та в Лихвині в маєтку Д. Хрущова, там же він познайомився з художником Мантейфелем. 10 червня Шевченко прибув до Пирятина, де відвідав П. Мокрицького-Таволгу, знайомого Марка Вовчка. 12 червня поет приїхав до Переяслава, зупинився у свого старого приятеля, лікаря Андрія Козачковського. А. Козачковський почав читати напам'ять деякі вірші, написані поетом до заслання. Шевченко багато з них не пам'ятав та позаписував з уст Козачковського, виявилося, що чимало поезій, написаних до 1846 року, пропали назавжди. Разом з А. Козачковським поет їздив у село Козинці, звідки, 13 червня, він поплив по Дніпру човном і того ж дня прибув у Прохорівку до свого приятеля М. Максимовича, де гостював близько десяти днів. У середині 20-х чисел червня, лишивши у Максимовичів деякі речі, він поїхав до рідного села Кирилівки. На шляху він на кілька годин зупинився у Платона Симиренка, який разом з Кіндратом Яхненком тримав найбільший в Україні цукровий завод. 27 червня Шевченко прибув до Кирилівки, де гостював у брата Микити, який жив тоді ще в старій батьківській хаті, та в сестри Ярини, на той час вдови. Зворушливою була зустріч поета з Яриною — улюбленою його сестрою, але полегшити долю рідних, близьких людей, він не міг, як писав біограф В. Маслов, «тільки страждав глибоко і нічим не міг допомогти бідній сім'ї, навіть у матеріальному відношенні, так що сестрі Ірині при розставанні приділив один рублевий папірець». З Кирилівки поет поїхав до Корсуня до свого троюрідного брата купця Варфоломія Шевченка, у якого пробув 22 дні. Невідступною мрією поета було створити сім'ю, придбати на березі Дніпра невеликої ділянки землі і побудувати «тільки хату, одну хатиночку в гаю» (існують малюнки Шевченка з планом будинку). Цьому опису дуже підходила місцевість між Каневом і селом Пекарі, яка дуже сподобалася поету. З метою придбання там ділянки, 5 липня Шевченко прибув до села Межиріч, де жив власник землі — поміщик Н. Парчевський, але домовитися з ним про продаж так і не вдалося. Поміщик постійно коливався щодо цього, пізніше з'ясувалася причина цього зволікання: «треба спитати генерал-губернатора, чи можна Шевченкові купувати землю».
13 липня поета заарештували, передумовою цього став випадок, який відбувся наперододні. 12 липня, коли Шевченко, разом із службовцями економічної контори робив обмірювання ділянки землі у селі Пекарі, яку він хотів придбати. Особливу увагу жандармів привернула розмова Шевченка з селянином Т. Садовим і «франтом» А. Козловським. У рапорті київському губернаторові від 15 липня черкаський справник В. Табачников описував розмову поета з Т. Садовим, карбівничим пекарської луки, як: «богохульну», і казав всім хто біля нього знаходився, що «не потрібно ні царя, ні панів, ні попів». Але сам Садовий на жандармському допиті не підтвердив чуток, ствердивши тільки «богохульні» слова. Шевченко в поясненнях, даних у Києві, нічого про розмову з Садовим не згадував. Причиною арешту він вважав конфлікт з землеміром Козловським, який був у фраку і в білих рукавичках. Побачивши цього франта, поет пожартував, але коли помітив, що той не вміє відповідати на жарт жартом, попросив у нього пробачення. За словами Шевченка під час сніданку А. Козловський почав польською мовою «якусь богословську розмову» і «Щоб припинити цю розмову, я сказав — російською, що теологія без живого бога не взмозі створити навіть цього липового листка, і при цьому вирвав листок з липи та показав йому». 14 липня на квартирі у Мошнах земський справник В. Табачников оголосив Шевченку причину арешту. Намагання Табачникова «вислужитися» позначилося і на їх донесеннях, в яких йшлося про «страшне богохульство» Шевченка, що за законами тих часів каралося каторгою, хоча зауважувалося, що він сам «відрікається» від богохульства.

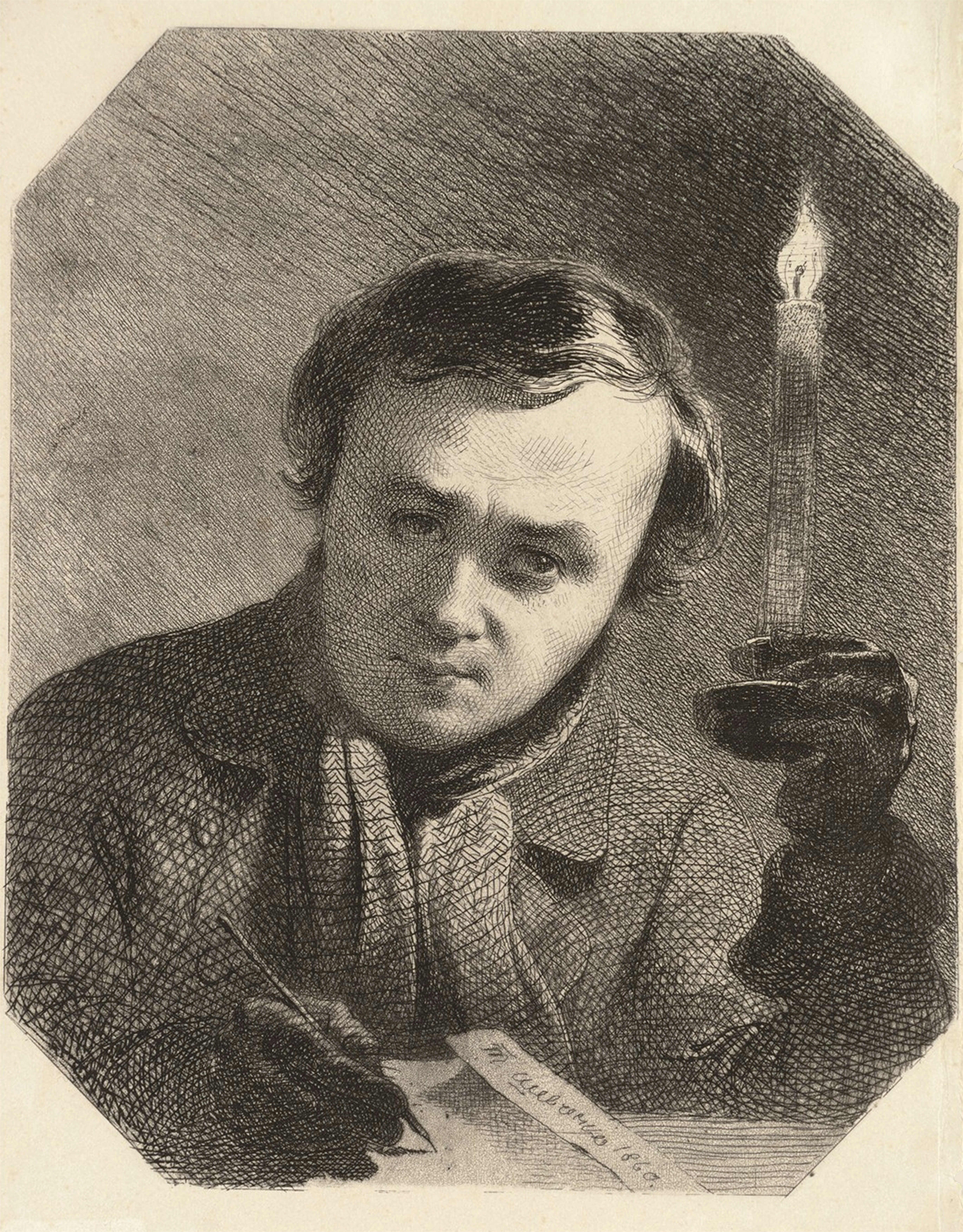
«Автопортрет зі свічкою». Офорт зроблений з малюнка 1843 року (1860)

Київський генерал-губернатор Іларіон Васильчиков на підставі рапорту справника В. Табачникова 18 липня дав розпорядження цивільному губернаторові Павлу Гессе направити заарештованого Шевченка «під нагляд поліції» до Києва, після чого його спочатку доставили до Черкас, де він зустрів поміщика Н. Парчевського, який остаточно відмовив йому у продажу землі. 30 липня 1859 року Шевченка під вартою привезли до Києва, головний поліцмейстер міста взяв Шевченка під нагляд поліції, у губернаторській канцелярії почалися його допити, заповнювалися протоколи. III відділ імператорської канцелярії виявив виняткову «зацікавленість» справою поета. На щастя для Шевченка, його «справу» доручили вести доброзичливо настроєному до нього чиновнику Марку Андрієвському, який повів розслідування так, щоб якось «пом'якшити провину» поета, що й врятувало його. На слідстві Шевченко припускав що вся ця історія відбулася внаслідок помсти Козловського і вимагав зробити суворе розслідування, якщо не буде прийнято до уваги його свідчення. Але на думку дослідників А. Козловський навряд чи міг писати донос. У своїх показаннях на допиті він категорично заперечив відомості жандармів щодо «вихваток Шевченка проти уряду», а про богохульство говорив тільки, «як би підтверджуючи» те, що вже знали жандарми. Шевченку зробили суворе попередження й випустили з поліції, цьому, у деякій мірі, сприяв демократично налаштований генерал А. Куцинський, але слідство тривало далі. На другий день після того, як Шевченка привезли до Києва, він оселився в Георгіївському провулку, в будинку священика Юхима Ботвиновського, який взяв поета на поруки. Але вже через кілька днів Шевченко перейшов на квартиру до свого давнього знайомого, київського портретиста і фотографа Івана Гудовського, через підозру співпраці Ботвиновського з владою. Проживши кільки днів у Гудовського, поет вирішив взагалі втекти з центру міста на околицю, де менше поліцейського нагляду. Він оселився на Пріорці, в домі В. Пашковської, родички члена таємної революційної організації В. Лободи, тут він жив аж до від'їзду з Києва.
У Києві Шевченко зустрівся з Іваном Сошенком, у якого познайомився Шевченко зі своїм майбутнім біографом Михайлом Чалим. Поет зустрічався з молоддю, студентами та вчителями. Київські й харківські студенти чекали його приїзду ще з 1857 року. Студент К. Болсуновський пізніше згадував, що твори Шевченка в 1850-х роках користувалися серед київської студентської молоді великою популярністю і справляли на неї значний вплив. А. Солтановський, характеризуючи настрої київської інтелігенції кінця 1840-х — початку 1850-х років, наводив оповідання про поширення серед студентів Київського університету творів Шевченка, зокрема поем «Сон», «Кавказ» й іншого. Феофан Лебединцев розповідав про те, як Шевченко у Києві, намагався згуртувати сили для першого українського журналу. Також у Києві, у вільні хвилини, поет працював над поемою «Марія», безуспішно розшукував список поеми «Єретик», записував народні пісні, перекази, й всіляко підтримував і надихав справу організації недільних шкіл в Україні.
Слідча справа завершилася тим, що Шевченкові дозволили виїхати з Києва до Петербурга, він повертався до Петербурга майже без грошей, на ньому було старе парусинове пальто і поношені чоботи. Після гостювання 13 серпня у свого давнього знайомого, вчителя 2-ї гімназії І. Юскевича-Красковського, 14 серпня Шевченко вирушив до столиці. У Переяславі, по дорозі до Петербурга, 16—18 серпня поет зробив першу зупинку у А. Козачковського. 20 серпня він прибув у Прилуки, а наступного дня відвідав в Качанівці маєток В. Тарновського-молодшого. 21 серпня поет відвідав у селі Гирявка (поблизу Конотопа) родину Лазаревських. 25 серпня Шевченко разом з братами Лазаревськими (Іваном і Федором) виїхав з Гирявки до Кролевця. Заночувавши у сестри Лазаревських — Г. Огієвської, наступного дня він вирушив далі. Спинившись у Москві на кілька днів, поет повернувся до Петербурга вранці 7 вересня, з тяжким, гнітючим настроєм. Радість зустрічі Шевченка з батьківщиною, родичами, друзями й знайомими була у нього затьмарена доносами, переслідуваннями влади, жахливими картинами злиднів і безправ'я народу, про що він писав: «скрізь на славній Україні Людей у ярма запрягли Пани лукаві». Перебуваючи в Петербурзі поет доручив клопотатися Варфоломію Шевченку, щодо дозволу придбати йому землю біля Канева. Згодом той все більше переконуючись, що поміщики не хочуть мати своїм «сусідом» революційного поета — повідомив йому, що так і не зміг виклопотати дозволу на придбання землі. Ще однією перешкодою стали й урядові кола, які також були категорично проти оселення Шевченка в Україні.

### Останні роки життя (1859—1861)

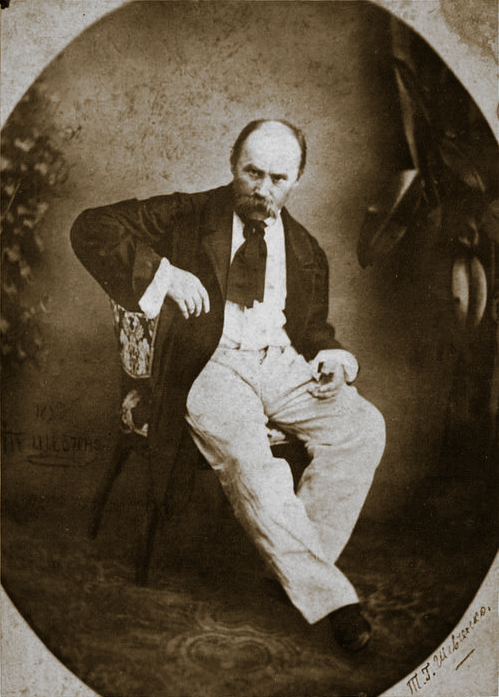
Шевченко у 1859 році

У перші тижні після повернення до Петербурга Шевченко активно включається у громадсько-політичне і культурне життя міста. Стає членом «Товариства для допомоги нужденним літераторам і вченим». Відвідує радакцію журналу «Современник», ще на засланні він був його пильним читачем, це перше видання, яке опублікувало твори переслідуваного поета, не маскуючи його авторства. Щовівторка поет відвідував літературні вечори М. Костомарова, на яких збиралося чимало культурних діячів тогочасного Петербурга і обговорювалися актуальні питання суспільного й культурного життя країни.
В останні роки життя коло Шевченкових друзів продовжувало розширюватися, до нього входили літератори, студенти, передові кола офіцерства, журналісти, серед них були: письменник та критик О. Плещеєв, що багато зробив для популяризації творчості українського поета в колах російських читачів; поети Микола та Василь Курочкіни; поет М. Михайлов; письменник М. Помяловський; літературний діяч І. Панаєв; письменник і фольклорист П. Якушкін; художником і фольклорист Лев Жемчужников та його брати; мистецтвознавець В. Стасов. Окрім цього, незабаром після повернення до Петербурга, Шевченко встановив контакти з колишніми петрашевцями й з польськими революційними гуртками, зокрема, з їхнім діячем З. Сераковським.
До останніх днів свого життя поет перебував під таємним наглядом поліції, однак це не завадило йому створити багато нових творів. Повернувшись з України, Шевченко з новою силою розгорнув поетичну діяльність, яка була спрямована на розвінчування царату й кріпосництва. У листопаді 1859 року Шевченко закінчив славнозвісну поему «Марія», розпочату ще в Україні. Багато дослідників, зокрема О. Білецький, вважають, що поема «Марія» становить вершину творчості поета після заслання. На початку грудня 1859 року Шевченко написав вірш «Подражаніе Ієзекіїлю. Глава 19», в якому переконує народ, що «князі, вельможі, царі» — це хижаки («шуліки», «біснуваті», «скаженії звірі»), вони «жруть» «людей незлобних, праведних дітей». Єдиний вихід — «підстерегти» царя, закувати його в кайдани, заслати «на каторгу» — посадити «в тюрму глибоку». Вірш був відвертим закликом до повалення царату.
26 листопада 1859 року цензура дала дозвіл до друку нового видання «Кобзаря». Дозволили видати тільки ті твори, що вже друкувалися, але й вони були сильно «проціжені». До видання 1860 року потрапила лише невелика частина поезій Шевченка: шістнадцять творів, що друкувалися у 1840-х—50-х роках. Шевченко видав книжку на власні кошти, у чому йому також допоміг П. Симиренко, який позичив для цього поету 1100 рублів. Друкувалася книжка у друкарні П. Куліша тиражем 6050 примірників. «Кобзар» отримав як схвальні, так і негативні відгуки російських критиків, особливо через те що він писався українською мовою. Існували прихильні відгуки на видання в інших слов'янських країнах, насамперед у польській і чеській пресі. У журналі «Светоч» писалося, що «українська література за останні десятиліття довела свою життєвість». Того ж року надруковано й «Кобзар» у перекладі російських поетів. Шість раніше написаних і заборонених у Росії поезій Шевченка, зокрема «Кавказ», були видані І. Головіним за кордоном у Лейпцигу у книжці «Нові вірши Пушкіна і Шевченка» 1859 року.
Навесні 1860 року вийшов альманах «Хата», до якого потрапило кілька поезій Шевченка. Окремими виданнями у серії «Сільська бібліотека», яку видавав П. Куліш, з'явилися поеми «Наймичка», «Тарасова ніч» і «Катерина», балада «Тополя» й «Давидові псалми». Протягом 1859—60 років журнал «Народное чтение» надрукував ряд творів поета в перекладі російською мовою. У другій книжці цього журналу за 1860 рік було вміщено автобіографію Шевченка під назвою «Письмо Т. Г. Шевченка к редактору „Народного чтения“». Спочатку автобіографію Шевченко почав писати сам, але, побоюючись, що його текст буде затриманий цензурою, він звернувся до П. Куліша, який і написав автобіографію, користуючись даними поета і пристосовуючись до вимог цензури. «Письмо» набуло великого відгуку в країні, воно сприймалося найширшими колами як заклик до боротьби проти того ладу, який «нівечить талановитих людей». Журнал «Современник», в рецензії на «Кобзар», майже повністю опублікував цей лист. Лист був відразу передрукований і у газеті «Санкт-Петербургские ведомости» (№ 66), в журналі «Светоч» (кн. 3 і 8), а також у хрестоматії для середніх шкіл.
Не чекаючи офіційного звільнення селян від кріпацтва, Шевченко все робив для того, щоб визволити своїх рідних, він діяв насамперед через «Товариство для допомоги нужденним літераторам та вченим», комітет якого у 19 березня 1860 року звернувся з листом до поміщика В. Фліорковського, власника селян Кирилівки, з проханням відпустити братів та сестер поета на волю. Під тиском громадськості Фліорковський був змушений погодитися на викуп родичів поета, але він згоджувався відпустити їх без землі; крім того, він вимагав, щоб родина Шевченків внесла до банку 900 рублів. Хоча Шевченко категорично наказував братам і сестрі не погоджуватися на умови, запропоновані Фліорковським, тобто на викуп без землі — рідні поета, введені в оману поміщиком, 10 липня 1860 року підписали з ним умову на визволення без землі. Цей помилковий крок пізніше їм дорого коштував. Підписавши умову, поміщик не відразу видав так звану вольну, а зробив це лише після оголошення маніфесту 19 лютого 1861 року. Брати й сестра відмовлялися брати вольну без землі. Фліорковський наполягав, щоб вони звільнили землю й садиби, а під час проведення селянської реформи в Кирилівці показав, що Шевченки вибули з села, а їхні наділи перейшли до нього. Тільки у 1865 році родичі Шевченка добилися права на свою землю, хоча й за обов'язковий викуп.

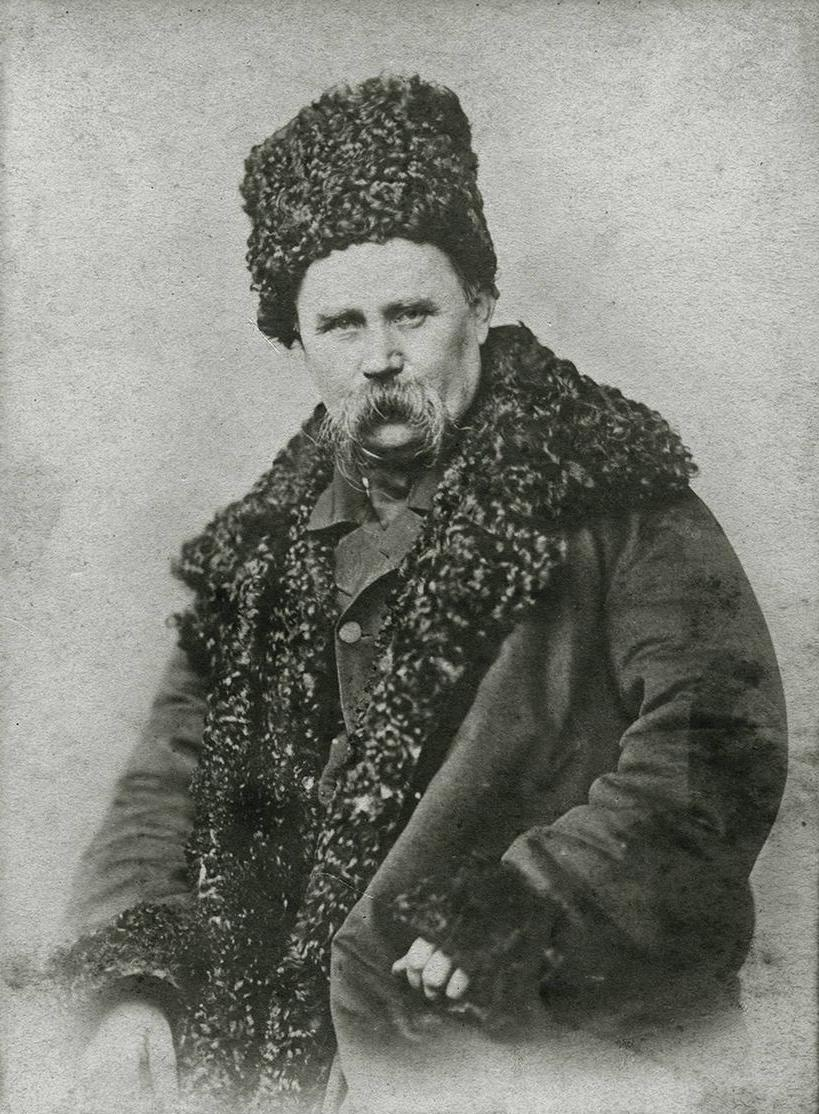
Фото Шевченка 1859 року

У громадсько-культурному житті столиці кінця 1850-х років важливу роль відігравали літературні читання, що відбувалися в концертному залі Пасажу, учасниками яких були такі літератори, як В. Бенедиктов, Ф. Достоєвський, Я. Полонський, А. Майков, брав участь у них і Шевченко. Передові діячі літератури, науки, мистецтва вітали Шевченка і вважали своїм побратимом. Не менший авторитет Шевченко мав і серед художників, з багатьма з них — він приятелював та творчо співпрацював. Колеги поета по Академії уважно прислухалися до його порад. Майстерню Шевченка часто відвідували художник М. Микешин, скульптор Ф. Каменський, живописець А. Деньєр. Каменський взяв участь у конкурсі 1860 року на велику золоту медаль і ліпив бюст поета. Деньєр написав портрет Шевченка, який також експонувався на виставці.
2 вересня 1860 року Рада Академії визнала Шевченка академіком по гравіюванню по міді, а 4 вересня того ж року конференц-секретар Академії Ф. Ф. Львов урочисто проголосив його ім'я поміж новообраних академіків.
В останні роки свого життя Шевченко вів і просвітительську роботу: він брав участь в організації недільних шкіл для народу і, будучи тяжко хворим, займався складанням та виданням «Букваря южнорусского» (наприкінці 1860 року). У серпні 1860 року Шевченко передав для недільних шкіл Києва та Чернігова 150 примірників «Кобзаря». Складений Шевченком буквар натрапив на значні перешкоди, особливо з боку духовної цензури. Поет особисто звертався за дозволом на видання букваря до петербурзького митрополита Ісидора, який був наданий в листопаді 1860 року. На початку січня 1861 року Шевченко почав розсилати буквар по Україні, він розглядав його вихід як початок у великій справі видання підручників для народних шкіл на своїй батьківщині. Того ж січня, коли Шевченко уже тяжко хворів, почав виходити перший український журнал «Основа», до якого він передав ряд своїх творів, а також словникові й фольклорні матеріали. Організацію «Основи» Шевченко вважав винятково важливою справою, він брав діяльну участь у підготовчій роботі до видання журналу, вважаючи це «своїм святим ділом».

### Смерть й поховання (1861)

Посмертний портрет Шевченка (В. Верещагін, 1861)

Перебуваючи у жахливих умовах каторги-солдатчини Шевченко набув невиліковну хворобу серця і печінки як наслідок ревматизму, цинги, малярії. Також загострювали проблеми з його здоров'ям печаль, нестатки, відсутність сім'ї, туга за батьківщиною, повсякчасне нервове напруження і тривога у зв'язку з постійними переслідуваннями і загрозою нових репресій. До того ж клімат Петербурга, з його сильною вологістю, був несприятливий для людини з хворим серцем. У тісному приміщенні, де жив Шевченко в Академії мистецтв, не вистачало повітря, до того ж воно було отруєне кислотами, що вживалися при гравіруванні. Поет не залишав надії повернутися в Україну, він підганяв Варфоломія Шевченка прискорити купівлю садиби «над Дніпром».
З осені 1860 року самопочуття поета почало погіршуватися. 23 листопада, зустрівшись у Михайла Лазаревського з доктором Едуардом Барі, Шевченко особливо скаржився на біль у грудях. Доктор, вислухавши груди, радив Шевченкові поберегтися. Відтоді здоров'я його погіршувалося зо дня на день. Січень і лютий Шевченко просидів майже безвихідно в кімнаті, зрідка тільки відвідуючи деяких знайомих. До останніх днів Шевченко продовжував працювати.
У ніч з 24 на 25 лютого у Шевченка стався винятково тяжкий приступ задишки, його мучив нестерпний біль у грудях; всю ніч він не міг лежати, не знаходячи собі місця. Вранці 25 лютого до Шевченка прийшов М. Лазаревський, який застав його в неймовірних стражданнях. Хвороба ускладнилася загальною водянкою та набряком легенів. Поет помер о п'ятій годині ранку, 26 лютого 1861 року, внаслідок паралічу серця.

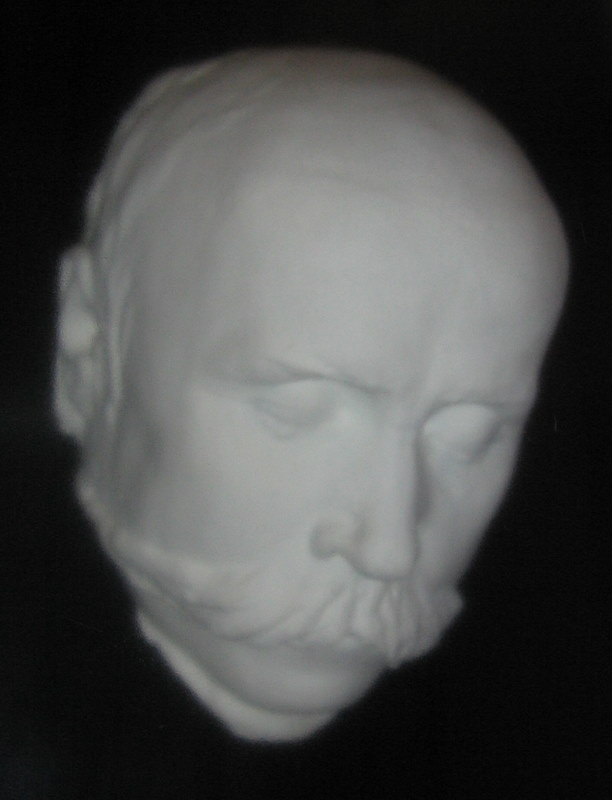
Посмертна маска Шевченка

Перед смертю поет записав олівцем на офорті автопортрета 1860 року свій останній вірш «Чи не покинуть нам, небого». Український літературознавець Павло Зайцев назвав цей твір «незрівнянним поетичним документом боротьби безсмертної душі з тлінним тілом перед обличчям фізичної смерті».
26 лютого, після панахиди, тіло померлого найближчі друзі його перенесли в академічну церкву. Того ж дня були надіслані телеграми про смерть поета в Україну — в Київ, Харків, Чернігів, Полтаву, Кременчук, Одесу, Херсон, Катеринослав та інші міста, куди можна було подати звістку телеграфом.
Поета в труні малювали художники М. Микешин, В. Верещагін, Л. Жемчужников, М. Дмитрієв та П. Ейснер. Скульптор П. Клодт зняв з небіжчика гіпсову маску. Похорон відбувся 28 лютого на Смоленському кладовищі в Петербурзі. На похорон поета прибуло безліч народу, студентства. Прийшли майже всі петербурзькі письменники, вчені, журналісти, художники. Серед них: М. Костомаров, В. Білозерський, П. Куліш, Г. Честахівський, О. Афанасьєв-Чужбинський, брати Лазаревські, М. Некрасов, Ф. Достоєвський, М. Шелгунов, Микола і Олександр Серно-Соловйовичі, М. Салтиков-Щедрін, М. Лєсков, М. Михайлов, О. Пипін, І. Панаєв, Василь та Микола Курочкіни, брати Жемчужникови, М. Помяловський, Круневич й багато інших.

### Перепоховання в Україні

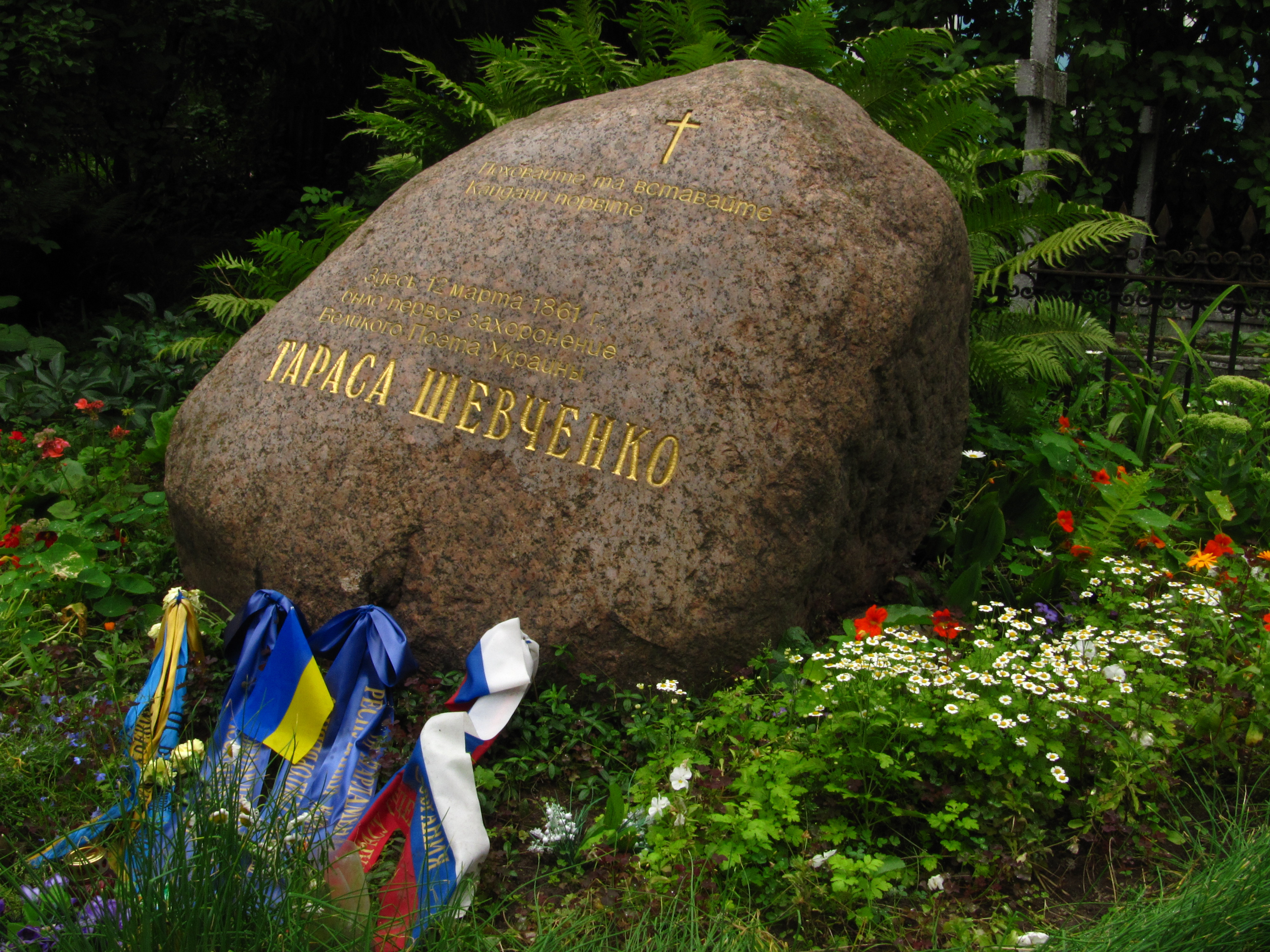
Могила на Смоленському цвинтарі Санкт-Петербурга

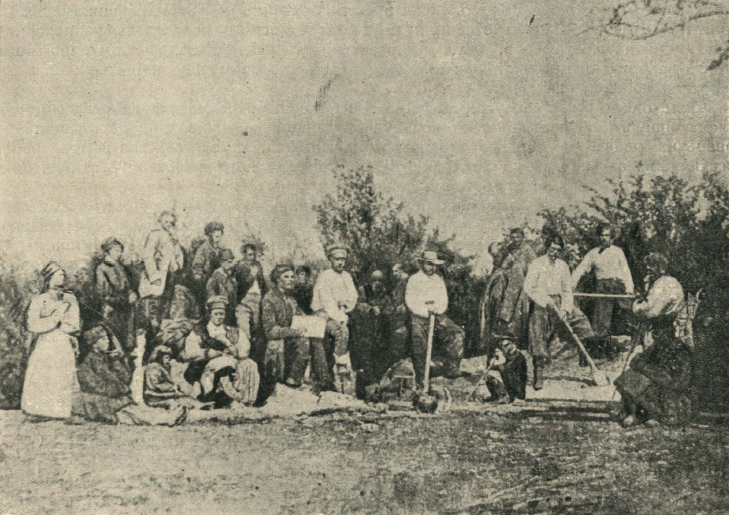
Селяни копають могилу Шевченку на Чернечій горі біля Канева (1861)

Після того, як п'ятдесят вісім днів прах Шевченка перебував у Петербурзі, його домовину, згідно із заповітом, за клопотанням Михайла Лазаревського, після отримання ним дозволу у квітні того ж року, перевезено в Україну й перепоховано на Чернечій горі біля Канева.
8 травня 1861 року домовину викопали, перенесли через увесь Петербург до Миколаївського вокзалу й залізницею перевезли до Москви.
Далі шлях проходив через Серпухов, Тулу, Орел, Кроми, Дмитровськ, Севськ, Глухів, Кролевець, Батурин, Ніжин, Носівку, Бобровицю, Бровари до Києва. Випрігши коней із воза, студенти Університету Святого Володимира провезли труну Ланцюговим мостом і далі набережною до церкви Різдва Христового на Подолі.
У Києві з Тарасом прощалися студенти, поети, багато киян. Була навіть думка, яку підтримували й родичі поета, поховати його в Києві. Та Григорій Честахівський обстоював думку про поховання в Каневі, бо Шевченко ще за життя мріяв про «тихе пристанище і спокій коло Канева».
20 травня 1861 року на пароплаві «Кременчук» останки Кобзаря перевезено з Києва до Канева. Дві доби домовина перебувала в Успенському соборі, а 22 травня, після відслуженої в церкві панахиди, прах віднесли на Чернечу гору. Туди ж перенесли дерев'яний хрест і встановили на могилі.

## Особисте життя
Шевченко ніколи не був одруженим й не існує відомостей, що у нього були діти. Першим коханням молодого Шевченка була Оксана, його ровесниця, з якою він познайомився 1827 року, коли пас громадську отару в Кирилівці. Родичі та знайомі закоханих були впевнені, що молоді одружаться, щойно досягнуть відповідного віку. Але надії були марними — Тарас у валці свого пана Павла Енгельгардта мусив поїхати до Вільна. Згодом подругу свого дитинства поет не раз згадає у своїх творах і присвятить їй поему «Мар'яна-черниця». Наступною дівчиною, яку він кохав, була віленська швачка Дзюня (Ядвіга) Гусіковська. Дівчина не уявляла свого життя поза рідною землею — Річчю Посполитою, тому шляхи Тараса та Ядвіги швидко розійшлися. Навчаючись в Академії мистецтв, Шевченко захопився дівчиною-натурницею Амалією Клоберг. Портрет дівчини художник підписав «Чевченко» — так його звала молода німкеня. Саме вона стала праобразом Паши в повісті «Художник». Та захоплення швидко вичерпало себе.
В Шевченка була закохана княжна Варвара Рєпніна, з якою він познайомився під час подорожі Україною 1843 року й присвятив їй поему «Тризна». Але поет не відповів їй взаємністю. Захоплювалися Шевченком і зведені сестри Репніної, Олександра та Глафіра Псьол. Тоді ж він зустрів і закохався в Ганну Закревську, якій згодом присвятив вірш «Г. З.». Стосунки з Ганною обірвалися швидко, оскільки Шевченко покинув житло Закревських через термінові справи.
Є свідчення, що під час відвідин Кирилівки Шевченку сподобалася дочка священика Григорія Кошиці — Феодосія. Поет сватався до Феодосії, однак отримав відмову батька нареченої. Наступною жінкою якою захоплювався поет стала Агата Ускова, дружина коменданта Новопетровського укріплення. В одному з листів до Залеського поет писав, що любив Ускову «непорочною любов'ю». Перебуваючи у Нижньому Новгороді 1858 року, Шевченко закохався у 16-річну акторку місцевого театру Катерину Піунову, хотів одружитися з нею, але вона не відповіла йому взаємністю.
Шевченко був закоханий в Марію Василівну, дружину Михайла Максимовича. Все важче переносячи самотність в Петербурзі, у 1858 році він звертався до неї у листі з проханням знайти йому дружину в Україні, боячись що він «так і пропаде бурлакою на чужині». З цією метою поет відвідав Україну 1859 року, де йому полюбилася наймичка Харитина Довгополенко, яку він побачив, гостюючи у В. Шевченка в Корсуні. Але через швидке видворення владою його з України, план одруження на ній не здійснився. Останнім коханням Шевченка була 19-річна петербурзька наймичка Ликера Полусмак, якій Шевченко присвятив вірші «Ликері», «Л. Поставлю хату і кімнату…».
| - Варвара Рєпніна - Ганна Закревська - Катерина Піунова - Агафія Ускова - Ликерія Полусмакова |

## Літературна творчість
Шевченко написав 237 віршів та поем, із них 235 українською та 2 російською мовами. Багато віршів Шевченка мають декілька варіантів. Зокрема відомі три редакції поеми «Відьма» (первісний варіант назви — «Осика», 1847), дві редакції поеми «Москалева криниця», дві редакції вірша «Лічу в неволі дні і ночі» тощо.
Проза Шевченка налічує 11 творів: 9 повістей, написаних російською мовою між 1852—57 роками; два уривки з інших п'єс; уривок віршованої трагедії «Никита Гайдай» (1841) російською мовою та драма «Назар Стодоля» (1843), яка збереглася в частковому українському перекладі (усі діалоги перекладено українською мовою, а всі описи дій залишилися російською).

### Поезія

#### Ранні твори

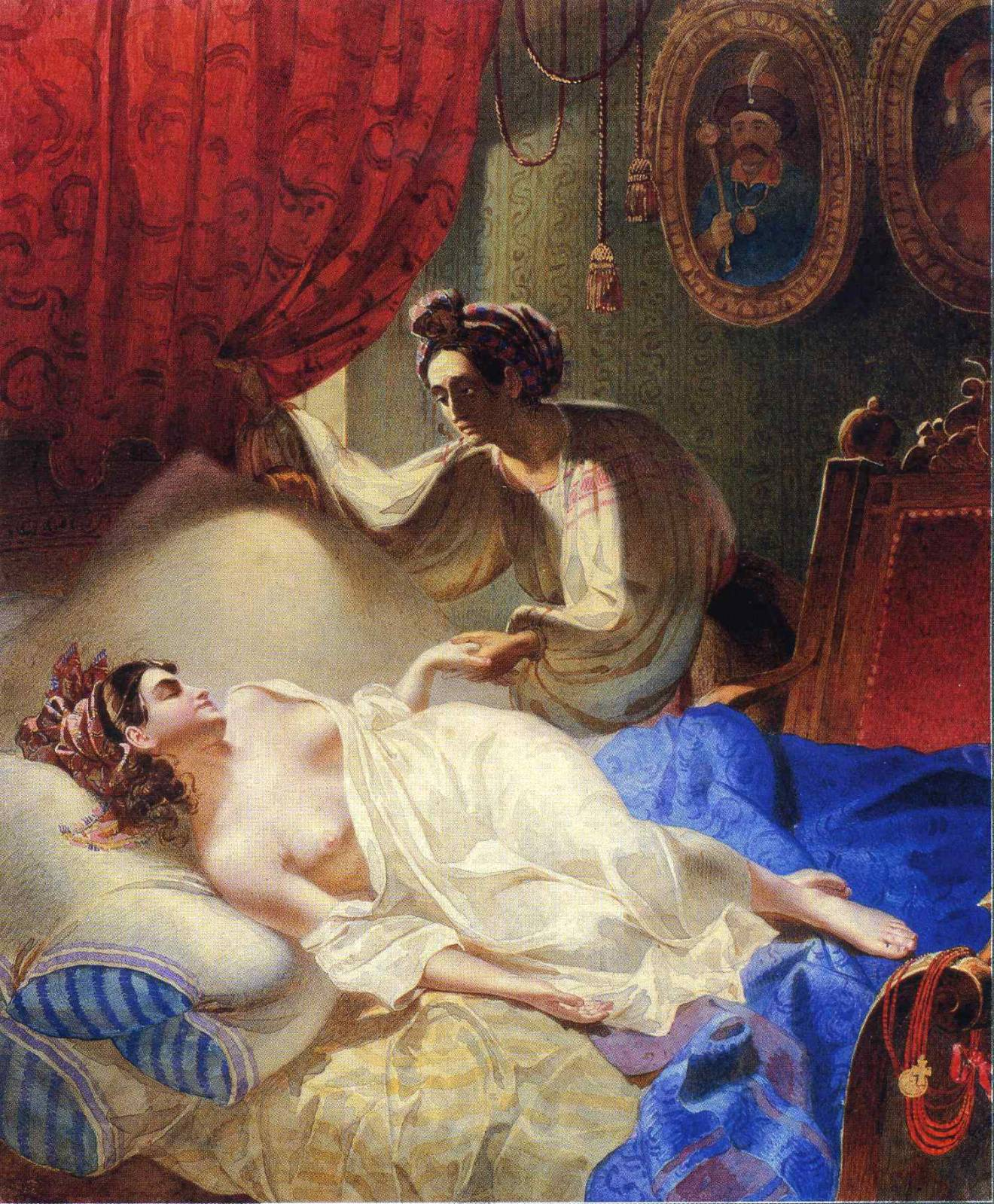
«Марія». Ілюстрація до поеми О. С. Пушкіна «Полтава» (1840)

Упродовж першого періоду літературної діяльності (1837−43 роки) Шевченко написав багато високохудожніх поетичних творів, у яких — поряд із версифікаційними й стилістичними методами народнопісенної поетики — було й чимало нових, оригінальних рис, якими поет значно розширив і збагатив висловлювальні можливості українського вірша (складна й гнучка ритміка; уживання неточних, асонансних і внутрішніх рим; використання цезури й перенесення (анжамбеман); майстерність алітерацій; звукової інструментації та поетичної інтонації; астрофічна будова вірша тощо). Новаторство Шевченко показав й в епітетах, порівнянь, метафор, символів та уособлень.
Керуючись власною художньою інтуїцією і не звертаючи увагу на панівні тоді літературні канони, Шевченко знаходив відповідну поетичну форму для втілення нових тем та ідей, які він знаходив у тогочасній дійсності. Таким чином, поет спочатку наслідував найкращі зразки народно-поетичної творчості. Зокрема, його перші твори написані коломийковим віршем, що чітко вказує на зв'язок із українською народнопісенною творчістю, насамперед із піснями, які виконувалися у жанрі коломийки.
У ранній творчості Шевченка присутній вплив романтизму, що виразно присутнє у баладах «Причинна» (1837), «Тополя» (1839) й «Утоплена» (1841), які потрапили до збірки «Кобзар» (1840). Своєю фантастикою й основними мотивами ці твори близькі до народної поезії. Поетичним вступом до «Кобзаря» був вірш «Думи мої, думи мої», у якому, висловлюючи свої погляди на зв'язок поезії з дійсністю, Шевченко підкреслив нерозривну єдність поета зі своїм народом. Із цим віршем тематично споріднена поезія «Перебендя», у якій так само з романтичним ухилом відобразилися думки молодого Шевченка про місце поета в суспільстві.
Особливе місце серед творів цього періоду посідає поема «Катерина», яка за жанром є реалістичною соціально-побутовим твором з елементами романтичної поетики про долю простої селянської дівчини, яку збезчестив офіцер-дворянин.
Багато уваги у ранній творчості Шевченко приділяв в романтичних тонах історичній тематиці. Однією з головних таких тем стала боротьба українського народу проти поневолення польською шляхтою у поемах «Тарасова ніч» (1838) і «Гайдамаки» (1841). А у поемах «Іван Підкова» і «Гамалія» Шевченко оспівав героїчні походи українського козацтва проти турків.
Новим явищем в українській драматургії — стала п'єса «Назар Стодоля» (1843), створена на межі першого й другого періодів творчості Шевченка. Зображені в ній події відбуваються у XVII столітті біля Чигирина. Розвиток дії п'єси подано в романтичному стилі, проте у творі переважають риси реалістичного відтворення дійсності. Окрім цього, етнографічно-побутові картини увиразнили історичний колорит твору. Сценічні якості драми забезпечили їй великий успіх, і вона досі входить до репертуару українських труп.

#### Період «Трьох літ»
Твори Шевченка періоду «трьох літ» (1843—45 роки) відзначилися новими мотивами визвольної боротьби українського народу. Провівши вісім місяців в Україні, Шевченко остаточно визначився зі своїм покликанням як «будителя України». Перехід до нового періоду літературної діяльності позначився в поезіях «Розрита могила» (1843), «Чигрине, Чигрине…» (1844), і поемі «Сон» (1844), які були написані під безпосереднім враженням від тогочасної дійсності в Україні. У комедії «Сон» («У всякого своя доля») автор з сарказмом змалював жорстокість російського імперіалізму й закликав до його знищення. Поема «Сон» стала одним із найвизначніших творів світової сатири й має спільні типологічні риси з поемами «Дзяди» Адама Міцкевича, «Німеччина. Зимова казка» Генріха Гайне та «Божественною комедією» Данте. Сатира також була присутня в інших «політичних поемах» Шевченка 1845 року: «Великий льох», «Кавказ», «І мертвим, і живим…» та вірші «Холодний Яр».
У поемі-містерії «Великий льох», що складається з трьох частин («Три душі», «Три ворони», «Три лірники») й епілогу («Стоїть в селі Суботові»), Шевченко втілив свої роздуми про історичну долю України в алегоричних образах, що зазнали в літературознавстві особливо тенденційної інтерпретації (повністю негативна Шевченкова оцінка Переяславської угоди різко суперечить так званим «Тезам про 300-річчя возз'єднання України з Росією»). У поемі «Кавказ», що поєднує жанрові ознаки лірично-сатиричної поеми, політичної медитації та героїчної оди, Шевченко із сарказмом виступив проти гнобительської політики Російської імперії й закликав пригноблені народи до боротьби з нею. «Кавказ» мав значний вплив на розвиток самосвідомості не лише серед українців, але й інших народів. Шевченкове послання «І мертвим, і живим…», яке було вдумливим поетичним аналізом тогочасного суспільно-політичного й національно-культурного життя в Україні — мало служити дороговказом на шляху національного, соціального й культурного відродження українського народу. У поезії «Холодний Яр» Шевченко відкинув негативний погляд історика Аполлона Скальковського на гайдамацький рух і, назвавши Миколу І «лютим Нероном», гостро критикував ту частину українського панства, що «покірно плазувала» перед російським імперіалізмом.

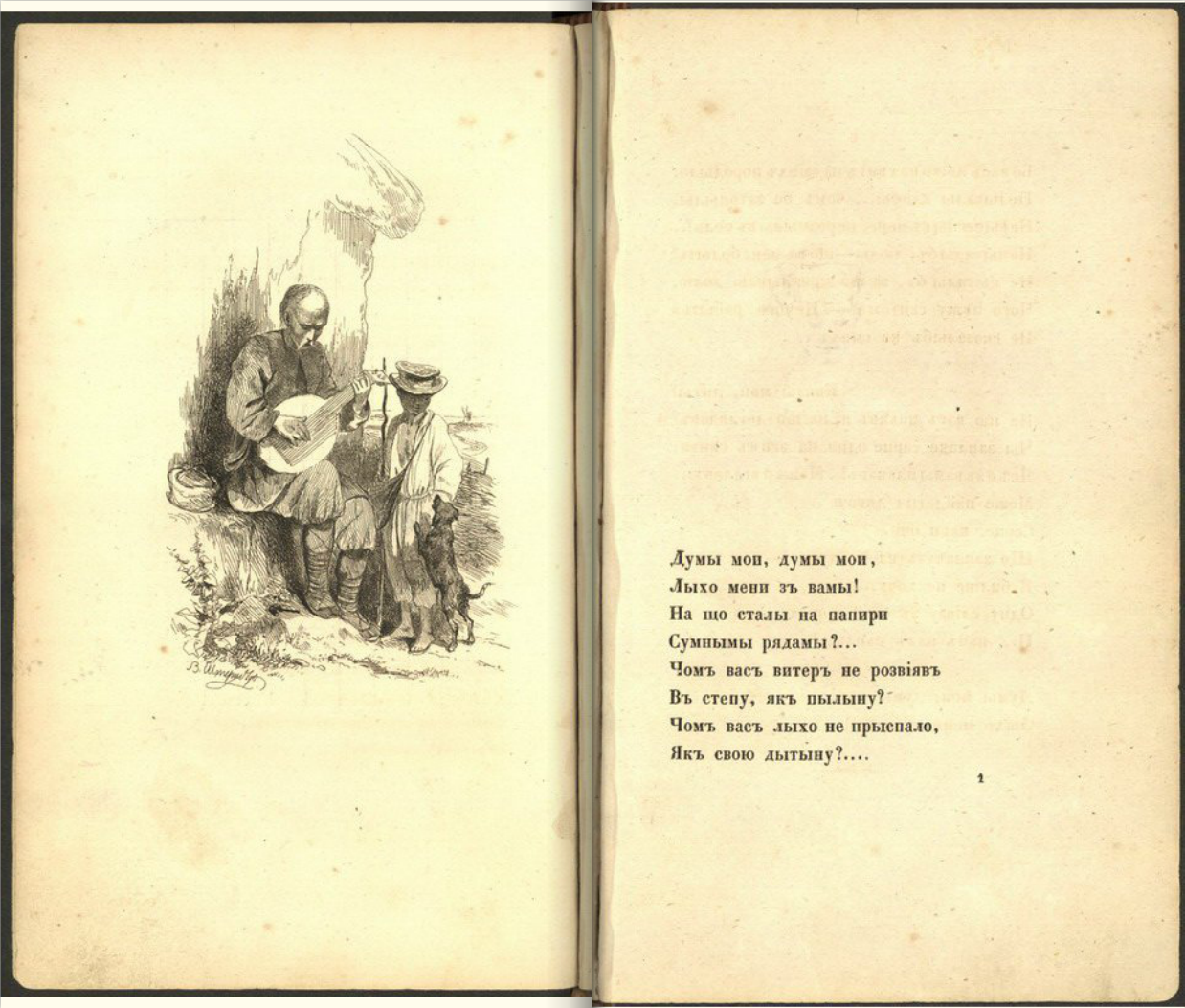
Форзац і перша сторінка першого видання «Кобзаря» (1840)

У вірші «Три літа» (1845), що дав назву рукописній збірці поета, Шевченко змальовував зміни, які сталися за цей час у його світогляді. У вірші «Минають дні, минають ночі» поет пристрасно засуджує суспільну бездіяльність, пасивність і закликає до визвольної боротьби. Рукописну книгу «Три літа» завершує вірш «Як умру, то поховайте…», який став одним із найкращих зразків «політичної» поезії.
Серед творів періоду «Трьох літ» на історичні теми особливе місце посідає поема «Єретик», написана восени 1845-го з поетичною присвятою Павелу Шафарикові. Поєднуючи історичний сюжет (засудження і спалення чеського реформатора Гуса в Констанці 1415 року) з дійсністю свого часу, Шевченко створив поему, що була сприйнята читачами як алюзія на адресу російського імперіалізму. В історично-побутовій поемі «Сліпий» («Невольник») Шевченко гнівно осудив Катерину II за зруйнування Запорізької Січі.
До збірки «Три літа», залучено також соціально-побутові поеми «Сова» (1844) і «Наймичка» (1845). У поемі «Сова» змальовано трагічну долю матері-вдови, у якої забрали в солдати єдиного сина. До відтворення нового аспекту морально-психологічної драми матері-покритки, звернувся Шевченко в поемі «Наймичка». Ця тема хвилювала поета протягом усієї творчої діяльності. До неї він звертався в ранній поемі «Катерина», а згодом — у поемах «Відьма» (1847), «Марина» (1848) та інших. Тему зведених панами дівчат Шевченко розробляв також у баладах «Лілея» та «Русалка» (обидві 1846 року).
У грудні 1845 року Шевченко став першим літератором, який переклав українською мовою десять біблійних псалмів. Цикл поезій під назвою «Давидові псалми» — вважаються «перлиною» Шевченкової лірики.

#### Період заслання

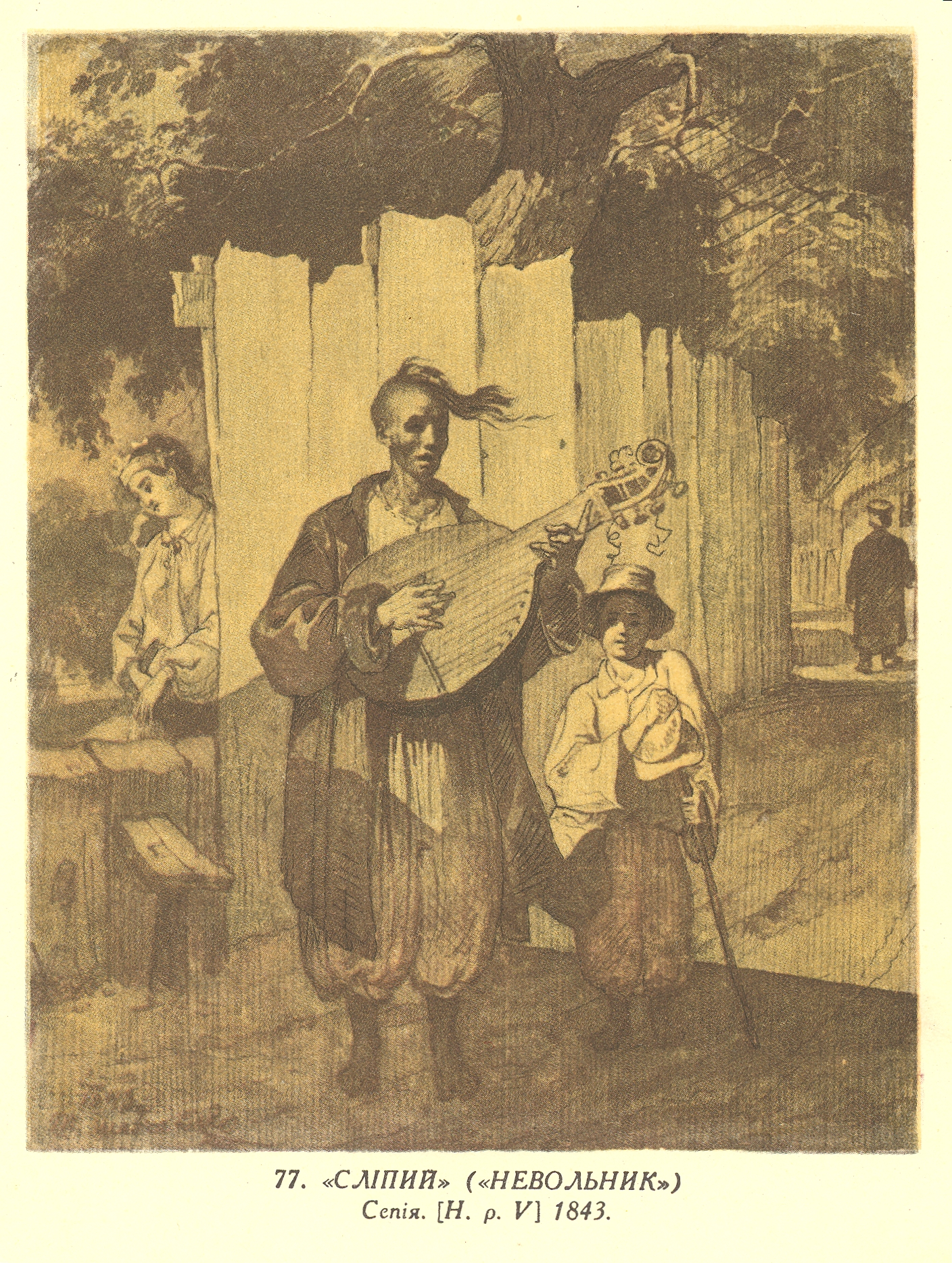
«Козак-бандурист» (1843)

Цикл «В казематі», написаний навесні 1847-го в умовах ув'язнення і допитів у Петербурзі, відзначається глибоким ідейним змістом і високою художньою майстерністю. Він відкриває один із найважчих періодів у житті й творчості Шевченка — час арешту й заслання (1847−57 років). Чекаючи в тюрмі вироку, поет боліє не за себе та свою долю, його хвилює доля «окраденої» й виснаженої російським пануванням України. У своїх творах Шевченко з великою виразністю показує свою любов до України, зокрема у поезіях «Мені однаково», «В неволі тяжко», «Садок вишневий коло хати» та «Чи ми ще зійдемося знову», що закінчується словами:
| Ліві лапки | Свою Україну любіть, Любіть її… Во время люте, В остатню тяжкую минуту За неї Господа моліть. | Праві лапки |

У «Більшій книжці» (рукописі, розпочатому 21 лютого 1858 року) поет відкриває збірку творів 1847 року поезією «Думи мої, думи мої…» — тими самими словами, що вступ до «Кобзаря» (1840). Цим Шевченко підкреслив нерозривність свого зв'язку з Україною. Продовжують збірку поеми «Княжна» і «Відьма» («Осика»), балади «Лілея», «Русалка», а завершують — орська поезія «А. О. Козачковському» (грудень 1847 року) і тюремний цикл «В казематі» (травень 1847 року). У «Малій книжці» (27 «захалявних» зошитів 1847—50 років) цикл «В казематі» (ще без назви) — переписано Шевченком після поеми «Княжна».
Шевченкова лірика часів заслання має широкий тематично-жанровий діапазон. У ній дедалі збільшується і насиченість фоніки, і кількість оригінальних тропів, і емоційна багатогранність ліричних реакцій поета. Тематично можна виділити такі групи віршів цього періоду: автобіографічна, пейзажна, побутова, політична, філософська лірика.
До ліричних творів автобіографічного характеру, в яких Шевченко змалював свої власні почуття, настрої й переживання, належать вірші «Мені тринадцятий минало», «І виріс я на чужині», «Хіба самому написать», «І золотої й дорогої», «Лічу в неволі дні і ночі» та інші. Але й у пейзажній ліриці поет, описуючи краєвиди місцевостей, де відбував заслання, часто висловлює особисті настрої, думки і спогади («Сонце заходить, гори чорніють», «І небо невмите, і заспані хвилі» та інші). Автобіографічні мотиви трапляються і в таких поезіях громадсько-політичного звучання, як «Сон» («Гори мої високії») та «Якби ви знали, паничі». Безліччю мотивів відзначається побутова лірика часів заслання. У ній звучать мотиви дівочих пісень і юнацьких жартів, материнства й жіночого безталання (так званої жіночої лірики Шевченка), шукання долі й нарікання на неї, смутку, розлуки й самотності. Поет часто вдається до жанру народної пісні й пісенної образності, але побутово-соціальний аспект зображення в багатьох випадках переростає в політичні узагальнення. Поетичний стиль цих творів відзначається простотою вислову, конкретною образністю й метафоричністю. Зображуваний у них світ персоніфікований («вітер шепоче», «доля блукає», «думи сплять», «лихо сміється»). Також у творах цього часу поетом вдосконалюється процес опрацювання фольклорного матеріалу й відбувається збагачення новими формами та методами. Фольклорні мотиви й образи набувають у Шевченка ознак нової мистецької якості. Деякі вірші Шевченка ще за його життя перейшли до народнопісенного репертуару і стали існувати самостійно, підлягаючи законам фольклорних творів.

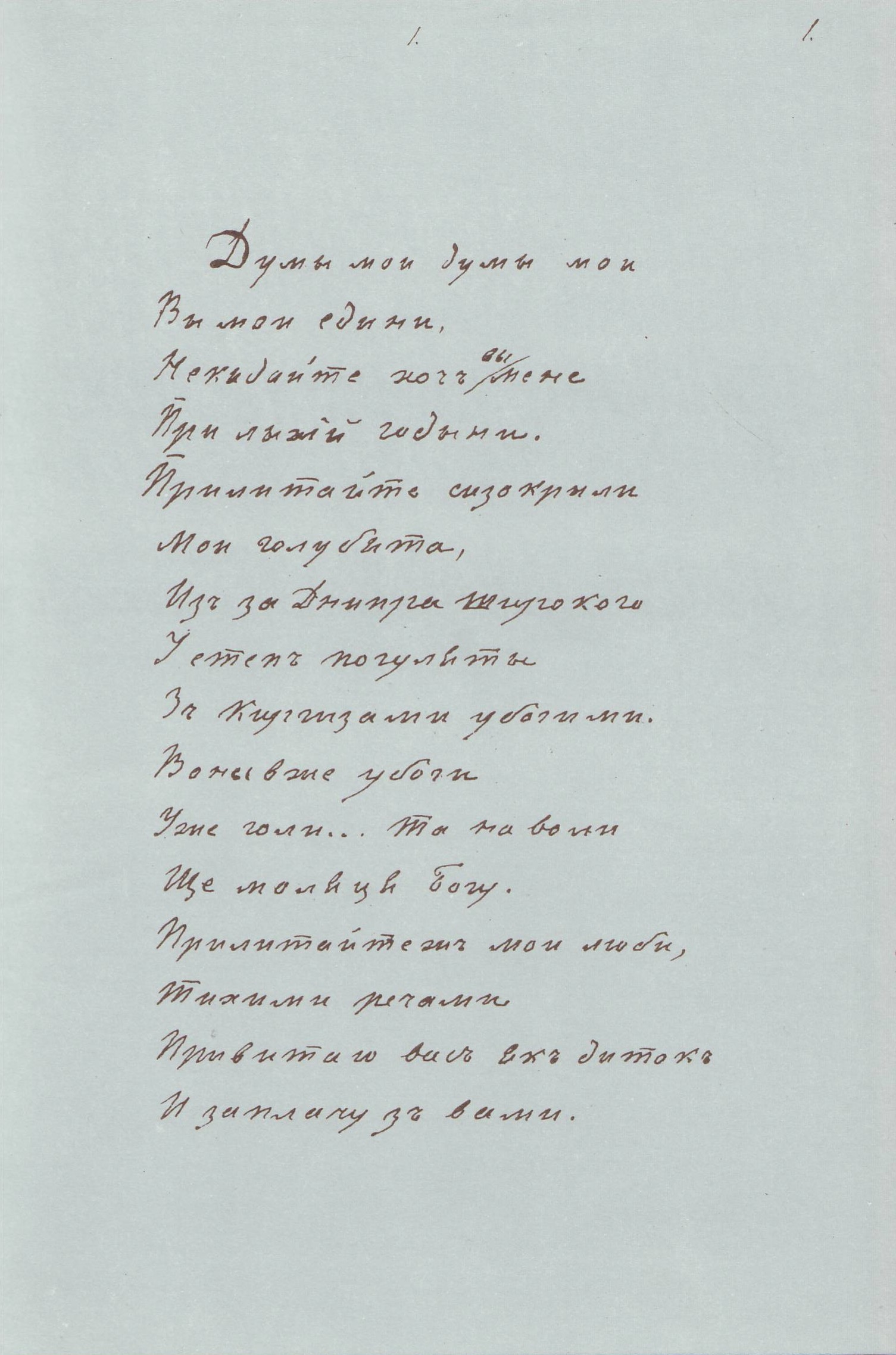
Автограф поезії «Думи мої…» у «Більшій книжці» Шевченка (1858—60)

Поет і на засланні, далі таврував у власних творах самодержавно-кріпосницький лад та поневолення уярмлених народів Російською імперією. Свою політичну актуальність донині зберіг заклик Шевченка у вірші «Полякам» («Ще як були ми козаками», 1847 року) до згоди й братерства українського й польського народів як рівний із рівним. У невеликій поемі «У Бога за дверима лежала сокира» (1848) Шевченко використав казахську легенду про святе дерево, щоб відтворити в алегоричних образах тяжку долю поневоленого казахського народу. Відгуком поета на революційні події в Західній Європі була сатира «Царі», одна з найзначніших політичних поезій Шевченка часів заслання (є дві редакції твору — 1848 і 1858 років). Своєрідний розвиток мотивів поеми «Царі» міститься і у вірші «Саул» (1860). Вдало поєднуючи елементи зниженого бурлескного стилю з пародійним використанням урочисто-патетичної лексики, автор створив поему, яка містила в собі заклик до революційного повалення імперіалізму:
| Ліві лапки | Бодай кати їх постинали, Отих царів, катів людських. | Праві лапки |

На засланні Шевченко написав і декілька лірично-епічних поем, що відзначаються новими формами зображення подій і свідчать про творчий розвиток поета. Героїня поеми «Княжна» — це українська Беатріче Ченчі, трагічна жертва кровозмісного злочину батька. Образ дочки, збезчещеної рідним батьком, траплявся вже в творах Шеллі, Стендаля, Дюма-батька й Словацького, у Шевченковій поемі «Відьма», першу редакцію якої поет написав ще перед арештом під назвою «Осика». Новий образ кріпачки-месниці Шевченко дав у поемі «Марина» (1848). Героїня поеми, ставши жертвою панської сваволі, помстилася за зневагу. У невеликій поемі «Якби тобі довелося» (1849) поет звеличує мужність хлопця-кріпака, який вступився за честь дівчини й убив пана-ґвалтівника. Образ скривдженого кріпака, котрий стає народним месником, Шевченко вивів у поемі «Варнак» (1848). Деякі дослідники пов'язують цей образ з особою Устима Кармалюка. Поема написана у своєрідній формі сповіді героя, у ній відчувається деякий вплив байронізму. Морально-етичні проблеми Шевченко порушив також у поемах «Іржавець» (1847), «Чернець» (1847), «Москалева криниця» (1847 і 1857 років), «Титарівна» (1848), «Сотник» (1849) і «Петрусь» (1850). У цих творах історичні рефлексії поета перегукуються з його суб'єктивними настроями політичного засланця. Та найбільше турбувало і мучило Шевченка страждання уярмленого рідного народу.

#### Твори останніх років
Десятирічне заслання вимучило Шевченка фізично, але не зламало його морально. Після повернення поета на волю починається останній етап його творчості (1857−61 років). Розпочинає його поема «Неофіти», написана в грудні 1857-го в Нижньому Новгороді. За історичним сюжетом поеми (переслідування християн римським імператором Нероном) заховано актуальний сюжет жорстокої розправи російських імператорів із борцями за національне й соціальне визволення (аналогію Миколи І — Нерона Шевченко використав ще до заслання у вірші «Холодний Яр»). Незакінчена поема «Юродивий» (1857) — гостра політична сатира, спрямована проти російського самодержавства в особі Миколи І та його сатрапів в Україні. Оглянувши пройдений доти життєвий шлях, Шевченко написав ліричний триптих «Доля», «Муза» «Слава» (1858). Тема циклу — самоусвідомлення поетом своєї творчості.

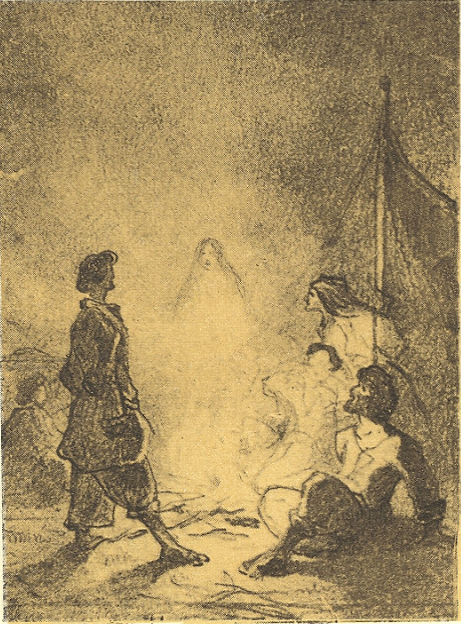
Малюнок до поеми Шевченка «Відьма» (1847)

Повернувшись до Петербурга, змужнілий і загартований поет у вірші «Подражаніє 11 псалму» афористично проголошує гасло всієї своєї творчості:
| Ліві лапки | … Возвеличу Малих отих рабов німих! Я на сторожі коло їх Поставлю слово. | Праві лапки |

Шевченко й далі підпорядковував ідейне спрямування своєї політичної лірики меті пробудження національної і соціальної свідомості народних мас України. Використовуючи характерну для його творчості мистецьку форму «подражанія», у віршах на біблійні мотиви поет тяжіє до гранично узагальнених образів притчевого або символічного характеру, до персоніфікації ідей. У вірші «Ісаія. Глава 35» (1859) у формі біблійного пророцтва Шевченко висловив свої, навіяні розгортанням визвольного руху в Російській імперії сподівання і мрії про вільне життя народу після перемоги над сучасними йому «владиками», а в поезії «Осії глава XIV» (1859) — про неминучість майбутньої революційної розправи над гнобителями України — російськими імператорами.
Поема «Марія» (1859) присвячена одній з основних тем Шевченкової творчості — темі про страдницьке життя жінки-матері. Образ Марії в поемі Шевченка має небагато спільного з богословським образом Богородиці. Біблійний сюжет служить лише зовнішнім приводом для цілком самостійних висловлювань поета. У поемі Шевченка мати виховала свого сина борцем за правду, віддала його людям для їх визволення, а сама «під тином», «у бур'яні умерла з голоду».
Іван Франко вважав цю поему «вершиною у створенні Шевченком ідеалу жінки-матері». Наприкінці життя Шевченко почав перекладати «Слово о полку Ігоревім» (1860), та встиг перекласти лише два уривки — «Плач Ярославни» (дві редакції) і «З передсвіта до вечора». Свій останній поетичний твір, вірш «Чи не покинуть нам, небого», Шевченко закінчив за десять днів до смерті. Написаний із мужньою самоіронією у формі звернення до музи, цей вірш звучить як поетичний епілог Шевченкової творчості й відзначається неповторною ліричною своєрідністю.

### Проза

Сторінка зі «Щоденника» Шевченка

У Новопетровському укріпленні Шевченко написав такі повісті російською мовою: «Наймичка» (1853), «Варнак» (1853), «Княгиня» (1853), «Музикант» (1855), «Нещасний» (1855), «Капітанша» (1855), «Близнюки» (1855), «Художник» (1856) і «Прогулянка з задоволенням і не без моралі» (1858), яка була розпочата на засланні й завершена у Нижньому Новгороді. Свої повісті Шевченко підписував псевдонімом «Кобзар Дармограй», через неможливість виступати під власним прізвищем й задля відмежування прози від поезії у його творчості. У повістях Шевченка висловлюється революційно-демократична і волелюбна ідеологія, так само, як і в його поезії. У трьох з них використані сюжети відомих поем — «Наймичка», «Варнак», «Княжна»; інші цілком оригінальні, в них письменник викривав самодержавство, жорстокість кріпосників, аморальність царських офіцерів. У той же час Шевченко-прозаїк з великою теплотою вивів позитивні характери трудових людей, представників світу мистецтв, продемонстрував їх шляхетні і гуманні ідеали, прагнення до освіти.
Повісті Шевченка не дорівнюють своєю мистецькою якістю його поетичним творам і за життя поета не друкувалися. Вони пов'язані з традиціями сатирично-викривальної прози М. Гоголя. Щедре використання в їхній мові українізмів надає цим творам українського національного колориту. Значне місце у повістях Шевченка посідав узагальнений автобіографічний елемент: спогади про дитинство («Княгиня»), епізоди з життя в Петербурзі й навчання в Академії мистецтв («Художник»), докладні описи поїздок на Україну («Музикант», «Капітанша», «Прогулянка з задоволенням і не без моралі»). Події юності, поїздки по Україні й життя на засланні зображено в повістях Шевченка з погляду зрілої людини, за плечима якої багатий і гіркий життєвий досвід. Таке переосмислення біографічного матеріалу — психологічне перевтілення автора в образ свого героя, введення фактів з особистого життя в сюжетно завершені історії персонажів, створених фантазією письменника, — є однією з характерних рис творчої манери Шевченка.

## Листи
До наших днів збереглося 237 приватних листів, 15 офіційних та 4 колективних листи, підписані Шевченком. Це листи майже 22-річного періоду: від 15 листопада 1839 року (дата найранішого відомого листа, адресованого братові М. Шевченку) до 24 лютого 1861 року (дата буквально передсмертного листа І. Мокрицькому). Зі слів самого Шевченка, відомо що він любив листуватися, а в період заслання це було однією з найбільших потреб, засобом не тільки самовираження, але й зв'язку із зовнішнім світом. За словами літературознавця Ієремії Айзенштока, незвичайна комунікабельність поета та закладений у ньому величезний інтерес до людей і здатність швидко сходитись з ними, робили його листування особливо цікавим і цінним не тільки для історика літератури, але й для звичайного читача. Залишилися свідчення про надзвичайну пунктуальність Шевченка у веденні листування. Слова героя повісті «Прогулянка з задоволенням і не без моралі»: «Я маю благородну звичку відповідати зразу ж на отриманий лист» — повною мірою стосуються й самого автора. Отримавши послання, як це згадувала дружина коменданта Новопетровського укріплення, Агата Ускова, Шевченко «буквально увесь мінявся, очі спалахували вогнем». Поет листувався з родичами, друзями, товаришами по засланню; українськими, російськими та польськими письменниками і вченими, художниками та акторами.

## Щоденник
Починаючи з 12 червня 1857 року, після отримання звістки про можливе звільнення з заслання Шевченко почав у мемуарно-публіцистичному характері вести у Новопетровському укріпленні щоденник, де описував події що відбувалися навколо нього, власне солдатське життя та свої спогади і думки. Щоденник був відкритий для друзів Шевченка і писався російською мовою, щоб деякі з них могли його зрозуміти. 13 липня 1858 року в Петербурзі щоденник, який складався зі 102 аркушів, був завершений, коли Шевченко подарував його М. Лазаревському з нагоди його дня народження. Надалі цей твір сприяв розумінню науковцями біографії, літературно-мистецької спадщини Шевченка, його світогляду. Існує думка, що щоденник допоміг Шевченку пережити перехід від стану неволі до вільного життя. Окрім цього Шевченко залишив записки історично-археологічного характеру («Археологічні нотатки») та чотири статті.

## Буквар
«Букварь южнорусскій» Шевченка 1860 року був розрахований переважно на слухачів недільних шкіл в мав давати елементарні знання. Він містив абетку, переспіви деяких псалмів, елементи лічби, тексти дум про пирятинського поповича Олексія і про Марусю Богуславку, народні прислів'я, приказки. Друкувалася книжка коштом самого автора, досить великим на ті часи накладом — 10 000 примірників.

## Художня творчість
Збереглося понад 835 художніх творів, що дійшли до нашого часу в оригіналах і частково в гравюрах на металі й дереві російських та граверів з інших країн, а також у копіях, що їх виконали художники ще за життя Шевченка. Уявлення про мистецьку спадщину Шевченка доповнюють відомості про понад 270 втрачених і досі не знайдених робіт. Натомість у літературі про його мистецьку спадщину безпідставно приписувано йому чимало творів живопису й графіки інших авторів (досі зареєстровано 263 такі твори). Живописні й графічні твори за часом виконання датують 1830—61 роками й територіально пов'язані з Росією, Україною й Казахстаном. За жанрами — це портрети, композиції на міфологічні, історичні та побутові теми, архітектурні пейзажі й краєвиди. Виконано їх у техніці олійного письма на полотні, а також аквареллю, сепією, тушшю, свинцевим олівцем та в техніці офорта на окремих аркушах білого, кольорового та тонованого паперу різних розмірів, а також у п'ятьох альбомах. Значну частину мистецької спадщини Шевченка становлять завершені роботи, але не менш цінними для розуміння творчого шляху й розкриття творчого методу художника є і його численні ескізи, етюди, начерки та навчальні студії. З усіх творів лише незначна частина має авторські підписи, написи і ще менша — авторські дати.

### Доакадемічний період

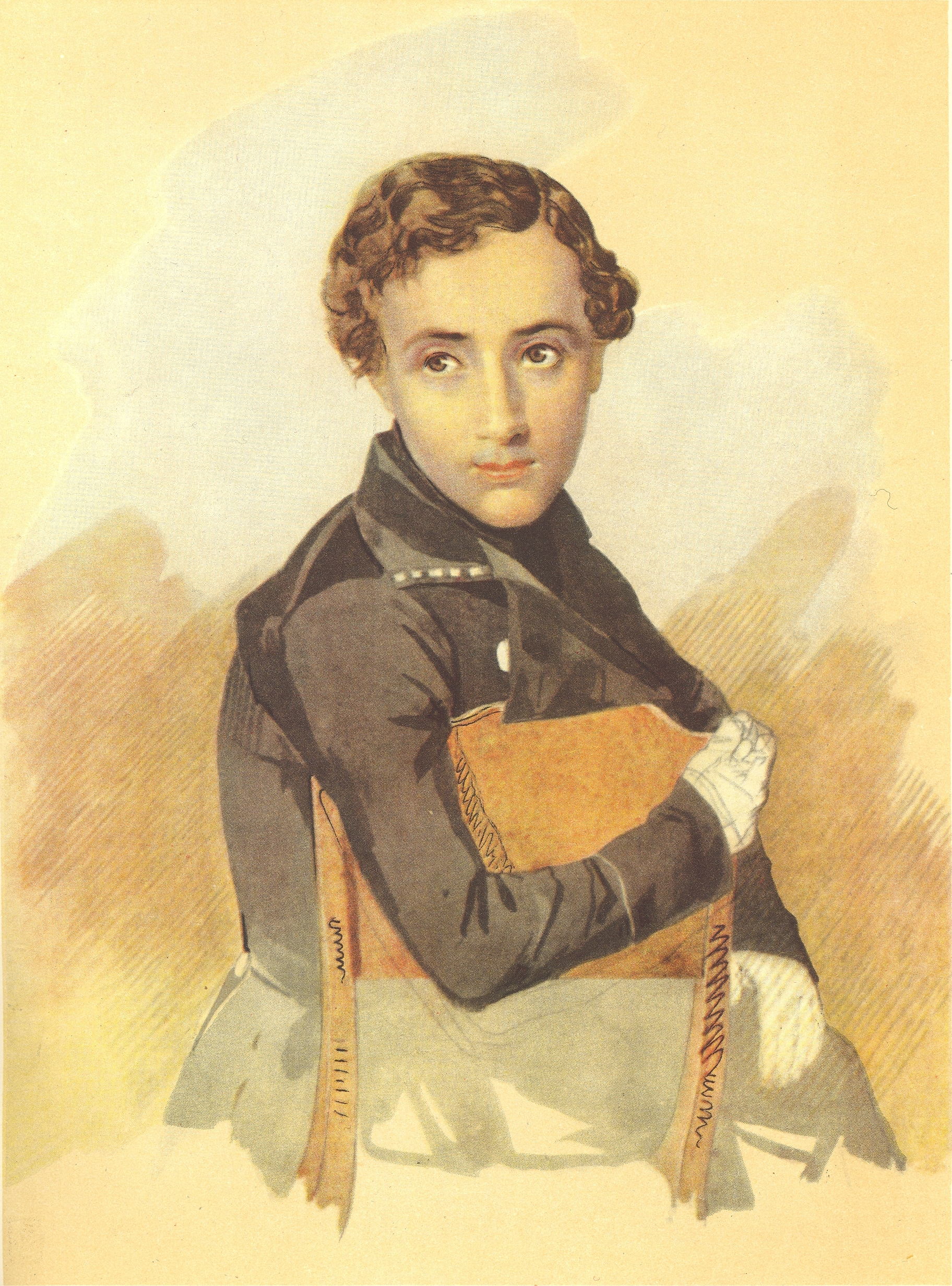
Портрет невідомого (1838)

Основна частина творів Шевченка доакадемічного періоду (1830—38) — це малюнки на сюжети з античної історії, наприклад: «Смерть Лукреції», «Александр Македонський виявляє довір'я своєму лікареві Філіппу», «Смерть Віргінії», «Смерть Сократа», трактовані в плані наслідування творів тогочасного академічного живопису. Всі сюжети присвячено показу високих моральних якостей людини. В цьому ж плані Шевченко створив і два малюнки з історії Київської Русі та історії України — «Смерть Олега, князя древлянського» та «Смерть Богдана Хмельницького».
Дослідники-мистецтвознавці датують періодом 1837—38 років також малярські твори, про які є згадка у Шевченковій повісті «Художник», а саме: «Анатомічна статуя Фішера»; «Мідас, повішений Аполлоном»; «Едіп, Антігона та Полінік»; «Єзекіїль на полі, всіяному кістками».
У повісті «Художник» Шевченко розповідає, що в доакадемічні роки він намалював такі твори: «Аполлон Бельведерський», «Фракліт», «Геракліт», «Архітектурні барельєфи», «Маска Фортунати» (олівець). До цього часу дослідники зараховують також інші малюнки, про які є згадка у цій повісті: «Геркулес Фарнезький», «Аполліно», «Маска Лаокоона», «Зліпок з скульптурного твору Мікеланджело», «Голова Люція Вера», «Голова Генія», «Анатомічна фігура», «Германік», «Фавн, що танцює».
В останні роки цього періоду він намалював серію акварельних портретів з натури, найкращими з яких є портрети портрети 1837—38 років — «Катерини Абази» (1837), «Невідомого з чубуком» (1837), «Дівчини з собакою» (1838). Порівняння цих портретів з портретом П. В. Енгельгардта (1833) — свідчить про набутий Шевченком досвід, вправність, вільне володіння технікою, якого молодий митець досяг ще до Академії, працюючи в майстерні В. Г. Ширяєва та в малювальних класах Петербурзького товариства заохочування художників. В ці ж роки Шевченко почав малювати з гіпсових скульптур, вивчаючи на античних зразках анатомію людського тіла.

### Академічний період
Художні твори Шевченка періоду навчання в Академії 1838—45 років, є дуже різноманітними за характером, жанрами та технікою виконання, на що вплинула зустріч з Карлом Брюлловим, робота під його керівництвом, знайомство з широким колом передових діячів літератури і мистецтва та спільна праця з талановитою мистецькою молоддю.

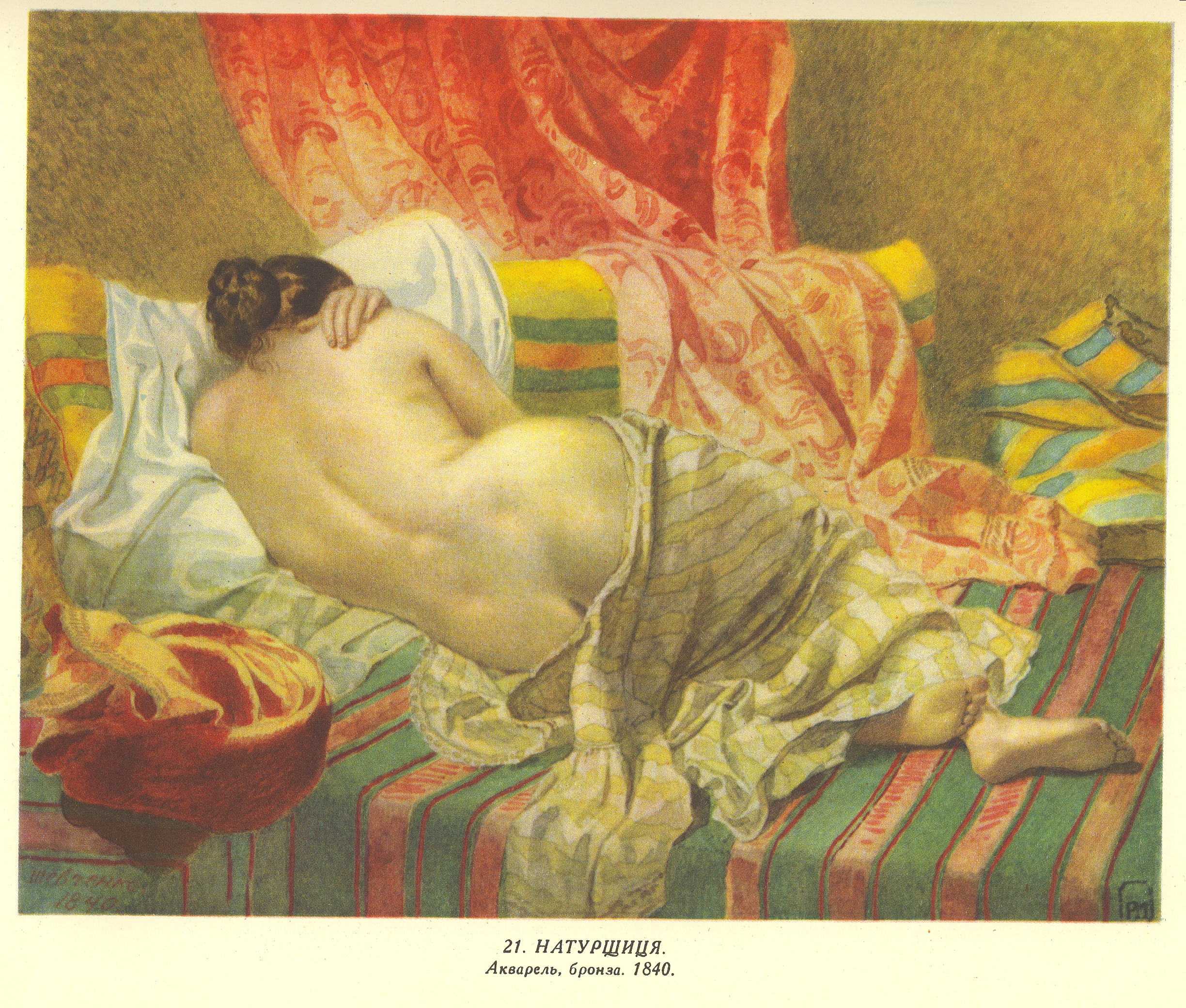
«Натурниця» (1840)

В Академії Шевченко опанував техніку малювання італійським олівцем і крейдою на сірому та коричневому папері, техніку офорта і олійного та акварельного живопису. В межах цієї групи малюнків присутні копії з олійних та акварельних творів Брюллова («Голова матері», «Перерване побачення», «Сон бабусі і внучки»), натурні роботи з навчальних студій, ілюстрації до різних видань, на теми літературних творів, портрети, жанрові композиції та пейзажі. У всіх цих різноманітних творах відчутний вплив школи Брюллова, що особливо помітно у зображеннях людського тіла («Натурщик» та «Натурщик у позі св. Себастіяна» (1840—42)), у портретах («Автопортрет» (1840—41), «Портрет невідомої біля фортепіано» (1842), портрети подружжя Закревських (1843)), в жанрових композиціях («Марія» (1840), «Циганка-ворожка» (1841)). Цей вплив у деякій мірі присутній і у такому творі Шевченка, як «Катерина» (1842). Ті ж методи освітлення та тлумачення форми, присутні і в пейзажах Шевченка цих років.
Ще в роки перебування в Академії, у творчості Шевченка все більше відбиваються соціальні мотиви. Це позначилося не лише на доборі сюжетів, але й на розкритті їх змісту. Шевченко дедалі більше уваги приділяв відтворенню історії та побуту українського народу, показував та оспівував його високу гідність. В картині «Катерина» він відверто виступив із засудженням суспільного ладу.
Питома вага різноманітних жанрів у творчості Шевченка академічного періоду не однакова. У першій половині цього періоду переважає навчальний малюнок, портрет, малюнок на літературну тему та ілюстрація, в другій — портрет, жанрові композиції і пейзаж.

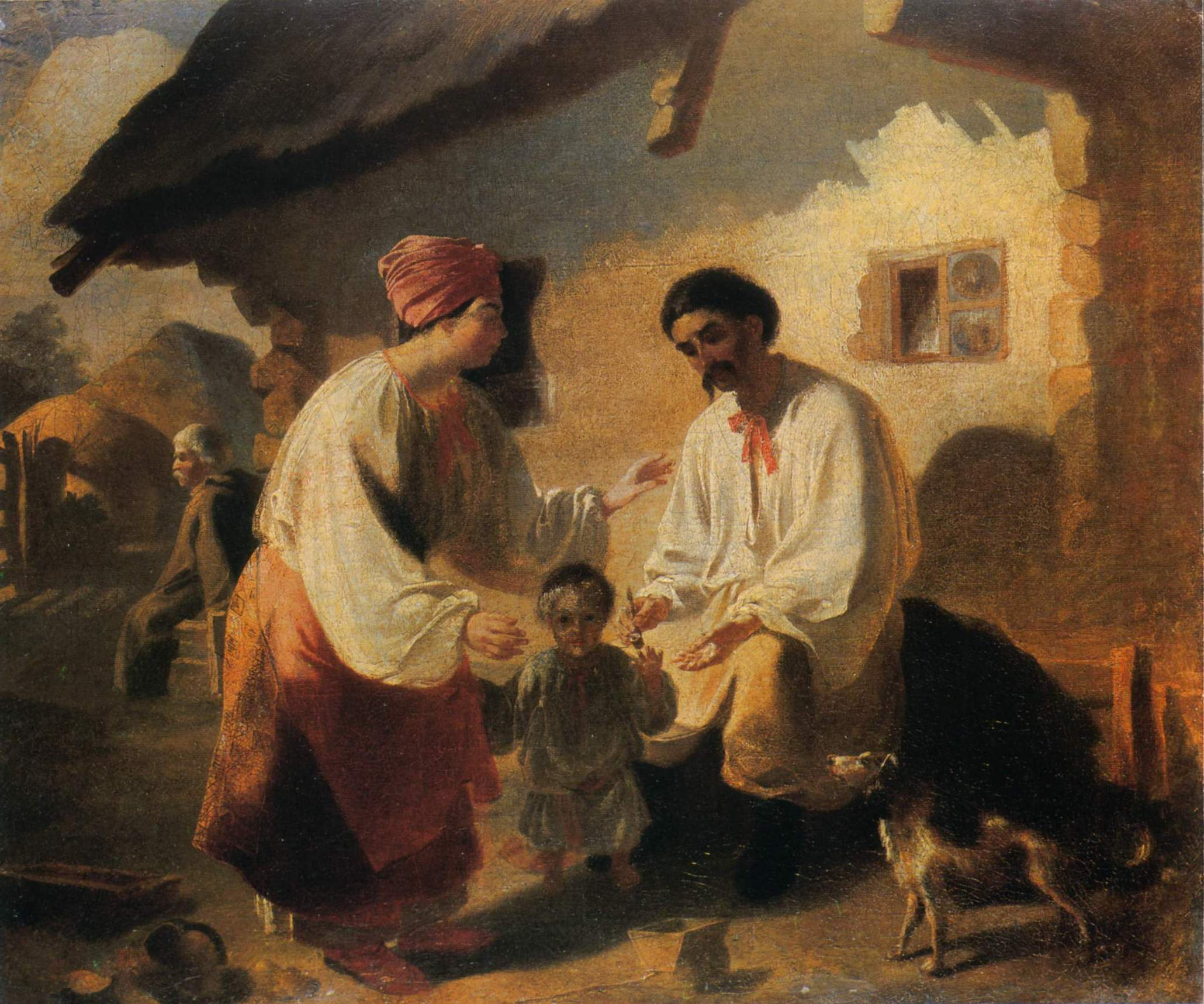
«Селянська родина» (1843)

Про постійне зростання майстерності Шевченка як портретиста свідчать такі його твори, як виняткової майстерності «Автопортрет» (1840—41), портрети шталмейстера імператорського двору М. О. Луніна, петербурзького урядовця А. І. Лагоди, Маєвської, ряду українських поміщиків — Закревських, Катериничів, Горленко, першорядний за художньою цінністю портрет Є. В. Кейкуатової (1847). Особливу групу складають автопортрет пером 1843 року, олівцевий автопортрет 1845 року, виконаний у селі Потоки, та автопортрет зі свічкою того ж року, відомий за офортом Шевченка 1860 року. Такого типу глибоко психологічні портрети, лаконічні в засобах виразу та скупі в техніці, знаходять свій дальший розвиток у пізніші роки.
З початку 1840-х років Шевченко став відомий як ілюстратор. Його ілюстрації до літературного збірника «Сто російських літераторів», до оповідання Г. Ф. Квітки-Основ'яненка «Знахар» та повісті М. В. Гоголя «Тарас Бульба», 32 ілюстрації до «Історії Суворова» М. О. Полевого, до «Короля Ліра» В. Шекспіра і 12 портретів до книги Полевого «Російські полководці» створили Шевченкові славу. Полевой назвав Шевченка «відомим художником», а В. Г. Бєлінський дав цим творам високу оцінку у 1845 році. Ілюстрації Шевченка цього періоду відзначаються простотою, виразністю. В них знайшла своє відображення любов художника до народу. Ілюструючи «Историю Суворова», Шевченко ввів у книгу малюнки на сюжети, яких немає в тексті Полевого, наприклад, «Суворов куштує солдатську їжу». В цьому відношенні ілюстрації Шевченка стоять в одному ряду з його жанровими малюнками «Хлопчик з собакою в лісі» (1840), «Катерина» (1842), «Сліпа з дочкою» (1842).
Особливо чітко виявилася ця лінія в творах, виконаних Шевченком під час першої подорожі по Україні (травень 1843—січень 1844 років). В цей час він намалював картини «Селянська родина» та «На пасіці» і виконав сепію «Сліпий» («Невольник»). Однак центральне місце в цій групі творів належить численним замальовкам в альбомі 1839—43 років українських селян та створеним на їх підставі офортам до альбому «Живописна Україна». Видаючи альбом, Шевченко ставив перед собою патріотичне завдання — засобами мистецтва виховувати любов до батьківщини, повагу до закріпачених селян, збудити інтерес народу до свого минулого.
Під час першої подорожі по Україні Шевченко приділяв велику увагу зображенню природи. Це не тільки два завершені малюнки для «Живописної України» («У Києві» та «Видубецький монастир у Києві»), але й такі соціально загострені пейзажі, як «Вдовина хата в Україні» та «Хата батьків Шевченка», що перегукуються з віршем «Якби ви знали, паничі», написаним у засланні 1850 року.

### Післяакадемічний період
Мистецьку спадщину Шевченка післяакадемічного періоду 1845—47 років становлять його портрети, жанрові замальовки, пейзажі, виконані художником в Україні. Тоді Шевченко приділяв мистецтву портрета більше уваги, ніж під час навчання в Академії мистецтв. Після закінчення Академії, працюючи, як і раніше, над олійним живописом, він став приділяти більше уваги і техніці акварельного живопису. Акварельні портрети Шевченко малював і в роки перебування в Академії, однак тоді художник працював повною палітрою кольорів: це добре видно на прикладі портретів М. Луніна, А. Лагоди і «Жінка в ліжку». В акварельних портретах, виконаних на Україні в післяакадемічні роки, помітне ширше використання одного домінуючого кольору в усіх його нюансах, а разом з тим і більша насиченість. Такими є портрети «Невідома в блакитному вбранні», «Невідома в бузковій сукні» (1845—46) та портрети членів родини Катериничів (1846). Жанрові твори післяакадемічних років займають у творчості Шевченка невелике місце. Відомі лише ескізні замальовки селян під час розкопок могили Переп'ят на Київщині у 1846 році.

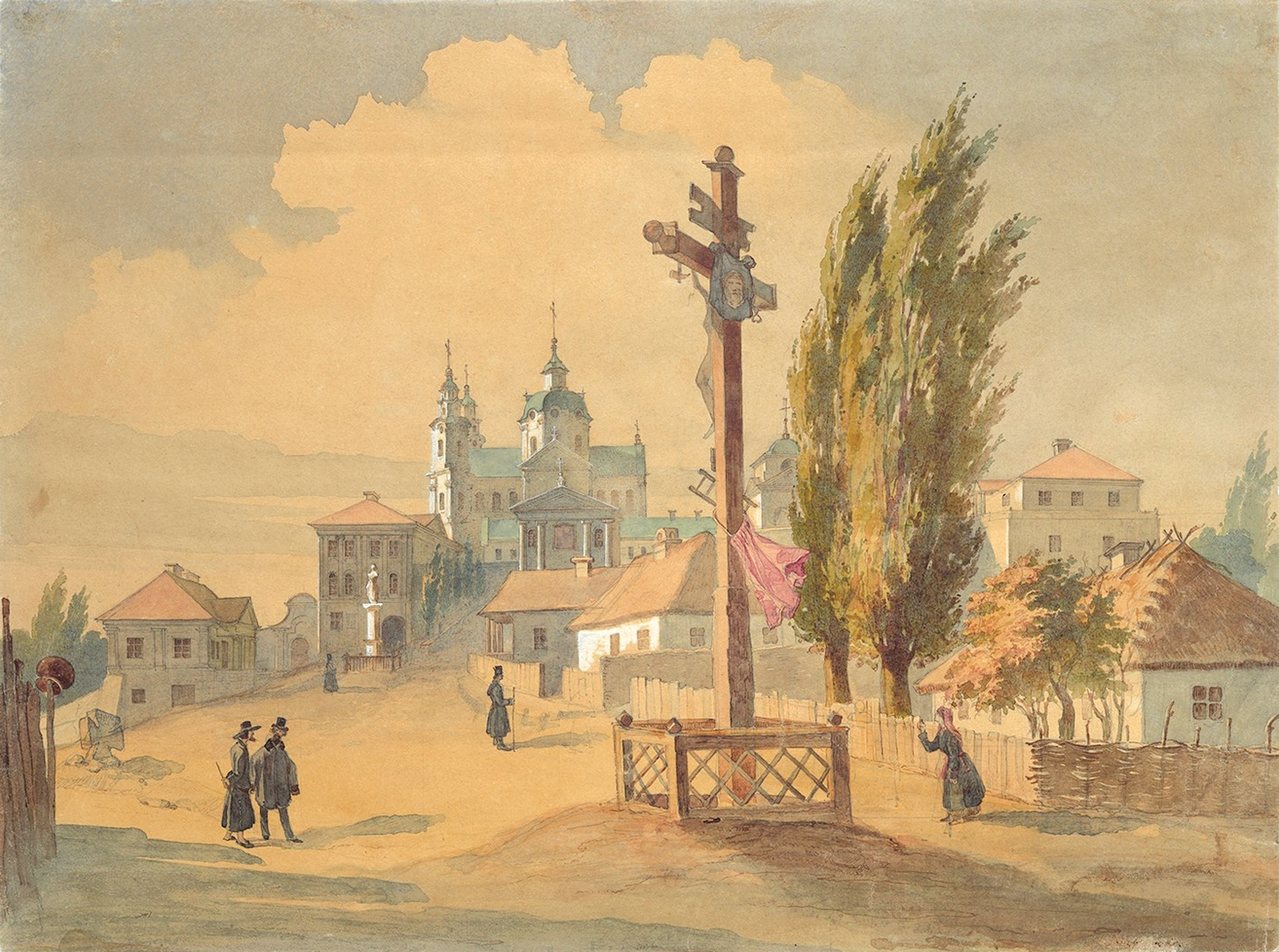
«Почаївська лавра зі сходу» (1846)

У творчості Шевченка 1845—47 років переважає пейзаж, провідне місце у якому займає саме архітектурний пейзаж, що пов'язано з його роботою на посаді художника в Київській археографічній комісії, за завданням якої він виїздив на Полтавщину та на Волинь для малювання пам'яток старовини та мистецтва. Перші пейзажі цього періоду виконані переважно олівцем. За виконанням вони близькі до пейзажів 1843 року, хоча в них більш легкий і узагальнений малюнок («На Орелі», «Краєвид з кам'яними бабами» й інші). Окрім цього у пейзажах Шевченка цього періоду з'явилася нова техніка виконання. Деякі з них намальовані в один колір — сепією (окремі краєвиди Седнева та Києва) або аквареллю, але в дуже обмеженій гамі (наприклад, «Будинок І. Котляревського в Полтаві» та «Васильківський форт у Києві»). Особливо примітними з технічного боку є велика кількість пейзажів 1845 року, виконаних на Полтавщині: «Воздвиженський монастир у Полтаві», дві акварелі «В Решетилівці» та малюнки в альбомі 1845 року. Всі вони виконані в два кольори — індиго або берлінська лазур для неба і сепія або близький до неї колір для землі. Цей спосіб, характерний для графіки тих років, обмежуючи художника в кольорі, вимагав майстерного володіння формою та тонкого відчуття простору й світла. До багатокольорового пейзажу Шевченко перейшов лише у 1846 році — «Костьол у Києві» та чотири малюнки Почаївської лаври. Однак методика, розпочата в цих багатобарвних акварельних пейзажах, знайшла у Шевченка свій дальший розвиток і майстерне завершення вже в роки заслання.

### На засланні: Орськ, Аральська експедиція, Оренбург

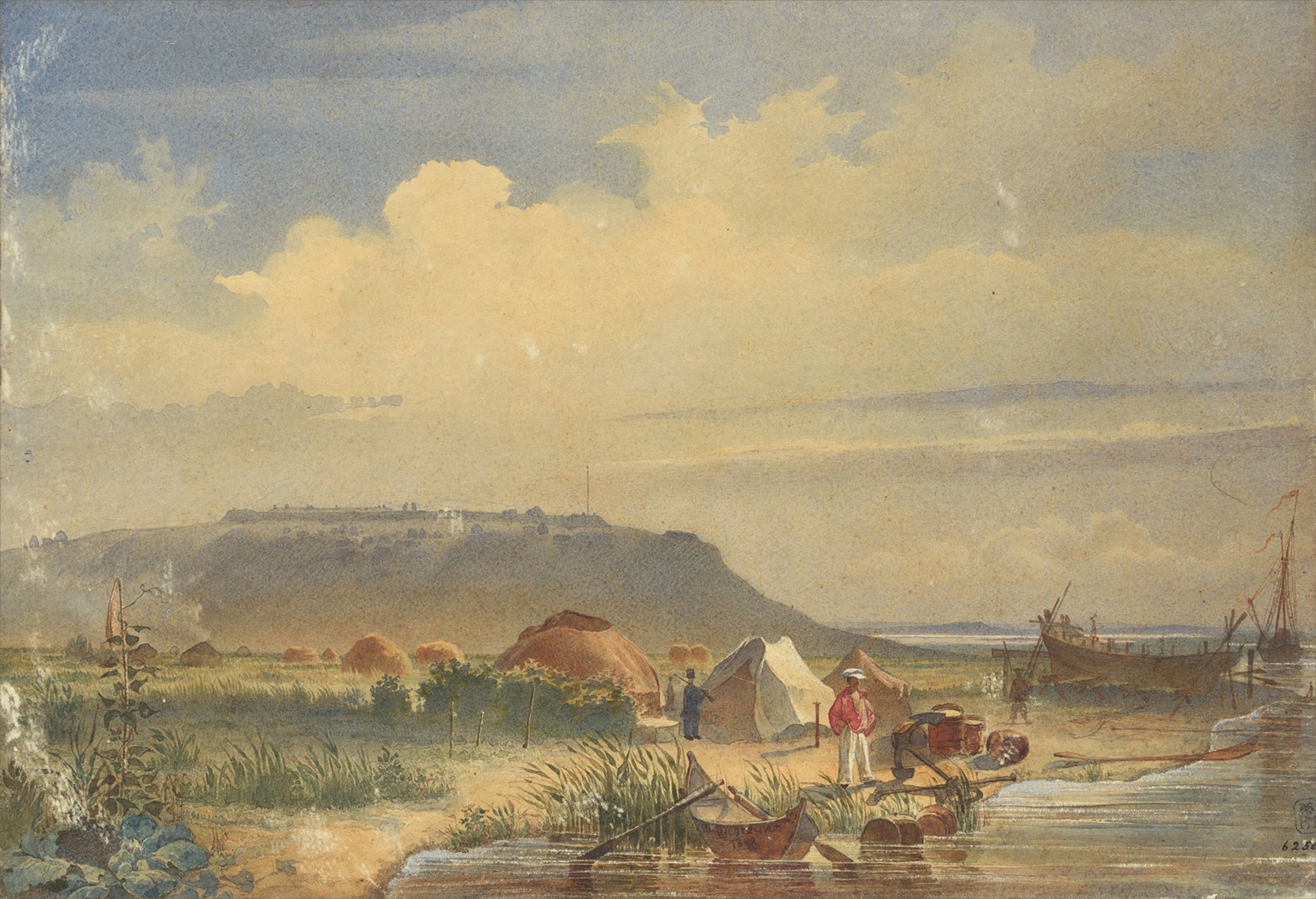
Укріплення Раїм. Вид з верфі на Сирдар'ї (1848)

У важких умовах заслання 1847—57 років Шевченко, попри імператорську заборону писати та малювати, виконав величезну кількість мистецьких творів, які ввійшли до скарбниці образотворчого мистецтва українського народу. Визначних успіхів він досяг цього часу у галузі портретного мистецтва. Про це свідчать такі твори, як «Автопортрет» 1847 року (олівець), «Автопортрет» 1849 року (сепія), «Портрет невідомого з гітарою» 1848—49 років та кілька портретів різних осіб, виконаних в Оренбурзі в 1849—50 роках. Близькі до портретів, створених в Україні, вони відзначаються більш глибокою психологічною характеристикою і тонким моделюванням форм засобами світлотіні. Більшість творів періоду заслання 1847—50 років складають акварелі та малюнки, які Шевченко виконав як художник Аральської експедиції під час переходу з Орської фортеці до укріплення Раїм, в Раїмі, під час першого плавання по Аральському морю, зимівлі на Кос-Аралі, другого плавання по Аральському морю та в період перебування в Оренбурзі.
Прикомандирований до Аральської експедиції як художник, Шевченко зобов'язаний був виконувати завдання О. Бутакова. Однак художник вийшов далеко за межі поставлених вимог. Під час експедиції, широко розкрився його талант як майстра реалістичного пейзажу. Пам'ятаючи настанову свого вчителя К. Брюллова «не копіюй, а вдивляйся», Шевченко розвинув у собі здатність глибокого пізнання природи.
Це виявилось у таких його акварельних пейзажах, як «Пожежа в степу», «Форт Кара-Бутак», «Дустанова могила», «На березі Аральського моря», «Шхуни біля форту Кос-Арал» й інші. На відміну від пейзажів, виконаних в Україні до заслання, твори часу Аральської експедиції глибше передають просторові далі, деякі з них більш стримані в колориті та значно багатші тональністю. Шевченко вводить у свої пейзажі образи людей та окремі риси їх побуту.
З особливим душевним теплом і сердечністю ставився Шевченко до казахів, зокрема до казахських дітей, що відбилося у його творах, виконаних під час зимівлі на Кос-Аралі, прикладом чого стали сповнені життєвої правди і краси малюнки «Казахський хлопчик розпалює грубку», «Казахський хлопчик дрімає біля грубки», «Казахи біля вогню».

### Заслання в Новопетровському укріпленні

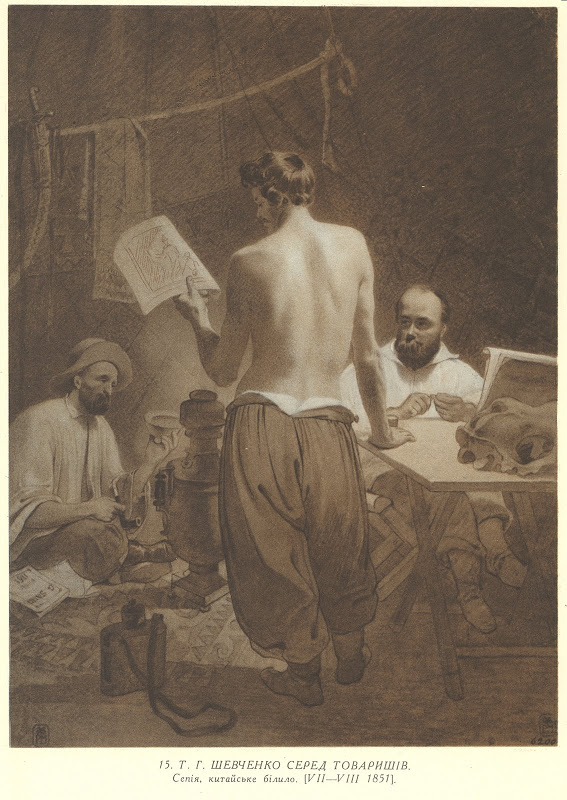
«Шевченко серед товаришів» (1851)

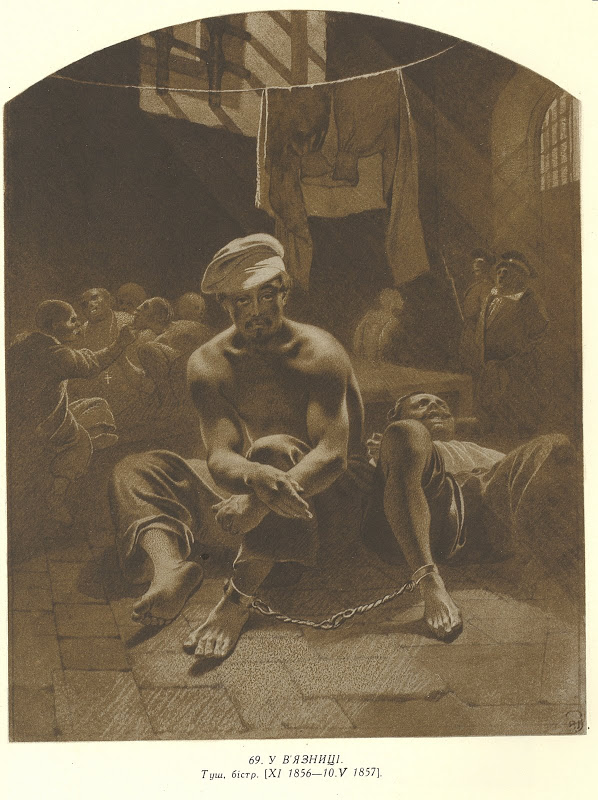
«У в'язниці» (1856-57)

У Новопетровському укріпленні, попри заборону, завдяки допомозі друзів Шевченко мав більшу можливість віддатись своїм творчим прагненням, показавши себе не лише різноплановим художником-реалістом, але й демократом. Цього періоду виявились виразна соціальна спрямованість та висока професіональна майстерність художника.
1851 року під час експедиції в гори Кара-Тау Шевченко виконав серію малюнків олівцем, з яких окремі були закінчені в Новопетровському укріпленні. Близькі за своїм характером до аналогічних творів Аральської експедиції, їм властива широта мистецького розмаху і високий рівень майстерності. Такі краєвиди, як «Ханга-Баба», «Вид на Кара-Тау з долини Апазир», «Туркменські аби в Кара-Тау», «Далісмен-Мула-Аульє», мають значну документальну цінність. Вони є доказом уваги й пошани Шевченка до пам'яток казахської і туркменської народної архітектури і мистецтва. Ці твори становлять новий етап в освоєнні художником характерного колориту місцевості в різну пору дня і ночі, досконалого відтворення кольорових нюансів та глибоко емоційного відчуття природи. Пейзажами Шевченко стоїть у ряду кращих майстрів пейзажу в українському мистецтві. Зокрема, такі твори, як «Новопетровське укріплення з моря», «Новопетровське укріплення з Хівінського шляху», «Сад біля Новопетровського укріплення», а також пейзажі серії «Мангишлацький сад», становлять визначну мистецьку цінність. У пейзажах цього періоду Шевченко показав своє глибоке відчуття природи Казахстану, втілене, зокрема, в малюнках з натури.
До творів, виконаних Шевченком у Кара-тауській експедиції, належать «Автопортрет», «Т. Г. Шевченко серед товаришів», а також «Циган», «Тріо» і «Пісня молодого казаха». З них особливо виділяється сепія «Т. Г. Шевченко серед товаришів», де крім власного портрета Шевченко вкомпонував портрети своїх польських друзів — політичних засланців Броніслава Залеського і Людвіка Турно. Цей жанровий твір цінний достовірністю, оригінальністю композиції, досконалою передачею світлотіні.
Багато у Новопетровському укріпленні Шевченко працював у галузі портрета і побутового жанру. З любов'ю і глибоким співчуттям виконав він сепії, присвячені казахським дітям: «Шевченко і байгуші», «Шевченко і казахський хлопчик, що грається з кішкою», «Байгуші під вікном» («Державний кулак»). Зобразивши себе з бідними казахськими дітьми, Шевченко не тільки глибоко співчував дитячій долі, але й протестував проти соціальної несправедливості, зокрема в сепії «Байгуші під вікном». Сепії стали новаторськими творами, щодо соціальної гостроти вони не мали аналогів ні в тогочасному українському, ні в російському образотворчому мистецтві.
Високою майстерністю виконання відзначаються три портрет Агати Ускової та спільний портрет Микопи і Катерини Бажанових. Ще вищий рівень художньої виразності Шевченко показав у сепії «Казашка Катя». У цьому творі, на думку дослідників «сповненому чистої душевної краси юної казашки, гармонійно поєднались характерні риси таланту Шевченка як майстра портрета і побутового жанру».
Також цього часу Шевченко виконав твори на теми античної історії, міфології та побуту: «Телемак на острові Каліпсо», «Робінзон Крузо», «3. Благословіння дітей», «Самаритянка», «Казашка над ступою», «Мілон Кротонський», «Нарцис і німфа Ехо», «Св. Себастіян», «Умираючий гладіатор», «Діоген». У цих творах помітний казахський типаж і природа Середньої Азії. Ці твори були близькі до серії малюнків «Притча про блудного сина», за манерою розкриття образу, технікою виконання і мірою завершеності.
Серія творів «Притча про блудного сина» вважається дослідниками вершиною творчості Шевченка років, у якій він показав образи «глибокої життєвої правди» і широкого узагальнення — «неправди самодержавного ладу, мерзенности солдатчини, яка калічила людей морально й фізично». За силою викриття потворності суспільства й самодержавства — тривалий час не існувало аналогів у мистецтві Російської імперії творам «Кара колодкою», «У в'язниці», «Кара шпіцрутенами».
«Притча про блудного сина» є одною з перших тематичних серій в українській і російській реалістичній графіці XIX століття. У цій серії з великою реалістичною майстерностю Шевченко розкрив трагізм становища людини у феодально-кріпосницькому суспільстві Російської імперії. Якщо в технічних методах створення малюнків майстрами графіки першої половини XIX століття, у тому числі Шевченка, переважала лінійна манера, то у творах другого періоду заслання на перший план виходила барвиста манера виконання, багата світлотінню. Прагнучи передати найтонші переходи світлотіні у серії «Притча про блудного сина», Шевченко хотів розповсюдити її ще у вигляді гравюри акватинти або техніки літографії.

### Останні роки
Позбавлений можливості протягом всього заслання працювати в олійному живописі, Шевченко всю увагу віддав графіці і за десять років досяг у ній надзвичайних успіхів. Надалі в нових умовах художник передбачав дальше розвивати і поглиблювати мистецтво графіки. Перед виїздом з Новопетровського укріплення 26 червня 1857 року Шевченко записав у своєму щоденнику, що він вирішив «присвятити себе безроздільно гравюрі акватинта… Бути хорошим гравером, значить бути розповсюджувачем прекрасного і повчального в суспільстві. Значить бути розповсюджувачем світла істини… Найпрекрасніше, найшляхетніше покликання гравера. Скільки витончених творів, доступних тільки багатіям, коптилося б в похмурих галереях без твого чудотворного різця?».

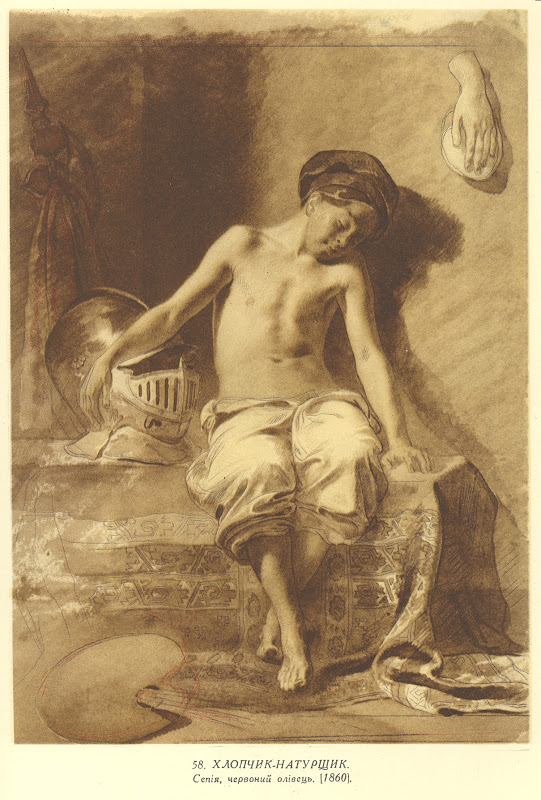
«Хлопчик-натурник» (1860)

Твори Шевченка, після залишення Новопетровського укріплення, починаються циклом пейзажів, виконаних під час подорожі по Волзі від Астрахані до Нижнього Новгорода, а саме: «В Астрахані», «Камишин», «Поблизу Саратова», «Саратов», «Царів Курган», «Казань», «Проти Казані». Вони переважно створювалися з борта пароплава й малювалися олівцем на вузьких смужках тонованого або білого паперу. Композиційно всі твори мають панорамний характер і відзначаються певною ескізністю. За формальними ознаками вони є прямим продовженням пейзажних начерків, які Шевченко виконав під час Каратауської експедиції 1851 року та перебування в Новопетровському укріпленні.
У Нижньому Новгороді Шевченко створив ряд пейзажів. Він змальовував серію архітектурних пам'ятників міста — Благовіщенський собор, Архангельський собор, Печерський монастир, церкву Іллі, церкву Миколи та Благовіщенський монастир. З нижегородських архітектурних пейзажів збереглося лише два завершені малюнки, решта — начерки олівцем. Незважаючи на це, вони чітко передають форму споруд, прозорих у тінях і сповнених сонячного світла.
Під час плавання Волгою та перебування у Нижньому Новгороді Шевченко виконав низку портретів різних осіб та два автопортрети. Збереглись портрети К. Козаченко, Т. Єпіфанова, П. Комаровського, Є. Панченка, Н. Овсянникова, портрет подружжя Якобі, К. Шрейдерса, А. Кадницького, М. Фреліха. Відомо, що художник виконав ще дванадцять портретів мешканців Нижнього Новгорода, які досі не знайдено. Всі портрети, які збереглися в оригіналах, були виконані італійським олівцем та білилами на тонованому папері, переважно в один-два сеанси.
Найвиразнішим серед нижегородських портретів став автопортрет Шевченка, написаний восени 1857 року, який він подарував актору Михайлу Щепкіну. До одної низки з цим автопортретом відносяться: Щепкіна (створений у Москві 1858 року), портрет Айри Олдріджа (1858), Миколи Сєверцова (1859) та портрети жінок, наймички Ликери Полусмак (1859) і Марії Максимович (1859).

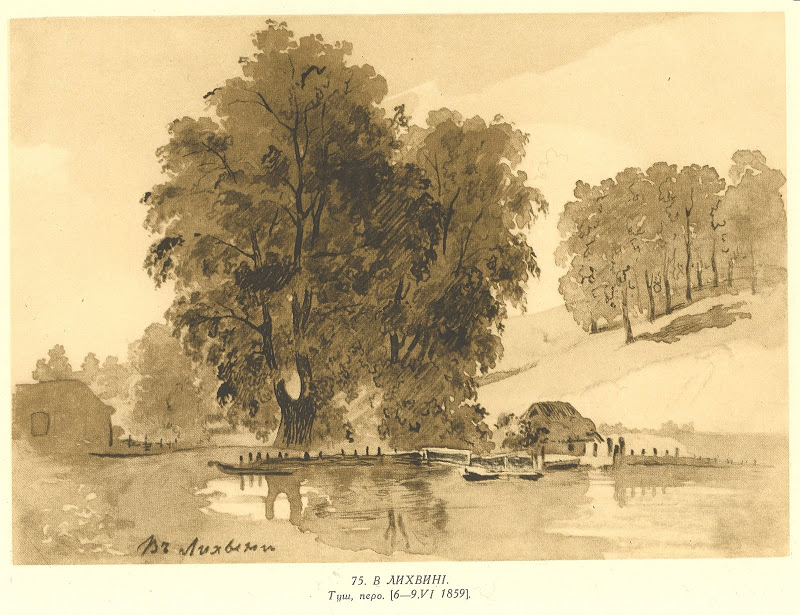
«В Лихвині» (1859)

У Петербурзі та протягом останнього відвідування України, Шевченко створював не лише портрети та жанрові композиції, але й працював над пейзажами. В Петербурзі він виконав два офорти — один з картини М. Лебедєва «Вечір в Альбано» («Ліс») (1860), другий з власного малюнка «Мангишлацький сад» (1859). У творах досконало розроблені проблеми світлотіні. Це ефект був ще більше досягнутий Шевченком у невеликих пейзажах, виконаних того ж 1859 року в Україні («В Лихвині», «Коло Канева» та «В Черкасах»).
Під час проживання у Петербурзі Шевченко приділяв менше уваги жанровим композиціям, ніж у Новопетровському укріпленні. Ще у Нижньому Новгороді він готував ескізи для історичного твору «Богдан Хмельницький перед кримським ханом», але залишив цей задум незавершеним. У Петербурзі Шевченко працював над жанровими композиціями на власні сюжети: «Дві дівчини», «Старець на кладовищі» та «Сама собі в своїй господі», які він згодом відтворив в офорті — акватинті. Цього часу він створив ескіз для монументального розпису «Русалки». До цієї ж групи творів у деякій мірі належать його сепії «Хлопчик-натурник» та «Натурниця» (1860). До жанрових композицій Шевченко звертався і як офортист, інтерпретуючи у цій техніці картини «Свята родина» (Б. Мурільйо), «Притча про робітників на винограднику» (Рембрандта), «Приятелі» (Івана Соколова) та «Вірсавія» (Карла Брюллова). Праця над цими естампами, задля популяризації творів видатних митців, стала для Шевченка також школою майстерності.
Після зустрічі Шевченка 4 травня 1858 року з професором Академії художеств, гравером Ф. Йорданом, який за його словами показав йому «…усі нові прийоми гравюри акватинта. Виявив готовність допомагати у всьому, що від нього залежатиме. Я розлучився з ним наполовину майбутнім гравером», він почав працювати в техніці офорта та акватинти, як за власними композиціями («Дві дівчини»), так звертався і до творів видатних майстрів минулого та до сучасних йому художників, вихованців Академії мистецтв.
З моменту подання у квітні 1859 року на розгляд Ради Академії мистецтв естампів «Притча про робітників на винограднику» та «Приятелі» й отримання статусу «призначеного в академіки», до надання 2 вересня 1860 року звання академіка з гравіюванням на міді, Шевченком були створені такі офорти: «Старець на кладовищі» та «Вечір в Альбано» («Ліс»), «Мангишлацький сад», «Сама собі в своїй господі», автопортрет у темному костюмі, автопортрет у шапці та кожусі, «Вірсавія» К. Брюллова та «Дуб» А. Мещерського.
1860 року Шевченко виконав офорти: автопортрет з свічкою, автопортрет у світлому костюмі та автопортрет у шапці та кожусі. За характером виконання вони становили єдине ціле з портретами видатних художників, над якими Шевченко працював з кінця 1860 року. Це — портрети ректора Академії художеств Федора Бруні, віце-президента Академії мистецтв Федора Толстого, портрет скульптора М. Клодта та портрет архітектора, історика мистецтва і викладача І. Горностаєва.

## Зовнішність й образ
Більшість сучасників Шевченка відзначали, що він мав міцну статуру й був середнього зросту, який складав 2 аршини і 5 вершків (близько 165 см). Знайомий поета, офіцер Микола Момбеллі, описав його у середині 1840-х років так:
| Ліві лапки | Він середнього зросту, широкоплечий і взагалі кремезної, міцної будови, в талії широкий через особливу будову кісток, але аж ніяк не товстий. Обличчя кругле, борода і вуса завжди виголені, бакенбарди ж каймою обводять усе обличчя, волосся вистрижене по-козацьки, але зачесане назад. Він не брюнет і не блондин, але ближче до брюнета, не тільки за волоссям, але й закольором червонуватої шкіри; риси обличчя звичайні | Праві лапки |

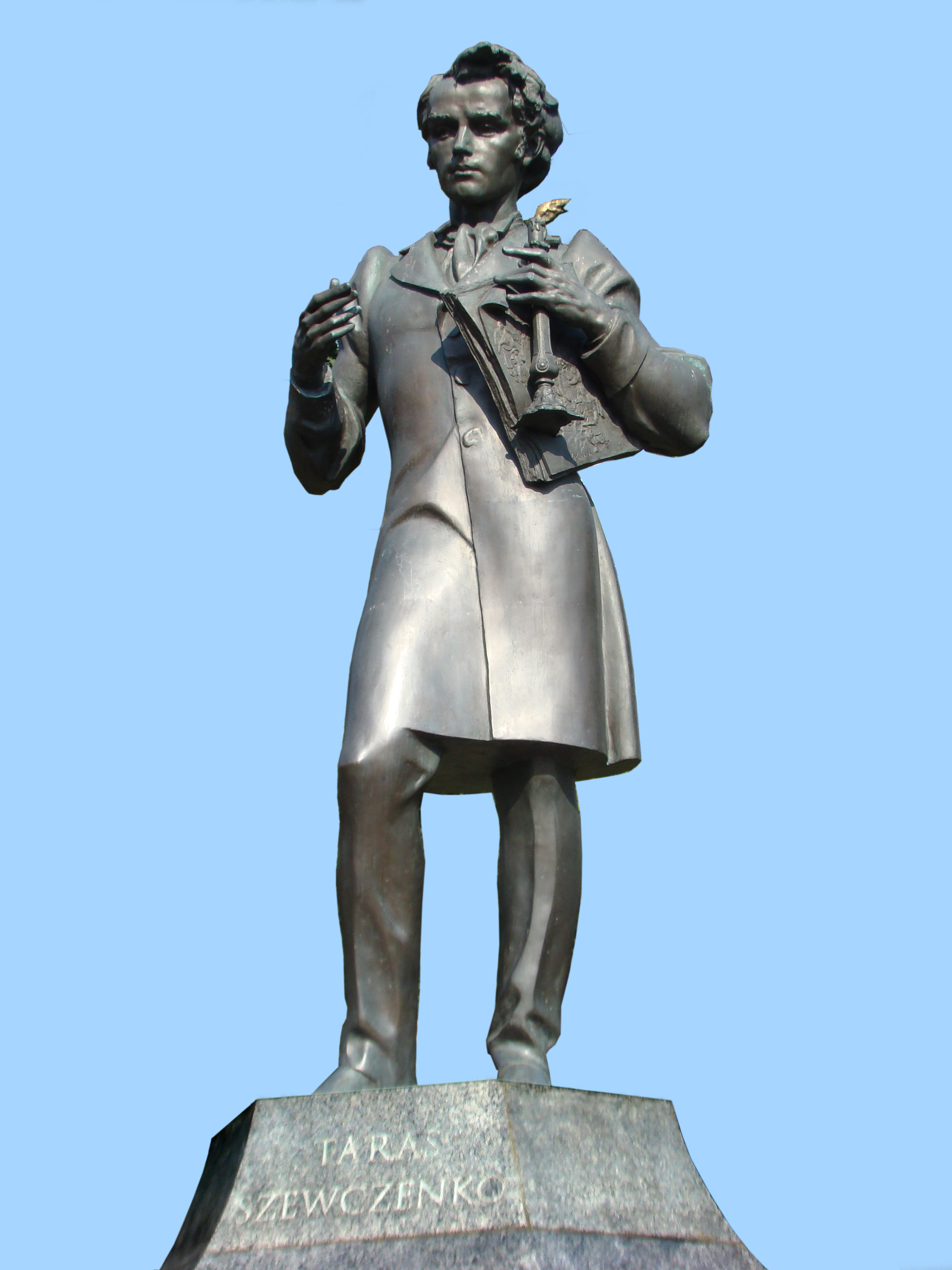
Пам'ятник Шевченку (Варшава), відкритий 2002 року — таким поет майже ніколи не зображався за радянських часів

Російський письменник Іван Тургенєв, який уперше зустрівся з поетом узимку 1859 року, писав:
| Ліві лапки | Широкоплечий, приземкуватий, кремезний, Шевченко мав тип козака, з помітними ознаками солдатської виправки і ломки. Голова гостроверха, майже лиса, високий зморшкуватий лоб, широкий, так званий "качиний", ніс, густі вуса, звислі губи, невеликі сірі очі, погляд яких, завжди похмурий і недовірливий, інколи набирав виразу лагідного, майже ніжного, і супроводжувався хорошою, доброю усмішкою. Голос трохи хрипкий, вимова чисто російська, рухи спокійні, хода поважна, постать вайлувата і мало елегантна | Праві лапки |

Попри те, що Шевченко протягом життя був «душею компанії» любив сміятися допомагати іншим і вмів розвеселити незнайомих людей його звикли показувати із суворим виразом обличчя. Також хоча він помер доволі молодим (у 47 років), його часто відтворюють як дідуся, із зморшками. Про плекання за радянської влади образу саме такого суворого й похмурого Шевченка, розповідав скульптор Леонід Молодожанин, автор кількох пам'ятників Шевченкові за кордоном. У 1930-х роках він був студентом Ленінградської академії мистецтв у класі скульптури професора Матвія Манізера. Разом з іншими студентами він допомагав Манізеру моделювати пам'ятник Шевченка для Києва. Коли проєкт пам'ятника був готовим, на роботу приїхали поглянути Лазар Каганович і Микита Хрущов. Побачивши під фігурою Шевченка персонажів із «Гайдамаків» (подібно до харківського пам'ятника Шевченку), Каганович накинувся на Манізера з критикою: мовляв, такий Шевченко надихатиме селян повстати проти радянської влади. Він наказав прибрати всіх персонажів, змінити фігуру Шевченка з випнутими грудьми на фігуру з похиленою уперед головою, наказав прибрати Шевченкові руки за спину та повісити на них якусь важку одежину. Манізер переробив пам'ятник за «порадами» Кагановича й у такому вигляді його було відлито з бронзи і встановлено 1939 року.
25 років потому, 1964 року, відкрито пам'ятник молодому Шевченку роботи самого Молодожанина. Шевченко відтворений на ньому з випнутими грудьми, спрямованим уперед.
Є думка, що перший пам'ятник молодому Шевченку в Україні було відкрито у Звенигородці 1981 року.

## Погляди
Шевченко має репутацію видатного українського мислителя. Джерелом висвітлення й розуміння поглядів Шевченка (релігійних, політичних, культурних, етичних, філософських, естетичних, педагогічних й інших) — є його поезії, повісті, листи та щоденник. Надзвичайно обдарований з дитинства, Шевченко протягом усього життя виявляв нестримну жагу до знань, що вплинуло на його всебічну освіченість. Окрім цього, Академія мистецтва, яку він закінчив, не лише озброювала професійними знаннями художника, вона давала й ґрунтовну класичну освіту.
У листопаді 1858 року Шевченко підписав публічного колективного листа українських літераторів (спільно з Марко Вовчок, Миколою Костомаровим, Пантелеймоном Кулішем, Матвієм Номисом) з засудженням антисемітської публікації в петербурзькому журналі «Ілюстрація». На думку шевченкознавця Олександра Бороня, попри наявність у Шевченка певних побутових упереджень, характерних для його часу, він дотримувався дуже прогресивних поглядів щодо прав євреїв, що було обумовлено його величезним людинолюбством, рідкісним у світовому письменстві.

## Видання творів
За життя Шевченка лише незначна частина його творів побачила світ. То були його ранні поезії. Збірки творів Шевченка найчастіше друкувалися під назвою «Кобзар». Першим повним виданням поезій Шевченка став «Кобзар» 1907 року за редакцією Василя Доманицького. Вперше повне видання творів у п'яти томах було підготоване до друку за редакцією Богдана Лепкого й вийшло у 1919—1920 роках. До цього, від часу появи «Кобзаря» у 1840 році і до 1920 року, не існувало жодного видання, яке охоплювало б всю спадщину письменника: поезію, прозу, драматургію, малярську творчість. Надалі кількість повних видань, або зібрань творів Шевченка, збільшувалася, одним з найбільших було шістнадцятитомне видання за редакцією Павла Зайцева 1934—1939 років. Окрім регулярного друку в Радянському Союзі, у 20-х—80-х роках XX століття зростала кількість перекладів творів поета у світі, зокрема, у Польщі, Чехословаччині, Болгарії, Німеччині, Англії, Франції, Італії, США, Канаді тощо. У березні 2025 року видавництво Джадавперського університету в Колкаті (Індія) видало збірку перекладених бенгальською мовою віршів Тараса Шевченка.
| - «Кобзар» (1840) - «Гайдамаки» (1841) - «Гамалія» (1844) - «Буквар Южноруській» (1861) - «Кобзар» (1895) - «Кобзар» (1922) - «Кобзар» (1908) - «Кобзар» (1911) - Повне видання творів Шевченка (1959—1961) - «Кобзар» (1985) - «Кобзар» (2002) |

## Культурна роль та оцінка творчості
Творчість Шевченка стала духовною основою формування сучасної української нації, джерелом національно-політичної свідомості, а сам поет — символом України. Шевченко — виняткове явище також у світовій літературі. З 47 років життя поет пробув 24 роки в кріпацтві, 10 — на засланні, а решту — під наглядом жандармів. Шлях Шевченка до творчих висот визначив в образній формі І. Франко:
| Ліві лапки | Він був сином мужика і став володарем у царстві духа. Він був кріпаком і став велетнем у царстві людської культури. Він був самоуком і вказав нові, свіжі й вільні шляхи професорам та книжним ученим | Праві лапки |

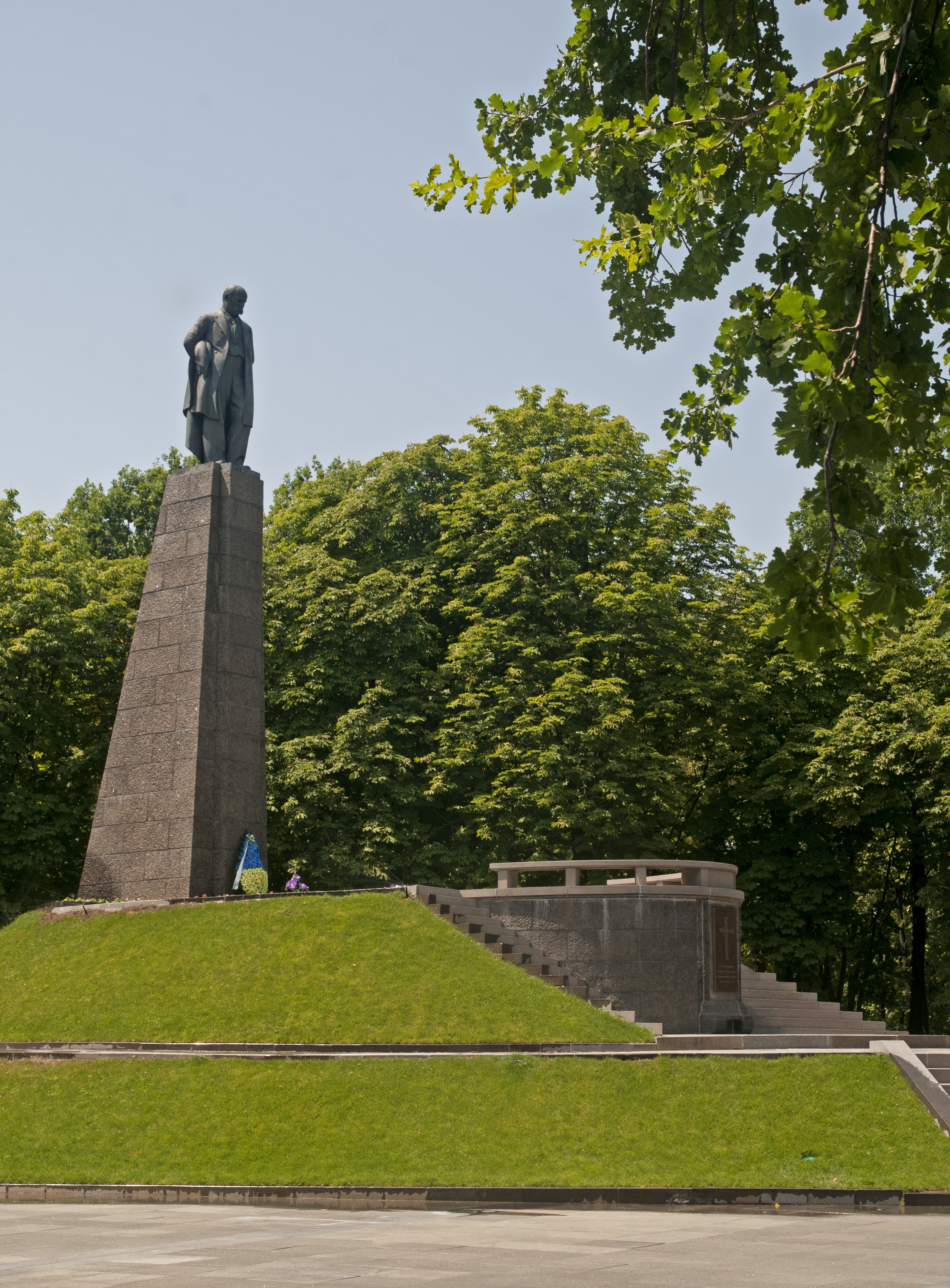
Могила Шевченка у Каневі

Шевченко був і глибоким ліриком, і творцем епічних поем, і видатним драматургом та різнобічно обдарованим митцем. Він вважається основоположником нової української літератури і родоначальником її революційно-демократичного напряму. Саме його творчість дала ті начала, які стали провідними для передових українських письменників другої половини XIX — початку XX століть. Шевченко першим в українській літературі виступив як істинно народний поет, твори якого більш змістовно відбили почуття й думки трудящих мас та їхні віковічні прагнення до свободи, на відміну від своїх літературних попередників, які в своїх творах критикували лише окремі явища тогочасного життя, як: знущання поміщиків з селян, хабарництво чиновників. У своїх творах він створив новий позитивний образ — борця та судді проти самодержавно-поміщицького ладу й борця за щастя народу. Про те, що його творчість знайшла відгук у серцях людей, свідчить те, що в другій половині XIX — на початку XX століття чи не єдиною книжкою в більшості сільських хат України був «Кобзар», вірші з якого вчили напам'ять, і за ним вчилися читати. Творчість Шевченка внесла в українську літературу незнане до цього багатство тем і жанрів та прилучила її до кращих досягнень світової літератури. Його шляхом пішли найвидатніші українські письменники наступних часів — Марко Вовчок, Панас Мирний, Іван Франко, Павло Грабовський, Леся Українка й інші. Крім того, Шевченко відіграв важливу історичну роль у розвитку української літературної мови, він установив ту її структуру, яка стала основою сучасної мови — розвинув і утвердив певний склад словника і граматичний лад (у тому числі синтаксис), які стали нормою і зразком для письменників, преси, театру тощо. Його поезія дала норми української літературної мови, створені на основі народного фольклору й живої розмовної мови, яка ґрунтувалася на полтавсько-київському діалекті.
Шевченко перекладений багатьма мовами народів світу, його творчість мала великий вплив на розвиток культури західного та південного слов'янства. Поезія Шевченка отримала високу оцінку від російських письменників І. Тургенєва, М. Некрасова, Л. Толстого, М. Добролюбова, польського поета В. Сирокомлі, болгарського поета Л. Каравелова, сербського поета В. Николіча, французьких вчених Е. Дюрана і Л. Леже, шведського вченого А. Єнсена, чеського вченого З. Неєдли й багато інших. Твори поета знайшли свого читача не лише в більшості країн Європи, але й далеко за її межами — в США, Канаді, Індії, Китаї, Японії й багатьох інших країнах світу. Джон Ф. Кеннеді у свій час сказав: «Я радий, що можу додати свій голос до тих, що вшановують великого українського поета».
Одне з найпочесних місць в українському образотворчому мистецтві посів Шевченко як і художник, де він став одним із перших митців, які прокладали новий реалістичний напрям. Шевченко став основоположником критичного реалізму та одним із зачинателів офорту й першим його видатним майстром в українському мистецтві.

## Дослідження життя і творчості
Наукове вивчення життя, творчості та багатогранної діяльності Шевченка, а також його місця в історії Східної Європи та у світовому літературному процесі — предмет окремої науки шевченкознавства. Вивчення спадщини Шевченка — проблема невичерпна та багатобічна, і тому шевченкознавство як міждисциплінарна галузь наукового знання відзначається різними напрямами досліджень (біографічний, бібліографічний, літературознавчий, текстологічний, мовознавчий, лексикографічний, мистецтвознавчий, естетичний, психологічний, педагогічний, релігійно-етичний, філософський, суспільно-політичний тощо). На сьогодні більша частина літературних творів й документів Шевченка зберігаються в Інституті літератури, а художні — в Національному музеї, які носять його ім'я. Шевченкознавцями Інституту літератури та вченими України і зарубіжжя укладено і видано Шевченківський словник у 2-х томах (1977) та Шевченківську енциклопедію у 6-ти томах (2012—2014).
| - Інститут літератури ім. Т. Шевченка - Національний музей ім. Т. Шевченка |

## Вшанування пам'яті та образ у масовій культурі
Пам'ять про Шевченка вшановують як в Україні, так і за її межами, зокрема, 2014 року, до 200-річчя від дня поета на телеканал «Інтер» створив першу інтерактивну мапу об'єктів, присвячених йому. В світі налічується 1384 пам'ятників Шевченку — це найбільша у світі кількість монументів, встановлених діячеві культури. Ім'ям поета названо топоніми (населенні пункти, вулиці, площі, райони, парки), освітні та культурні заклади (університети, інститути, бібліотеки, театри), космічні об'єкти (кратер на Меркурії, астероїд, мала планета), кораблі тощо. Митцями поету присвячені фільми, скульптури і картини. Випускаються банкноти, монети, поштові марки, значки, з портретами Шевченка. Його образ використовується у різній символіці, плакатах, бігбордах тощо.
| - Святкування 200-річчя від дня народження Шевченка на майдані Незалежності (2014) - Пам'ятник Шевченку в Києві - Банкнота 100 гривень (2005) - Ювілейна монета 5 гривень (2014) - Українська поштова марка (2008) - Нагорода Шевченківської премії - Літературно-меморіальний будинок-музей Шевченка в Києві - Київський національний університет ім. Т. Шевченка - Київський театр опери та балету ім. Т. Шевченка - Пам'ятна дошка Шевченку у Франківську - Символіка «Правого сектору Черкащини» (2015) - Логотип фестивалю «Ше.Fest» (2014) - Книга «Життя Шевченка» (1914) - Фільм «Тарас Шевченко» (1951) - Картина «Шевченко на засланні» (К. Устиянович, 1860-ті) - Герб Черкаської області - Постер «Анти-COVID-19» (2020) |

## Енциклопедії
- Енциклопедія життя і творчості Тараса Шевченка. © 2011—2024 М. І. Жарких (ідея, технологія, коментарі), автори статей.
  - Кирило-Мефодіївське товариство. Хронологічний перелік документів / Подається за виданням: Кирило-Мефодіївське товариство. — К.: Наукова думка, 1990., тт. 1–3.
  - Малярство.
- Шевченківська енциклопедія / Інститут літератури ім. Т. Шевченка НАН України